# Anglet
Anglet (prononcé [ɑ̃ɡlɛt]) est une commune française, située au bord de l'océan Atlantique, dans le département des Pyrénées-Atlantiques en région Nouvelle-Aquitaine.Commune de l'aire d'attraction de Bayonne, incluse dans son unité urbaine, Anglet fait partie de la Communauté d'agglomération du Pays Basque et de la province basque du Labourd.

## Géographie

### Localisation
Anglet occupe un vaste territoire d'environ 26,93 km2. Géographiquement, la commune fait le lien entre les Landes au nord et le Pays basque dit de l'intérieur au sud. On mesure environ neuf kilomètres du nord au sud de la commune. Au nord se situe l'embouchure de l’Adour, avec l'espace de loisirs de la Barre, en face des  communes de Boucau et Tarnos (où se situent les principales industries portuaires qui font face à Anglet).
Au sud, on trouve les plateaux de Sutar/Hondritz et le ruisseau de Petaboure ou Petdeboure qui sépare la commune de Bassussarry.
D'ouest en est, on ne mesure qu'un peu moins de 5 kilomètres entre le Golf de Biarritz Le Phare et l'Adour. Au nord/ouest se trouve un long profil de plage (environ 4,5 kilomètres) donnant sur l’océan. C'est la partie touristique d'Anglet.
Sur ce secteur, on dénombre 11 plages dénommées du nord vers le sud : plage de la Barre, plage des Cavaliers, plage des Dunes, plage de l'Océan, plage de la Madrague, plage de la Petite Madrague, plage des Corsaires, plage de Marinella, plage des Sables d'Or, plage du Club et plage de la Chambre d'Amour.
Au sud/ouest, Anglet est limitrophe avec Biarritz, des falaises de la Pointe Saint Martin (phare de Biarritz) au quartier de La Négresse.
Tout au sud/Ouest, le quartier Brindos est en limite avec la commune d'Arcangues et le quartier Chapelet.
À l'est, la commune a pour limite communale l'Adour, qui sépare la commune avec la ville du Boucau (Pyrénées-Atlantiques) au niveau du Port du Brise Lames, puis enfin un très long profil, assez découpé, sur environ 9 kilomètres avec Bayonne. Il s'agit de quartiers qui ont suscité de nombreuses revendications et d'enjeux entre Bayonne et Anglet. Du Moyen Âge au XVIIIe siècle, ces terres étaient recouvertes fréquemment par les marées et les inondations et servaient à faire paître les animaux. Il s'agit des quartiers Jorlis, Balichon, Pontots, Beyries.
La ville est à 10 % recouverte de forêts de pins, notamment celles de Pignada, du Lazaret et de Chiberta. La côte sablonneuse et dunaire débutée à 234 km au nord à la pointe de Grave, à l'extrémité de l'estuaire de la Gironde, s'achève à Anglet, et y est ponctuée de nombreuses digues découpant le rivage.
À Anglet, où le tracé du domaine public maritime vient d'être mis à jour, on observe un recul de la côte de quarante mètres depuis 1978. Avec ses multiples baies et anses, ce territoire constitue un laboratoire des techniques de surveillance de l'érosion du littoral.
La Côte basque française désigne la partie du littoral aquitain comprise entre la grotte de la chambre d'Amour à Anglet et la frontière espagnole.

Représentations cartographiques de la commune
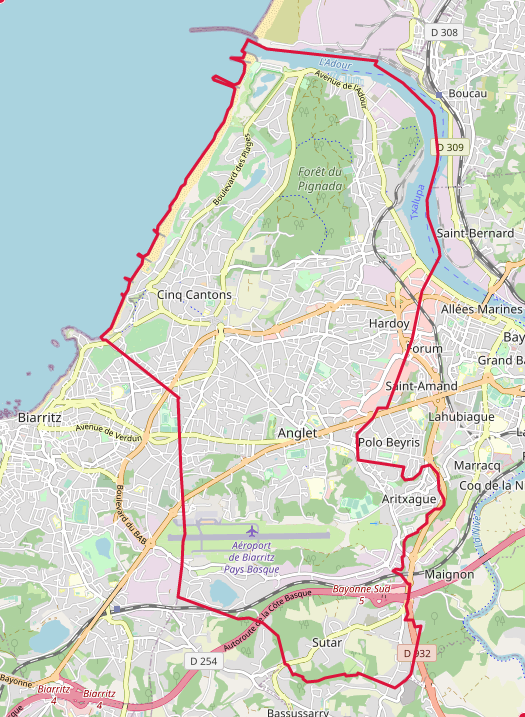
Carte OpenStreetMap.
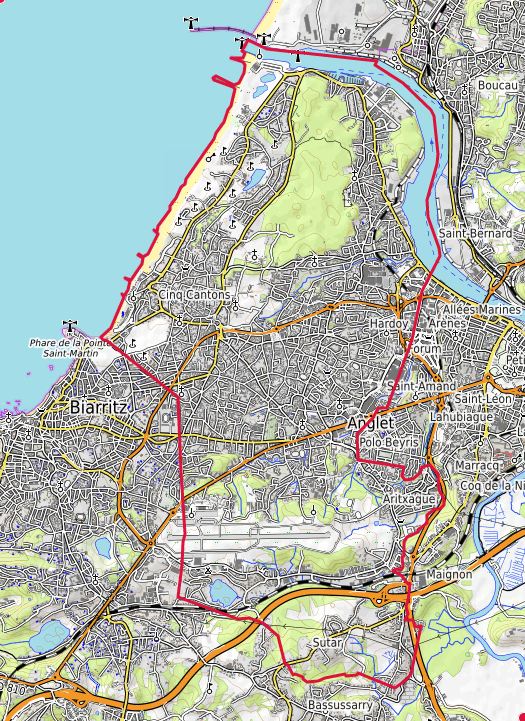
Carte topographique.

### Communes limitrophes
| \| Océan Atlantique \| Tarnos (Landes) \| Boucau \| \| \| Anglet \| Bayonne \| \| Biarritz \| Arcangues \| Bassussarry \| | Les limites communales de Anglet et celles de ses communes adjacentes. |             |
| Océan Atlantique | Tarnos (Landes)                                                        | Boucau      |
| | Anglet                                                                 | Bayonne     |
| Biarritz | Arcangues                                                              | Bassussarry |

### Géologie et relief
Anglet est constitué de plusieurs types de reliefs, souvent différenciés en deux espaces géographiques, alors que géologiquement, le territoire est partagé en trois entités.
D’un point de vue morphologique, on peut séparer les parties basses (dunes littorales et les barthes fluviales) et de l’autre, les parties hautes (plateaux). C’est sur les hauteurs que les premiers peuplements se sont développés (Brindos et Sutar), les parties basses étant dévolues à l’agriculture et aux pâturages. Hors Brindos et Sutar, on a longtemps utilisé la dénomination d’Anglet Haut, allant des Falaises de la chambre d’Amour à la Résidence les Jardins d’Arcadie (inclus les cinq Cantons, le Refuge et Chassin), et d'Anglet Bas, pour les quartiers situés à l’est en dessous de la ligne altimétrique des 35/40 mètres d'altitude environ. Le peuplement des parties basses a pu se faire à partir du XVIe, par assèchement des barthes. Le peuplement du centre-ville actuel (quartier Saint-Jean) à partir du XVIe siècle en est un bon exemple. La mairie d'Anglet se situe à environ 20 mètres d'altitude NGF.
Concernant les aspects géologiques, d’après la carte de Bayonne au 1/50 000 (BRGM) et à sa légende, Anglet est séparée en trois entités :
- Des dépôts littoraux sableux (M) pour la partie correspondant au littoral. Il s’agit de dépôts littoraux sableux dus aux apports et aux remaniements de la mer. Le sable est constitué en grande partie de quartz plus ou moins patiné de fer. On trouve également en retrait du littoral (au nord de la Chambre d’Amour, Chiberta, Blancpignon, Lazaret) un sol de sables marins et de dunes (M-D). Il forme la continuité de la plaine côtière alluviale des Landes : terrain plat et marécageux dont n'émergent que quelques buttes (nommées tuc dans les Landes) correspondant à d'anciennes dunes fixées et boisées ne dépassant pas quelques dizaines de mètres. Cet espace est un rappel topographique et  paysager des Landes, situé néanmoins au sud de l’Adour.
- Des alluvions récents (Fz) et des terrasses alluviales (Fx) pour la majorité de la commune, qui est située dans la plaine alluviale de l’Adour et de la Nive. Le remplissage de ses alluvions est, en moyenne, formé par une vingtaine de mètres de sédiments avec une partie inférieure grossière (galets, graviers, sables) et une partie supérieure (quelques mètres d’épaisseur) argileuse et parfois tourbeuse. Les zones d’alluvions récentes constituent ce qu'on appelle des « Barthes » (Pontots, Balichon) issues principalement du Quaternaire (500 ans) : plaines basses, en partie inondées, faites de gros cailloutis et de limons. Ces Barthes sont sillonnées de ruisselets et de petits canaux de drainage, formant un réseau très dense.

En profondeur (au-delà de 10 à 20 mètres de profondeur environ selon les zones), on trouve le substratum rocheux. Ce substratum alterne des zones schisteuse, gréseuse et des bancs de calcaire, que l’on retrouve dans la zone 3, décrite ci-dessous.
Par exemple, sur la zone du Maharin, on trouve en profondeur, une couche constituée de grès de l’Oligocène, à priori similaires à ceux du Rocher de la Vierge.
- Autour de Sutar et d’Hondritz, on trouve un sol caractéristique du Crétacé inférieur (C1-n5 et C7). Il s’agit d’un sol qui constitue la partie nord d'une formation qui se retrouve le long d’une ligne Bidart-Bassussary-Villefranque où démarre en direction du sud, le bassin du flysch. Ce sol est caractéristique d’une zone de plateaux un peu plus élevés que dans le Seignanx et qui, s'ils portent toujours un revêtement détritique épais, montrent sur leurs pentes des affleurements aussi nombreux que variés : Trias, Crétacé inférieur et horizons divers du Nummulitique. Il s’agit de diverses formations albiennes plus ou moins fossilifères. Sur ces zones, on peut trouver des marnes grises ou brunâtres (présence possibles de Nucules et d’Ammonites de l'Albien supérieur)  et en crête de colline, des grès gris, ou jaunis par altération. Ces grès renferment surtout des Polypiers et des Orbitolines. Il est possible de trouver également un complexe calcaréoschisteux et marno-gréseux, constituant la base de l'Albien, riche en Orbitolines et divers Lamellibranches[6],[7].

### Hydrographie

#### L'Adour et l'embouchure de l'Adour

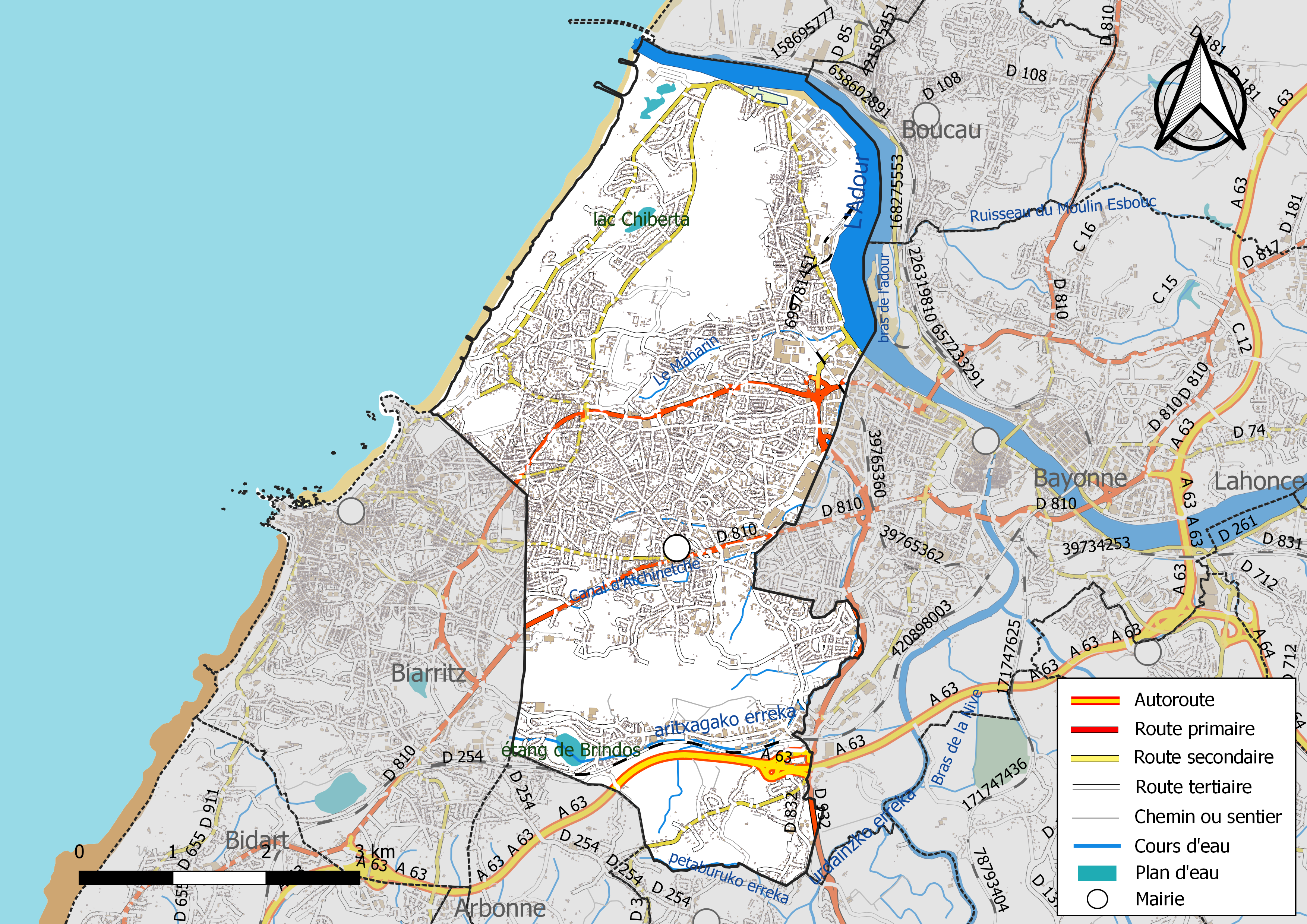
Réseaux hydrographique et routier d'Anglet.

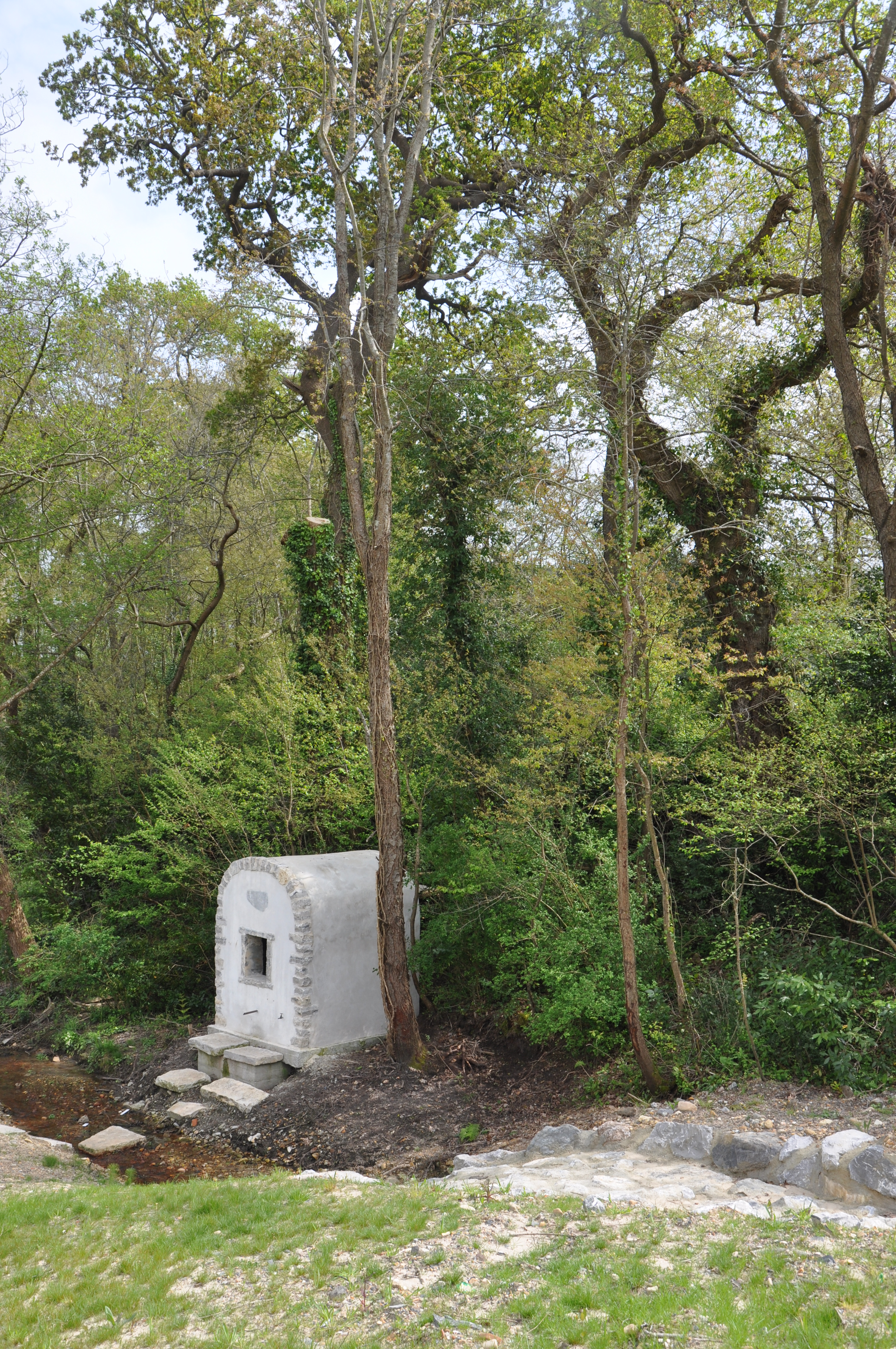
Parc du Vallon de Latchague.

Le principal fleuve d'Anglet est l'Adour qui ne traverse pas à proprement parler la ville mais lui sert de frontière avec les communes voisines de la rive droite du fleuve.
C'est entre Anglet (rive gauche) et Boucau (rive droite) que l'Adour se jette dans l'océan Atlantique (golfe de Gascogne).
Cependant, il n'en a pas toujours été ainsi. L'Adour a souvent changé de lieu d'embouchure. Durant le Moyen Âge et vraisemblablement bien avant, il se jetait dans le gouf de Capbreton où les fonds sont très profonds, ce qui est une situation très favorable pour les bateaux qui veulent entrer et sortir en mer. Durant le XIVe siècle, à la faveur d'une tempête, l'Adour prend la direction de Port d'Albret (actuel Vieux-Boucau-les-Bains) ce qui met en péril l'activité économique du port de Bayonne.
Ainsi, au XVIe siècle, des travaux importants sont entamés et c'est en 1578 que le chantier piloté par l'ingénieur Louis de Foix réussit à modifier artificiellement le débouché de l'Adour au lieu actuel, dénommé la Barre. Cependant, dans les années qui suivent, lors de fortes marées, l'Adour a parfois retrouvé sont ancien lit vers Capbreton ou bien s'est créé une nouvelle embouchure plus au sud vers la pointe Saint-Martin. On peut citer « en 1684, l'embouchure dévie fortement au Sud, vers la Chambre d'Amour, à Biarritz et semble menacée d'obstruction. Malgré les efforts tentés pour la ramener au Nord, en 1722, elle reprend la direction des dunes d'Anglet ». Les lacs du parc Izadia et de Chiberta sont les restes des anciens égarements du fleuve.
En 1727, des digues en maçonnerie sont réalisés pour tenter de maintenir le fleuve mais avec encore quelques difficultés, le chantier reste permanent, les sables ayant tendance à refermer la nouvelle ouverture.
Le nom de la Barre vient d'ailleurs de ce phénomène, les courants marins ramènent en permanence une masse importante de sable devant cette embouchure. Ce sable est un « bourrelet de dépôts marins ou fluviatiles dont l'amas relève subitement les fonds à quelque distance du rivage sinon dans le lit même du fleuve ». Cette barre de sable gêne l'entrée du port pour les bateaux (entre 1857 et 1905, 33 voiliers et 6 bateaux à vapeur périssent à La Barre, faisant 17 morts par naufrage).
La barre de l'Adour n'est pas formée des alluvions de l'Adour, mais des sables et des graviers qui sont déportés par les courants le long du littoral gascon. Elle est la résultante du combat que se livre deux forces contraires, le flux des vagues et des marées d'un sens, le jusant de l'autre. Sous les effets de l'océan, la barre de sable se reforme en permanence sans l'action d'un dragage puissant. Ainsi à partir de 1896, des travaux de dragage (aspiration du sable) sont mis en place pour faciliter l'accès du port de Bayonne. Ces travaux seront complétés par la construction de la digue nord à Tarnos (1962-1966). Cependant, la digue nord et des années d'opération de dragage et de clapage (rejet du sable) au large auront des conséquences directes sur le désensablement des plages d'Anglet.
Dans une étude de l'observatoire de la côte aquitaine datée de 2016, il est indiqué que le recul chronique de la côte basque est actuellement le plus intense à Anglet (0,25 m/an). Depuis 2016, la CCI de Bayonne Pays basque réalise les dragages avec une drague à demeure, propriété du port depuis 2015 (nommé Hondarra). Si l'un des objectifs est de désensabler le chenal de l'embouchure et de recevoir des navires de plus de 20 000 tonnes, l'autre objectif est de permettre de renvoyer du sable vers les plages d'Anglet (opération de clapage désormais ciblée sur les plages angloys) dans le but affirmé de participer au maintien du trait de côte.
Selon les éléments de la CCI et de la Mairie de Bayonne, en 2017, les résultats sur l'érosion sont positifs,.

#### Le ruisseau d'Aritxague
Le plus grand bassin versant communal est celui du ruisseau d'Aritxague (huit kilomètres de long) qui prend sa source dans le quartier de la Négresse à Biarritz, (au sud de l'aéroport) et qui va désormais se jeter dans l'Adour à l'est, en passant par le lac Brindos (lac naturel), longeant le quartier Maignon, se découpant un passage entre les deux plateaux des deux anciens peuplements de la commune (Brindos, au nord de la rivière et Sutar/Hondritz, au sud), obliquant au nord par le canal d'Atchinetche, qui traverse la zone BAB2 et du Forum, et va se jeter dans l'Adour, au niveau du Pont de l'Aveugle. Exclusivement urbain, son état écologique est indiqué comme mauvais en 2015. Des moulins étaient positionnés le long de ce ruisseau tel que le moulin de Brindos ou moulin d’Aritxague, (propriété des seigneurs de Saint Pée dès les années 1390 durant quatre siècles). Son nom, du basque aritz - aga, le lieu du chêne, indique la présence d’une chênaie.
Le canal d'Atchinetche capte des ruisseaux issus des hauteurs de Parme qui viennent le rejoindre au niveau de la zone d'activité des Pontots qui était encore dans les années 50 une barthe humide. En amont, on peut citer le ruisseau du moulin de Sault (ancien moulin près de la résidence du même nom) qui prend sa source au nord de l'aéroport, alimenté par d'autres cours d'eau venus de Parme, tels que le ruisseau de Bessouye (un lavoir du même nom se trouve encore en amont du ruisseau), le ruisseau de Polive (où en amont on trouve le lavoir d’Houndaro - près de la résidence du même nom - ou lavoir des Tres houns, alimentée par les eaux de trois sources, et qui fut « un haut lieu de bugade (lessive) et de blanchissage à Brindos »), le ruisseau de Mauléon qui longe la route nationale 10. Il en est de même pour les ruisseaux de Juzan et de Bellevue qui prennent naissance autour de la Tour de Lannes et rejoignent le canal d'Atchinetche à travers la zone des Pontots.

#### Le Maharin
Autre bassin versant, le ruisseau du Maharin (long de trois kilomètres) prend sa source dans le quartier du Refuge et se jette dans l'Adour. Il a comme affluent le ruisseau de Latchague. Ces deux ruisseaux ont causé des problèmes d'inondations par le passé (notamment en 2004-2005 et 2007) et l'agglomération investit donc depuis des années pour créer des ouvrages de régulations hydrauliques. Un parc (Vallon de Latchague) a été créé en 2014 et permet la rétention de quasiment 9 000 m3 d'eau derrière trois digues en terre. Ce parc a été prolongé depuis 2016 par le parc du Maharin, composé d'une succession de cinq petits barrages pouvant stocker le surplus d'eau lors d'un épisode de crue. Cela permet de limiter les inondations en aval. Moins d'un kilomètre avant sa confluence avec l'Adour, le Maharin passe dans le moulin de Hausquette - maison privée, bien conservé, moulin et site déjà mentionné en 1259. "C’est le moulin le mieux conservé d’Anglet. Dans son sous-sol sont conservées deux meules : l’une pour moudre le maïs et l’autre pour le blé".

### Climat
Pour comprendre le climat d'Anglet, il faut se référer aux relevés Météo-France de la station de Biarritz qui est d'ailleurs dénommée parfois de son nom complet : station Biarritz/Anglet. En effet, cette station est située sur l'aéroport de Biarritz dont plus des 3/4 des pistes sont situées dans la commune d'Anglet.
Fortement influencé par l’océan Atlantique et le Gulf Stream, le climat d'Anglet est de type océanique aquitain tempéré. Le climat d'Anglet possède certaines spécificités en raison, de sa position centrale dans le Golfe de Gascogne (qui s'étire de la Galice à la Bretagne et dont la charnière est le Pays basque) qui a tendance à permettre à l'eau de l'océan Atlantique de se réchauffer (en comparaison de Brest ou de La Corogne), de sa position en fin occidentale des Pyrénées (proximité de la montagne) l'exposant aux effets de foehn, de sa position rapprochée avec l'Espagne exposée à des remontées importantes de chaleur.
Le type de climat d'Anglet se traduit par des températures relativement douces en toutes saisons. Les moyennes saisonnières varient entre 8−10 °C l’hiver et 18−20 °C l’été. L’amplitude thermique est modérée grâce à l’influence océanique dominante. Les moyennes des températures hivernales sont identiques à celle de Perpignan avec pour janvier/février (les mois les plus froids) des températures qui oscillent entre 5 °C (moyenne basse) et 13 °C (moyenne haute). Ainsi, en hiver les températures moyennes sont douces, avec parfois l’arrivée de vents chauds, rapides et secs appelés foehn qui fait alors grimper la température au-delà des 18/20 degrés en plein hiver. À titre d'exemple, dans la nuit du 8 au 9 janvier 2014, le thermomètre n'a pas baissé en dessous de 18 °C même aux heures les plus fraiches de la nuit, assimilant cette nuit à des températures nocturnes d'été.
La valeur la plus basse mesurée revient à l'hiver glacial de 1985, avec - 12,7 °C le 16 janvier 1985. La valeur la plus haute mesurée revient à l'été 2003 avec 40,6 °C le 4 août 2003. Ce phénomène de forte chaleur n'est pas rare car il a également été relevé 39,8 °C le 8 juillet 1982.
Bien souvent, la température ressentie est augmentée en raison du fort taux d'humidité et si les températures oscillent entre 25 et 30 degrés l'été, leur ressentie est souvent accentuée par l'humidex (sensation de chaleur accentuée par l'humidité de l'air, classique des villes littorales comme Anglet) et le soleil, plus haut à la latitude méridionale d'Anglet (même Latitude que Montpellier ou Fréjus/Cannes).
La pluie est importante toute l'année avec un cumul de précipitations de 1 450,9 mm et 140,5 jours annuel avec pluie. L'association de l'Atlantique et de la montagne favorisent les précipitations fortes et récurrentes, entraînant un cumul qui est un des plus importants de France (plus qu'en Bretagne ou dans le Massif Central). Cependant, il faut noter que le nombre de jours avec pluie est inférieur à la Bretagne. Le volume est plus important en Pays basque mais la récurrence plus forte en Bretagne. Les mois les plus pluvieux sont octobre/novembre/décembre (cumul de plus de 150 mm mensuel).
Si l'ensoleillement (1 887 heures annuel) est plus important qu'à Brest (1 529 h/an), Paris (1 661,6 h/an) ou de la moitié nord de la France (au-dessus d'une ligne de Rennes à Dijon), il reste inférieur à des villes atlantique plus au nord, Nantes (1 973 h/an), Bordeaux (2 035 h/an) ou La Rochelle (plus de 2 250 h/an) par exemple.
Les vents marins, chargés d’humidité, dominent largement sur les vents continentaux. Les mois d’été sont chauds et humides, caractérisés par des orages assez fréquents apportant des pluies intenses et brèves.
Le climat est donc caractérisé par une douceur annuelle, enclin à des changements rapides et puissants, notamment des pluies intenses pouvant provoquer des inondations ou des remontées soudaine de températures.
La station météorologique de Météo-France installée dans la commune et mise en service en 1956 permet de connaître en continu l'évolution des indicateurs météorologiques. Le tableau détaillé pour la période 1991-2020 est présenté ci-après.
| Mois                                  | jan.          | fév.          | mars         | avril        | mai          | juin         | jui.         | août         | sep.         | oct.         | nov.         | déc.         | année      |
| ------------------------------------- | ------------- | ------------- | ------------ | ------------ | ------------ | ------------ | ------------ | ------------ | ------------ | ------------ | ------------ | ------------ | ---------- |
| Température minimale moyenne (°C)     | 5             | 4,9           | 7,1          | 8,8          | 11,9         | 14,9         | 16,9         | 17,2         | 14,5         | 11,9         | 7,9          | 5,7          | 10,6       |
| Température moyenne (°C)              | 8,6           | 8,9           | 11,2         | 12,8         | 15,9         | 18,7         | 20,6         | 21,2         | 18,9         | 16,1         | 11,6         | 9,3          | 14,5       |
| Température maximale moyenne (°C)     | 12,2          | 12,8          | 15,2         | 16,8         | 19,9         | 22,5         | 24,2         | 25,1         | 23,3         | 20,2         | 15,4         | 12,9         | 18,4       |
| Record de froid (°C) date du record   | −12,7 16.1985 | −11,5 03.1956 | −7,2 01.2005 | −1,3 13.1958 | 3,3 14.1995  | 5,3 06.1972  | 9,2 12.1972  | 8,6 30.1993  | 5,3 26.2002  | −0,6 25.2003 | −5,7 23.1988 | −8,9 25.2001 | −12,7 1985 |
| Record de chaleur (°C) date du record | 24,1 01.2022  | 28,9 28.1960  | 29,7 21.1990 | 32,1 30.2005 | 34,8 30.1996 | 42,9 18.2022 | 40,1 18.2022 | 40,6 04.2003 | 38,7 07.2016 | 33,4 02.2023 | 27,8 01.2020 | 25,1 02.1985 | 42,9 2022  |
| Ensoleillement (h)                    | 95,7          | 115,2         | 163,3        | 170,7        | 196,7        | 206,3        | 218,5        | 214,3        | 199,2        | 145,4        | 103,4        | 91,8         | 1 920,6    |
| Précipitations (mm)                   | 139,6         | 110,4         | 102,8        | 117,7        | 116,1        | 99,2         | 77,3         | 87,5         | 118,2        | 147,3        | 206,9        | 150,6        | 1 473,6    |

### Paysages

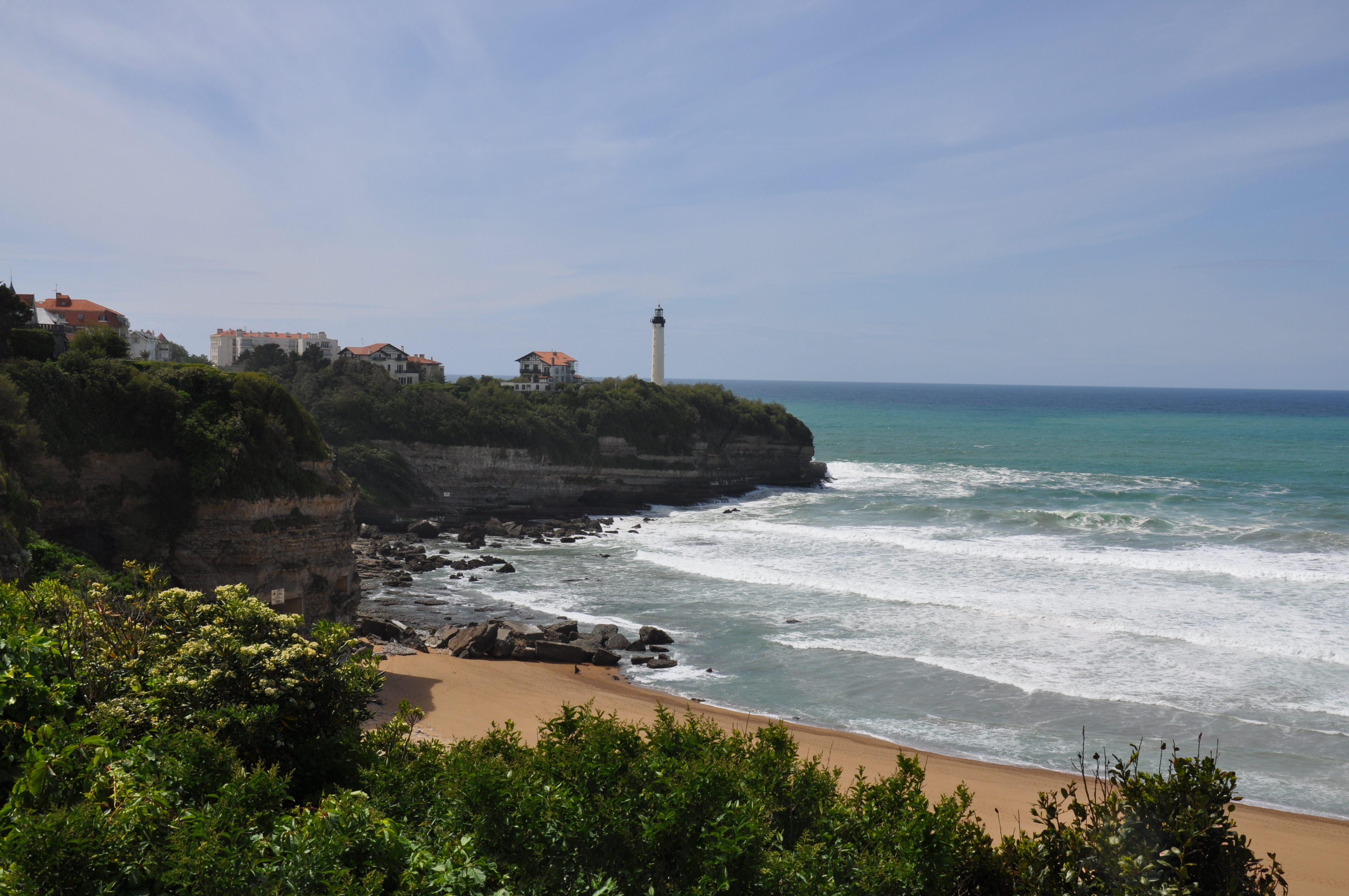
Plage de la chambre d'Amour à Anglet et phare de Biarritz.
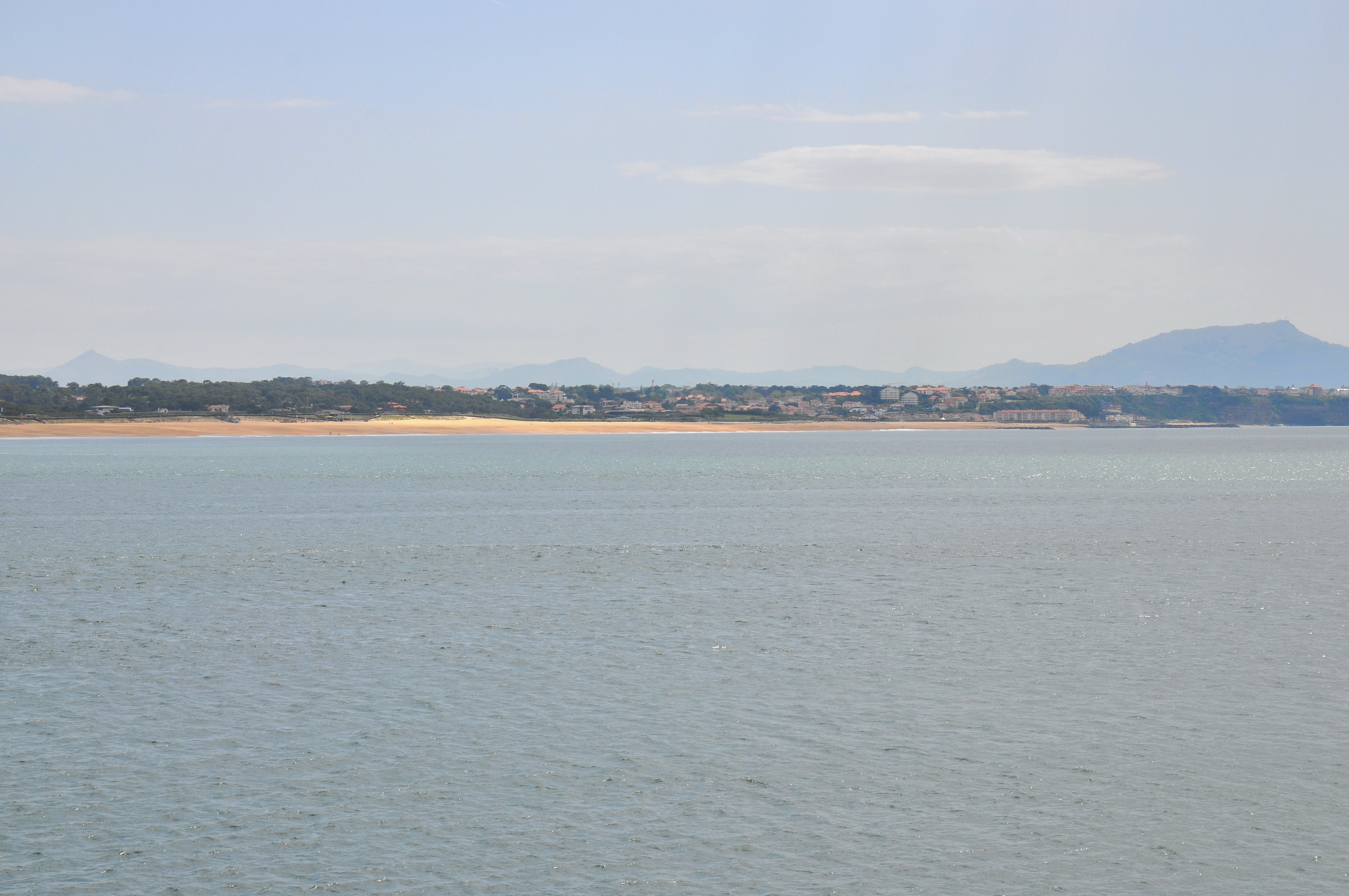
Les plages d'Anglet depuis la digue Nord de Tarnos.
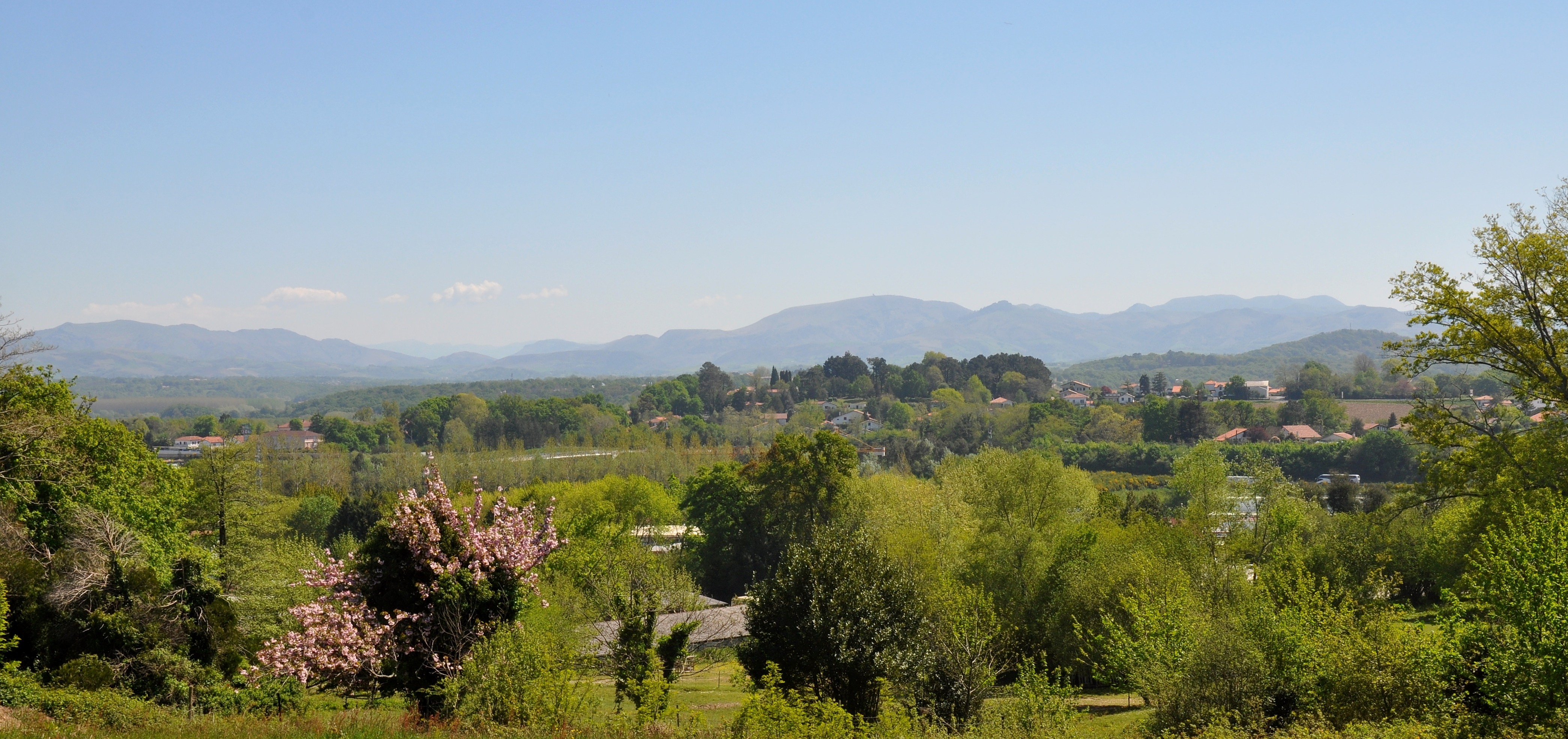
Vue depuis Brindos vers Sutar.

### Voies de communication et transports

#### Voies de communication
Anglet est reliée par l'autoroute A63 et les départementales 810 et 910.

#### Transports

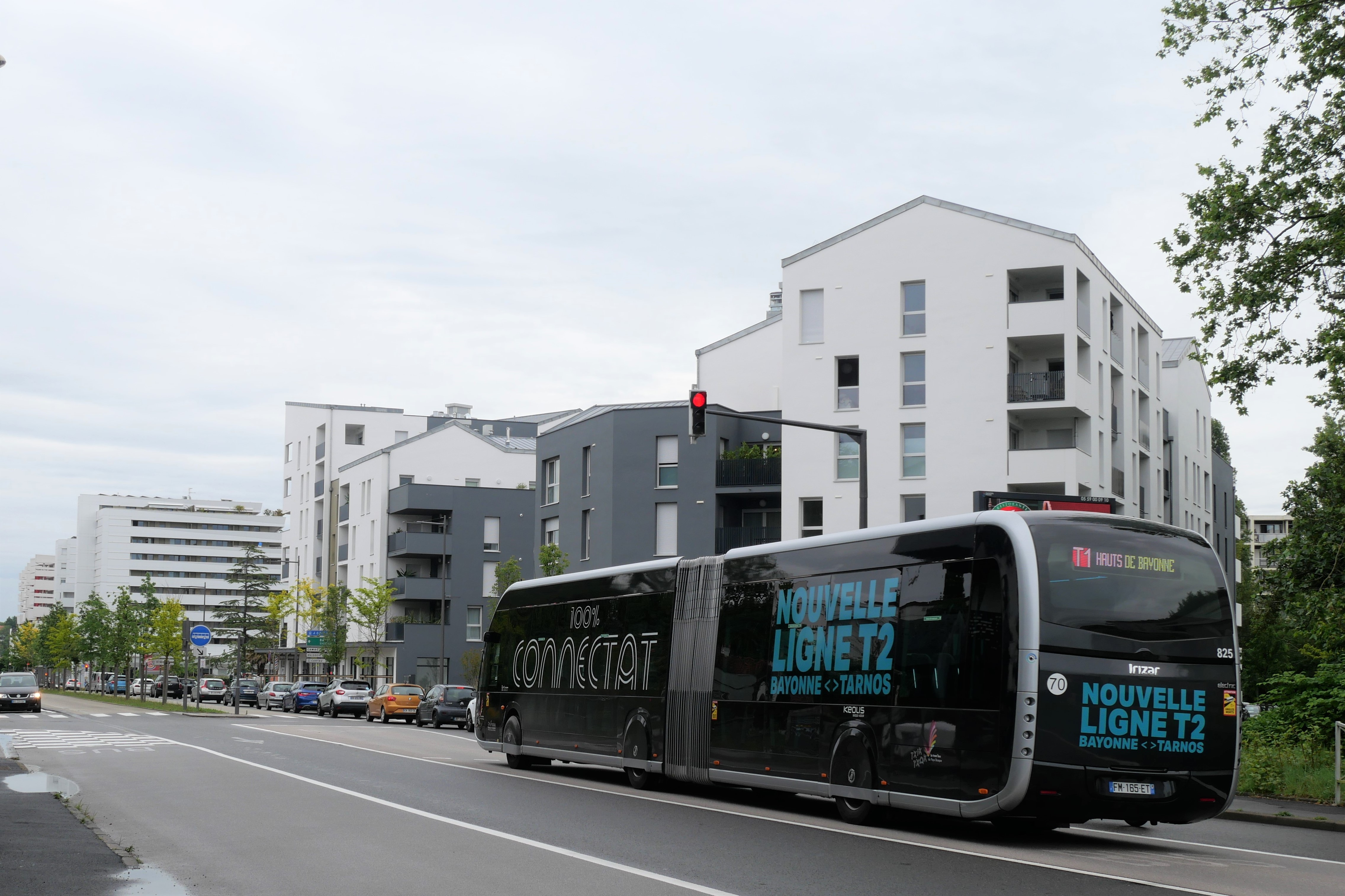
Bus électrique de la ligne T1 du tram'bus, Avenue de Bayonne

Anglet est desservie par le réseau de bus Chronoplus, géré par Keolis Côte Basque-Adour filiale du groupe Keolis SA. Les diverses lignes maillent la commune et desservent certaines communes de l'agglomération comme : Bayonne, Biarritz, Bidart, Boucau, Saint-Pierre-d'Irube et Tarnos.
Le réseau de transport a été modifié en 2019 à la suite de l'arrivée du bus tout électrique dénommé tram'bus qui roule sur un itinéraire en partie en site propre. Dans la commune d'Anglet, il s'agit de la ligne T1 qui propose en 2020 un bus toutes les 11/12 minutes environ. La ligne T1 est la plus structurante du réseau actuel car elle relie les centres-villes des trois principales communes du périmètre de Chronoplus (Bayonne, Anglet, Biarritz) et dessert d’importantes zones commerciales. Elle est complétée depuis 2021 par la ligne T2 (Tarnos, Bayonne Marracq) qui sera prolongée dans les prochaines années (prévisionnel 2023) jusqu'à Anglet Sutar.

## Urbanisme

### Typologie
Au 1er janvier 2025, Anglet est catégorisée grand centre urbain, selon la nouvelle grille communale de densité à sept niveaux définie par l'Insee en 2022.
Elle appartient à l'unité urbaine de Bayonne (partie française), une agglomération internationale regroupant 28  communes, dont elle est ville-centre,,. Par ailleurs la commune fait partie de l'aire d'attraction de Bayonne (partie française), dont elle est une commune du pôle principal,. Cette aire, qui regroupe 56 communes, est catégorisée dans les aires de 200 000 à moins de 700 000 habitants,.
La commune, bordée par l'océan Atlantique, est également une commune littorale au sens de la loi du 3 janvier 1986, dite loi littoral. Des dispositions spécifiques d’urbanisme s’y appliquent dès lors afin de préserver les espaces naturels, les sites, les paysages et l’équilibre écologique du littoral, tel le principe d'inconstructibilité, en dehors des espaces urbanisés, sur la bande littorale des 100 mètres, ou plus si le plan local d’urbanisme le prévoit.

### Occupation des sols

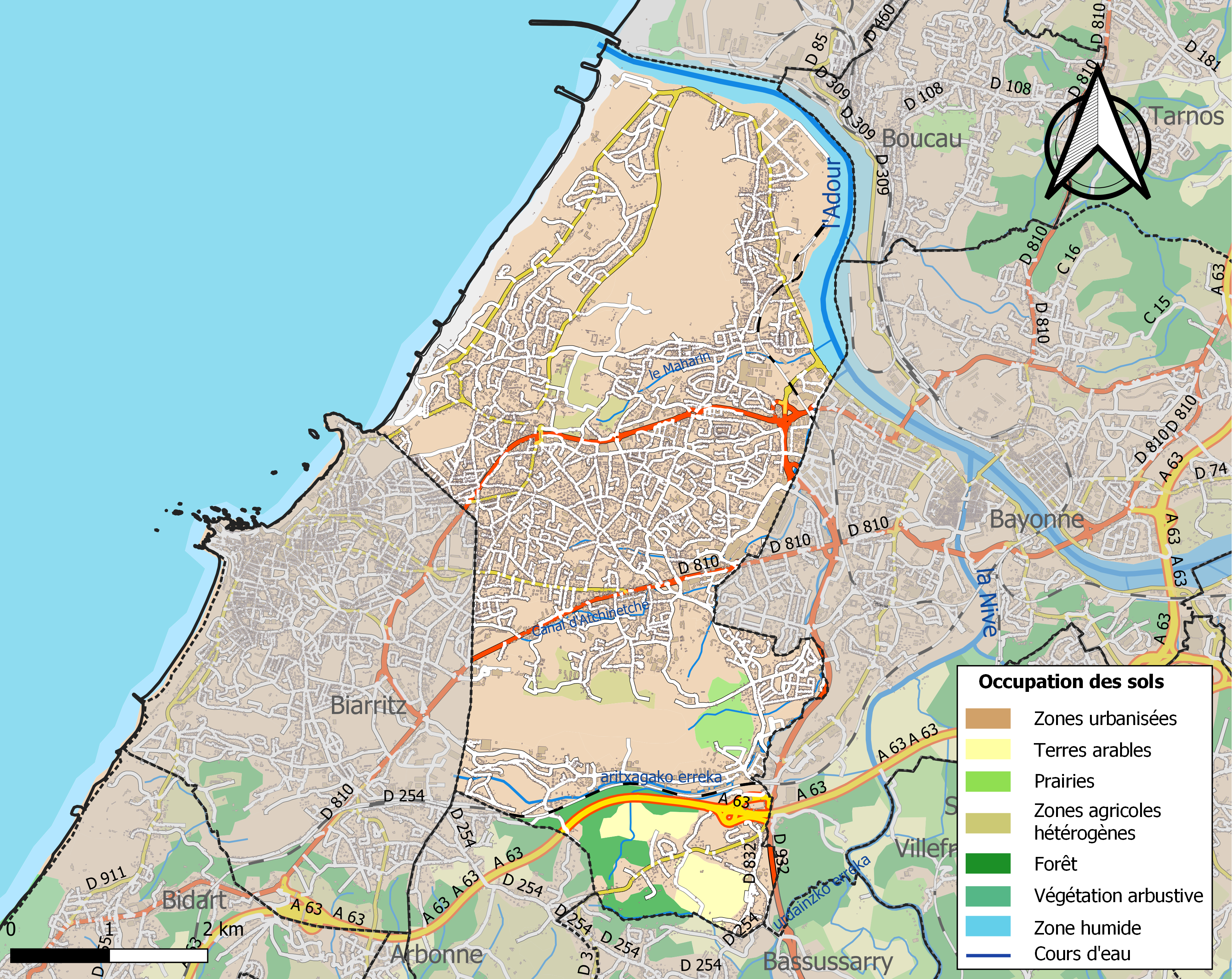
Carte des infrastructures et de l'occupation des sols de la commune en 2018 (CLC).

L'occupation des sols de la commune, telle qu'elle ressort de la base de données européenne d’occupation biophysique des sols Corine Land Cover (CLC), est marquée par l'importance des territoires artificialisés (83,4 % en 2018), en augmentation par rapport à 1990 (65,2 %). La répartition détaillée en 2018 est la suivante : 
zones urbanisées (54,4 %), espaces verts artificialisés, non agricoles (18,1 %), zones industrielles ou commerciales et réseaux de communication (10,9 %), eaux maritimes (3,8 %), forêts (2,7 %), zones agricoles hétérogènes (2,5 %), espaces ouverts, sans ou avec peu de végétation (2,4 %), terres arables (2,3 %), zones humides côtières (1,6 %), prairies (1,3 %). L'évolution de l’occupation des sols de la commune et de ses infrastructures peut être observée sur les différentes représentations cartographiques du territoire : la carte de Cassini (XVIIIe siècle), la carte d'état-major (1820-1866) et les cartes ou photos aériennes de l'IGN pour la période actuelle (1950 à aujourd'hui).

### Morphologie urbaine et quartiers d'Anglet

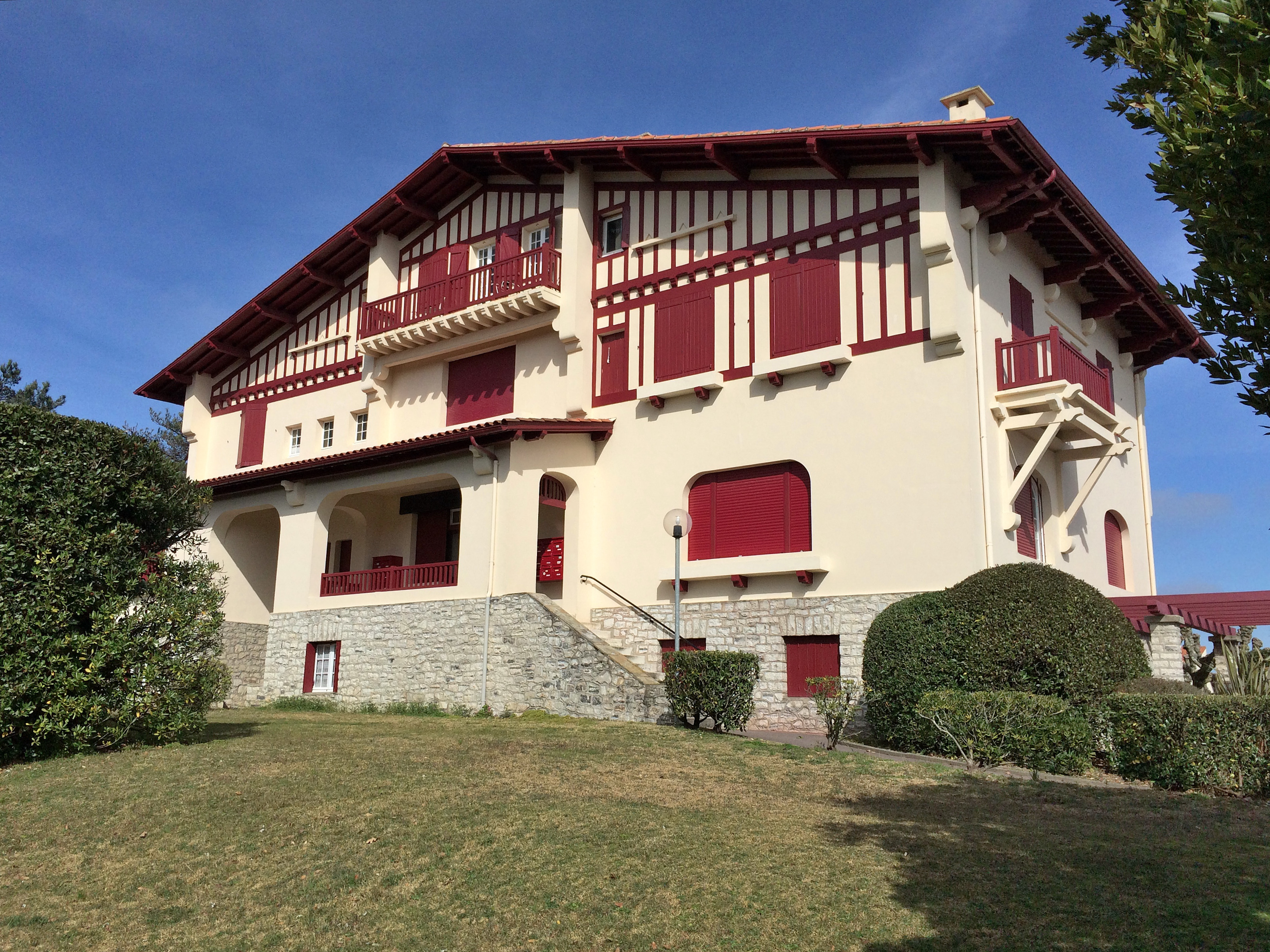
Construction néobasque : villa Irrintzina de l'architecte Henri Godbarge.

Située entre deux villes attractives, Anglet représentait il y a encore un siècle[Quand ?] la campagne et le monde rural en opposition avec Biarritz, petit port de pêche devenue station touristique à la renommée internationale et Bayonne, très ancienne ville dense, marchande et bourgeoise représentant localement le monde urbain. Le site internet de l'IGN permet de nous donner un aperçu de cette ruralité avec des photos aériennes comparatives entre aujourd'hui et la fin de la Seconde Guerre mondiale (voir le lien suivant).
Anglet est devenue une ville, la seconde du Pays Basque nord, située au centre d'une vaste agglomération mais comme le souligne notamment l'universitaire Jean-Daniel Chaussier, Anglet n'a pas de gare tandis que l'aéroport porte le nom de Biarritz-Pays Basque alors que les 2/3 des installations se trouvent dans la commune. Anglet a dû mal à s'imposer comme destination et comme le démontre cet auteur, Anglet est une ville qui déroute le visiteur, à la recherche d'un centre-ville clairement établi avec des monuments emblématiques.

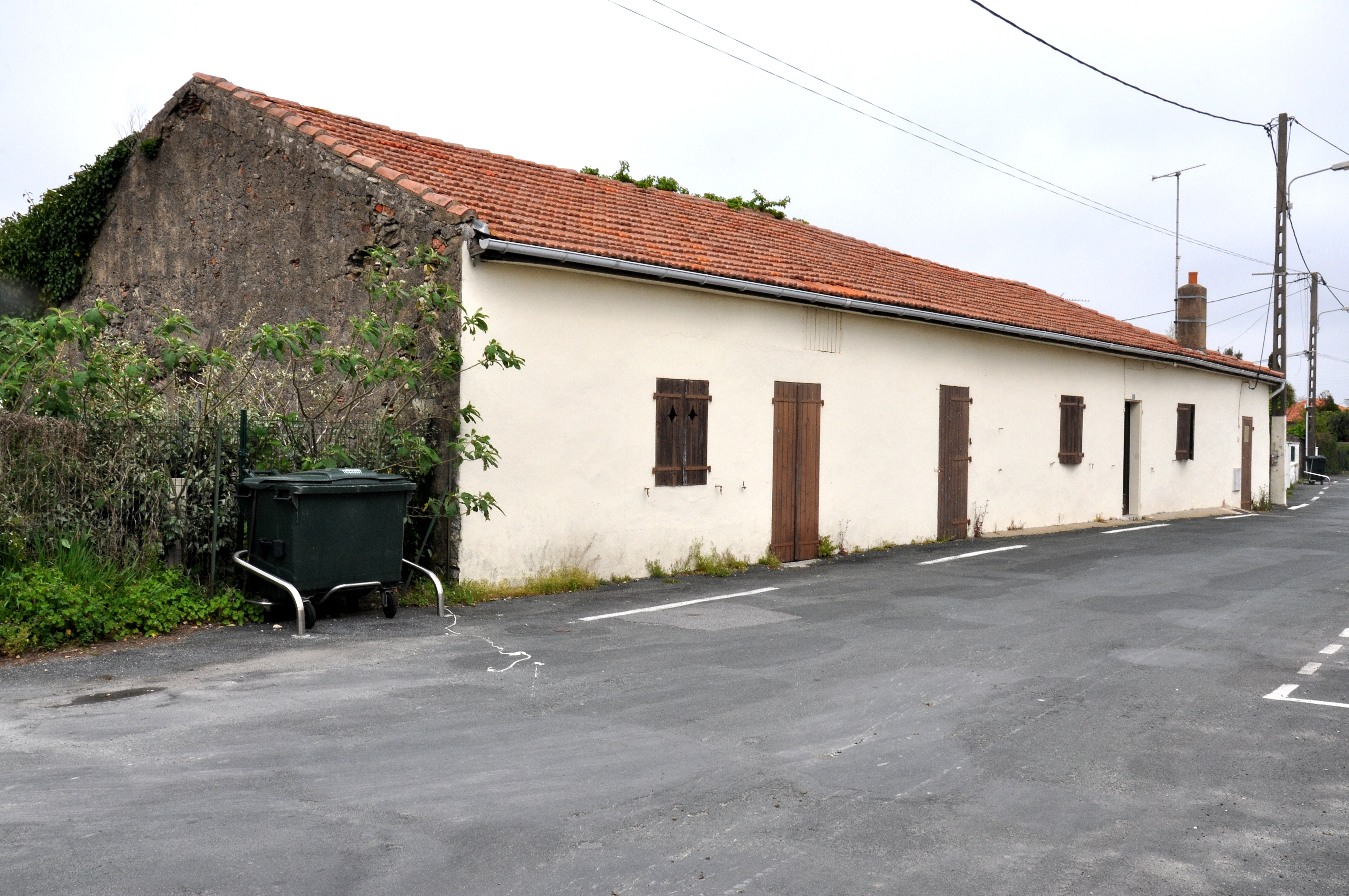
Maison Le Rouge (photo 2014) dans la rue du même nom. Mentionnée déjà sur la carte napoléonienne de 1831. Elle est décrite et photographiée dans l'ouvrage '"Histoire d'Anglet : des origines à nos jours de Manex Goyhenetche" comme étant une maison de bordier. On voit l'évolution de la maison par ajout sur les côtés (par élargissement) car l'extension en hauteur n'était pas possible pour cette modeste maison. Cet ensemble a été réhabilité récemment et a modifié l'apparence des façades. Cette photo donne à voir le caractère rural des maisons anciennes à Anglet.

Située sur un territoire dominé par la pression foncière et coincée entre deux villes (Bayonne et Biarritz) qui cherchait à s'étendre, Anglet a adopté une morphologie urbaine typique de l'urbanisation française des villes de périphérie ayant supportée une forte croissance durant la seconde moitié du XXe siècle. Anglet est caractérisée par une urbanisation de maisons pavillonnaires et de petits immeubles. Si Anglet a un urbanisme complexe, une lecture urbaine si morcelée, c'est une des conséquences de la division de ses prairies, vergers et terrains agricoles en domaines, vendus ensuite pour être aménagés en de très nombreux lotissements. Cependant, contrairement à d'autres villes côtières et touristiques, Anglet n'a pas connu d'urbanisation massive de son front de mer.
Anglet était un territoire à dominante rurale où travaillait encore une centaine de maraichers voilà 60 ans. Sa terre était de très bonne qualité et notamment sur le plateau de Parme où les dernières serres de cultures ont été démolis par l'extension des parkings de l'aéroport dans la décennie 2000/2010 (voir l'évolution en photos aériennes depuis la seconde guerre mondiale sur https://remonterletemps.ign.fr/). Depuis, la ville s'est urbanisée sans règle d'urbanisme d'ensemble, au rythme des créations de lotissements, reprenant la suite de l'urbanisation de la « Belle Époque » et où on venait fuir la pression foncière de Biarritz (quartier Chassin ou suite du lotissement impérial de Biarritz). "On venait y chercher un air de campagne".
Jusqu'à la fin du XIXe siècle, Anglet vit de l'élevage, de l'agriculture, du maraîchage, de la vigne, de la chasse et du blanchissage dans sa centaine de fontaines. Son espace est alors maillé par des fermes et des grands domaines appartenant pour la plupart à des Bayonnais. Il y avait déjà une rivalité entre la communauté paysanne, les habitants historiques d'Anglet et les bourgeois et nobles bayonnais qui exerçaient une certaine pression sur les biens communaux. Cela créait des tensions évidentes lors des assemblées communautaires.
Au XIXe siècle, on aperçoit quelques regroupements de maisons autour de l'église St-Léon qui a toujours symbolisé le centre d'Anglet mais aussi dans le quartier des 5 Cantons autour de la rue de Saubadine ou de la rue du Colombier où se trouve l'ancienne ferme Gracy de Poïgt/Poth, à Brindos et de manière plus dispersée à Sutar. Des routes très ancienne au profil sinueux faisaient le lien entre les lavoirs, les moulins et les fermes plus isolées. On en retrouve aujourd'hui encore quelques témoins parmi les nouvelles constructions et les axes de la ville (rue de Bahinos, rue de Hausquette, rue de Jouanetote, etc..).
Durant le début du XXe, Anglet multiplie les lotissements (plus d'une quarantaine entre 1872 et 1914). La ville a comblé les vides entre les anciens domaines ruraux et s'est étendue en créant des axes routiers et des multiples ronds-points qui ont fragmenté l'ancien tissu rural (la 2X2 de l'Avenue du BAB, la voie ferrée et l'A63 au sud). La création de l'aéroport et son extension dans la seconde partie du XXe siècle a également rayé de la carte les anciennes demeures de Brindos, une des centralités les plus anciennes de la ville. Ces maisons apparaissent encore dans d'anciennes photos aériennes mises en ligne sur le site de l'IGN (photo de 1938) et très clairement sur le cadastre napoléonien de 1831.
Les zones marécageuses sont asséchées et drainées (Pontots, Beyries) pour en faire des zones pour supermarchés et locaux d'entreprises. Les chemins de fer inter-urbains (tramways) sont remplacés par des routes. C'est l'époque des trente glorieuses et de la révolution automobile. Sans réel centre urbain, on retrouve en divers endroits de la commune, des lotissements et des ensembles d'habitat collectif, dispersés souvent dans des parcelles importantes avec espaces-verts mais en retrait des routes ou des rues. Anglet a répondu à l'urbanisme fonctionnaliste français d'après-guerre, sans jamais succomber à la réalisation de très grands ensembles. Ici le modèle est l'habitat en maison individuelle avec jardin ou la résidence collective avec parc arborée.
L'ensemble de cet agglomérat donne à voir une ville en totale opposition avec des villes plus anciennes qui se sont urbanisées selon le modèle de ville radioconcentrique, c'est-à-dire des villes qui reposent autour d'un centre urbain dense, animées par des rues commerçantes, bien souvent offertes aujourd'hui aux piétons tel qu'il s'observe dans le centre de Bayonne, Saint-Sébastien ou Bilbao (casco viejo), pour citer les villes proches.
La morphologie urbaine d'Anglet est le reflet d'une nouvelle tendance, la résidentialisation autour de la voiture, tournée vers les grandes surfaces telles que le centre commercial BAB2. La voiture a permis l'urbanisation de la ville sur une surface très vaste, où le relief est bien différent et où chaque zone a elle-même une zone d'influence, soit Bayonne (Blancpignon), Biarritz (Chassin, Larochefoucauld), Bassussarry (Sutar). L'absence de schéma directeur et de planification urbaine, sur un territoire anciennement rural a donné la ville actuelle, une "ville jardin" à certain endroit, une ville aux plusieurs villages (mini-centralité autour de quelques commerces), une ville peu dense, dotée de plusieurs dizaines de kilomètres de trottoirs, de réseaux, de route publics qui est un vrai défi à entretenir.

#### Quartier Saint-Jean/Quintaou, le centre administratif et culturel d'Anglet
Si Anglet n'a pas un centre-ville de taille dense et caractéristique comme Bayonne, le quartier Saint-Jean/Quintaou est désigné comme le centre de la ville et y réunit les institutions culturelles et administratives. Longtemps, l'église Saint-Léon a représenté la centralité d'Anglet car c'était la seule d'Anglet. Dans les anciennes cartes des environs de Bayonne, on retrouve toujours Anglet représentée avec son église, son cimetière et quelques maisons autour (carte du début du XVIIe siècle présente aux archives communales de Bayonne).

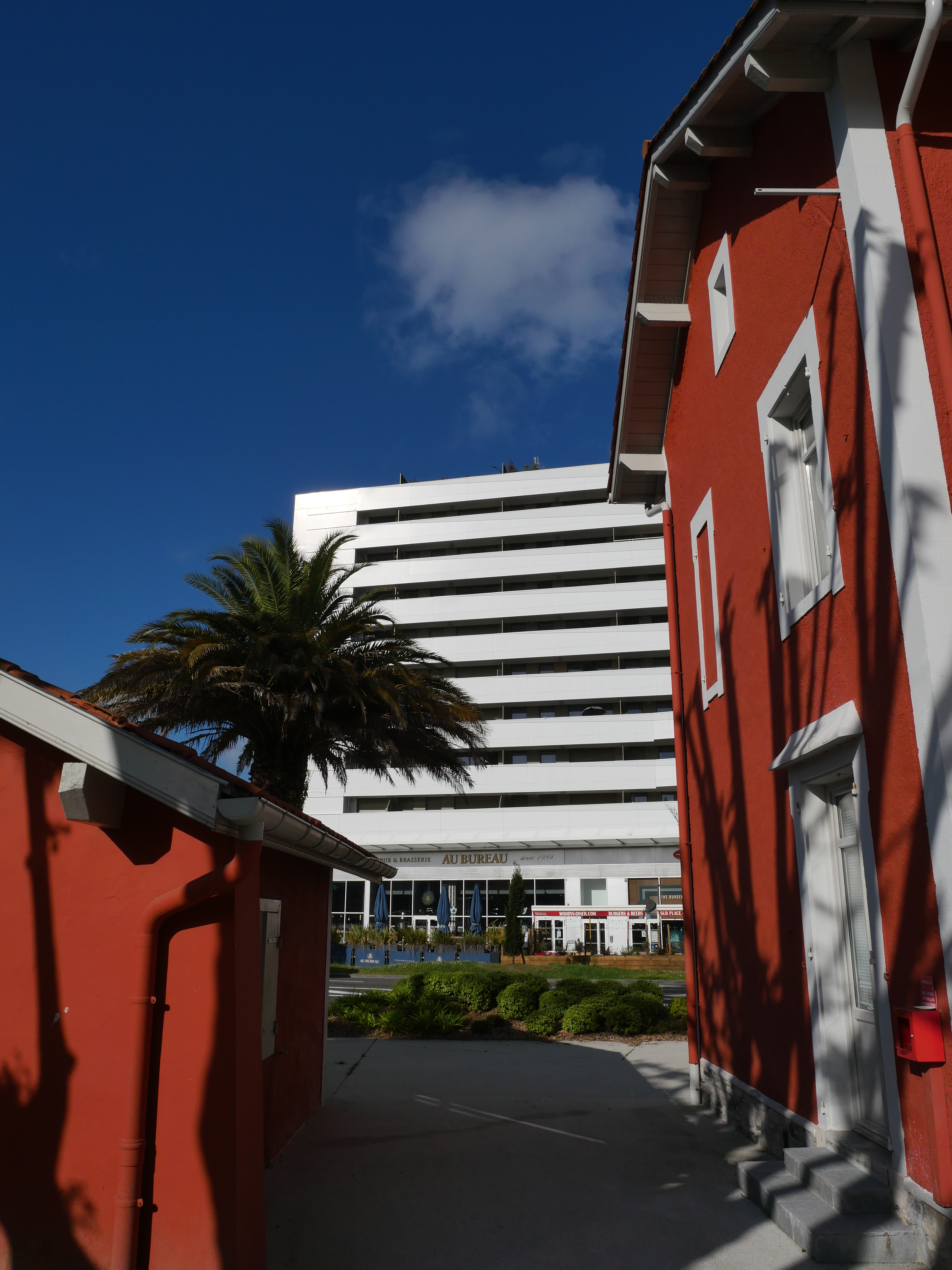
Au premier plan, la maison "Source Minerva" datant du début XXe et en fond, des constructions récentes du centre d'Anglet

Ce quartier s'est densifié dans la seconde moitié du XIXe siècle au carrefour de la route d'Espagne et de celle qui relie Bayonne à Biarritz. Autour de la Mairie et de la vieille église Saint-Léon, le centre de vie est éclaté entre les quelques commerces et les « chalets » fin XIXe/début XXe du quartier Saint-Jean (le long de l'ex RN10), les équipements et animations de la place Quintaou (marché, bibliothèque, jeux enfants, école, espaces culturels), les commerces de la place Lamothe, et les constructions récentes de l'axe Cadran/Bernain/Bovero/Saint- Jean.
Ce quartier alterne de l'habitat dense le long des axes Avenue de Bayonne, Avenue de Biarritz et Avenue d'Espagne mais dès qu'on s'écarte de ces voies importantes, on retrouve un paysage urbain de petits immeubles et de villas, construits sur d'anciens grands domaines, Villa Beatrix Enea (construit par Paul et Julienne Campagne), Villa du Quintaou appartenant à Eugène Bernain, entourés de parcs et de domaines, Villa Baroja et ses écuries. Dans les années 1920, le quartier est une campagne qui s'urbanise de prestigieuses villas de villégiatures. Après la Seconde Guerre mondiale, les propriétés sont divisées pour laisser la place à des rues plus directes, des maisons de taille plus modestes et à des petits immeubles collectifs.
Le projet «cœur de ville» initié par la mandature de Jean Espilondo au début des années 2010 a profondément remodelé l'axe de l'ancienne RN10. L'Avenue s'est ouverte au piéton avec le réaménagement urbain lié aux travaux du tram'bus qui a libéré de larges trottoirs. Depuis, des grands ensembles immobiliers se sont construits (Montaury, Bovero, Carré St-jean) avec des centaines de logements mais aussi des bureaux et des commerces en RDC, notamment de proximité (boulangerie, coiffeur, restaurants, pub ou superette de ville) renouvelant l'image d'un quartier périphérique, doté anciennement de commerces dit "d'entrée d'agglomération" (concession ou garage automobile, ameublement). Plus récemment, des espaces-verts ont été aménagés le long de cet axe pour donner des espaces de respiration.

#### La place des 5-Cantons, l'autre centre-ville d'Anglet
D'autres polarités s'expriment dans la commune, notamment autour de la place des Cinq Cantons, qui est désormais aménagée en lieu de centralité et qui porte le nom officiel de « place du Général-Leclerc ».
On trouve autour de cette place plusieurs commerces et restaurants et, depuis 2015, une halle de 850 m2 répartie en une vingtaine de stands tournés principalement vers les métiers de bouche. Ce point de centralité s'est constitué dès la fin du XIXe siècle avec l'unique gare d'Anglet située sur la ligne de chemin de fer américain (BAB) qui reliait Bayonne à Biarritz. Le quartier des 5-Cantons est très prisé car il est tourné vers les plages (dont celle de la Chambre d'Amour) et vers Biarritz. Outre la place du Général-Leclerc et son animation, avec en contrebas une église inscrite aux monuments historiques (église Sainte-Marie), le quartier est dominé par plusieurs maisons anciennes, témoins du patrimoine rural de la commune (rue du Colombier, rue de Hourticq, rue du Bascot) mais surtout par une morphologie urbaine de type villas de villégiature, comme on l'observe à Biarritz. De très belles villas fin XIXe et surtout début XXe se situent autour du golf de la pointe Saint-Martin et le long du littoral.
À proximité, on trouve également le domaine Notre-Dame-du-Refuge (couvent) où les religieuses disposent de 15 hectares de pinède et de champs de maïs, (héritage de l'abbé Cestac qui avait acheté le domaine en 1838), donnant désormais à ce site une image d'enclave rurale au sein de l'agglomération, dernier témoignage du passé agricole d'Anglet. Néanmoins, autour de ce quartier et le long du BAB, de nombreux programmes immobiliers (immeubles collectifs de quelques étages) sont en cours de construction (rue des Pontrits).

#### Blancpignon/Montbrun

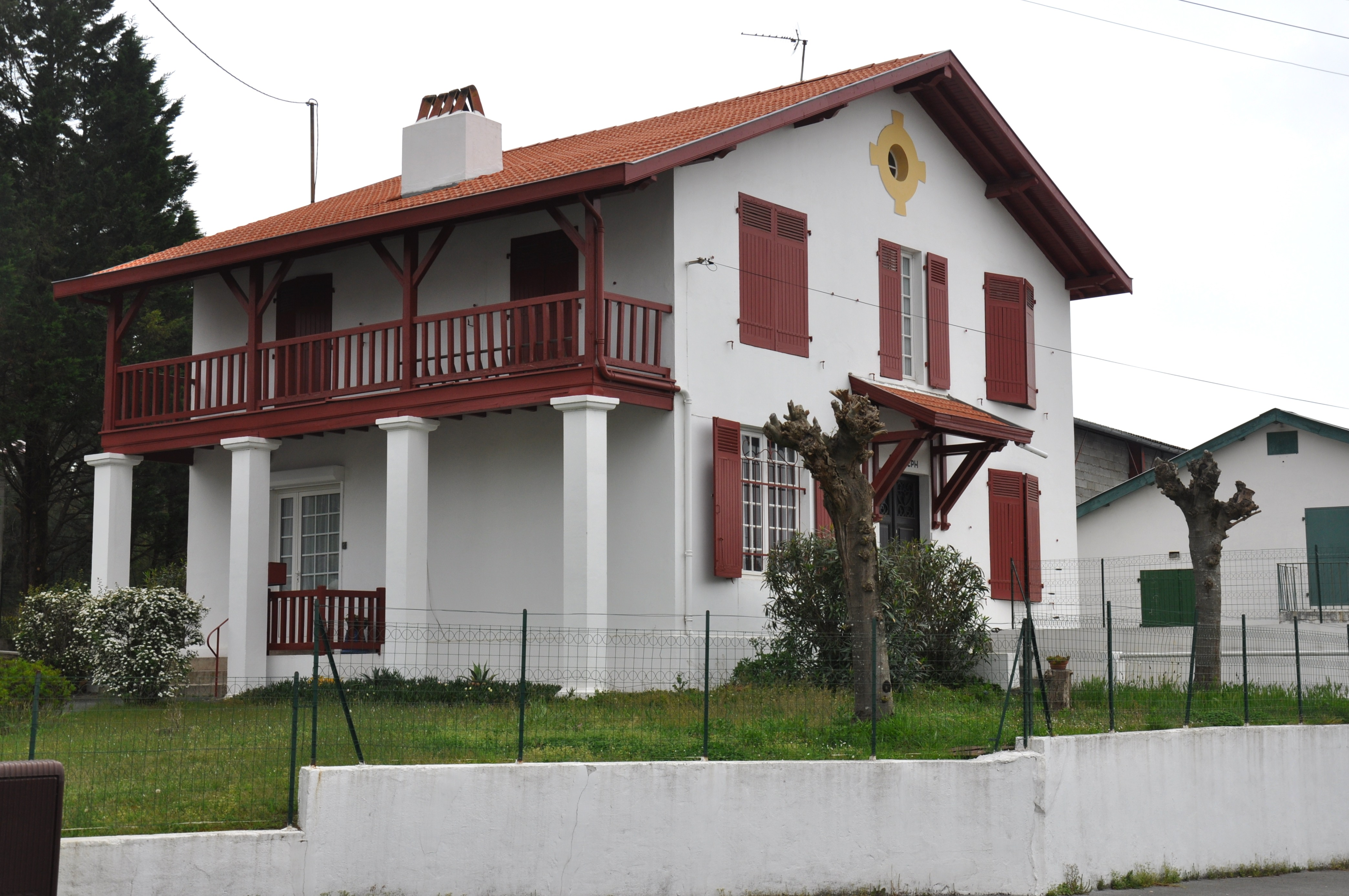
Le Presbytère de l'église Saint-Joseph - Quartier Blancpignon.

Dans la liste des autres quartiers d'Anglet, on peut citer Blancpignon, ancien quartier industriel (tannerie, savonnerie, corderie, poudrerie, fabrique de caoutchouc, de térébenthine, de cire, en lien avec la récolte de résine dans les pignadas) situé le long de l'Adour entre la pinède du Lazaret et la forêt du Pignada-Chiberta), qui centralise autour du récent réaménagement de la place de la Bécasse, qui rassemble une fois par semaine, le marché « Biocéan » (producteurs bio). Autour de la nouvelle place, il a été réalisé un bâtiment : « Le Sémaphore », abritant commerces et associations, entouré de petits immeubles de logements. Tout autour de cette place, on observe un quartier à la morphologie urbaine de type pavillonnaire, aux maisons de styles différents mais toujours avec une présence importante du végétal, mise en scène dans les nombreux jardins entourant les maisons, avec une prédominance d'arbustes persistants (pins, chênes verts, eucalyptus, palmiers, yuccas, oliviers, etc.) donnant une impression de « ville jardin ». On observe également la présence de maisons accolées, témoignages des logements ouvriers de l'époque (allée de l'Empereur, rue Rénéric). Dans le quartier, on observe une chapelle dès les années 1920 qui porte le nom de Saint-Joseph, patron des ouvriers, en lien avec la paroisse ouvrière de Blancpignon. La nouvelle église actuelle est inaugurée à la fin des années 1960.
Dans la suite de ce vaste quartier Blancpignon, on peut également voir un autre lieu de vie - quartier Montrbrun - autour de l'intersection de l'avenue du même nom que ce quartier avec la rue de Hausquette et la rue Henri-Reneric.

#### Chiberta

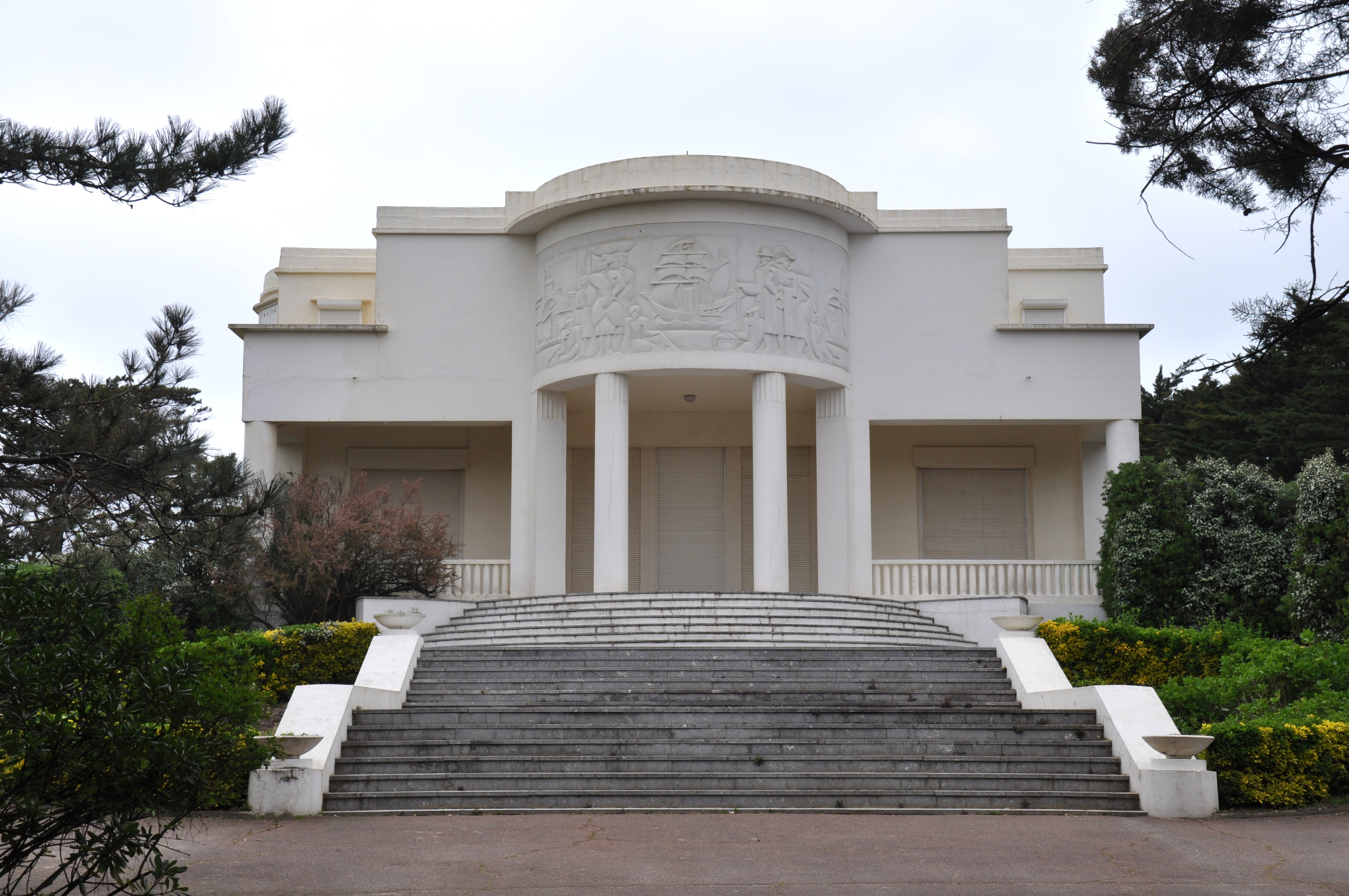
La villa Souzanna - 1928/1930 par les architectes Minache et d'Ault avec une fresque de Joel et Jan Martel - Quartier Chiberta.

Il s'agit d'un quartier sans centre à part entière, qui s'étire le long du littoral, dans le sable laissé par les multiples égarements de l'Adour, avant que l'embouchure du fleuve ne soit définitivement dominée à La Barre, et dont les dunes ont été plantées par Napoléon III au milieu du XIXe siècle pour développer un paysage de pinède qu'il affectionnait particulièrement. Étirée autour du golf de Chiberta, qui lui a donné sa notoriété dans les années 1930, ce quartier de villas de luxe est donc désormais bordé par l'océan d'un côté et par la forêt du Pignada (populairement nommée forêt de Chiberta) de l'autre, vestige des 300 hectares de pins plantés par Napoléon III.
Le quartier est parsemé de certaines maisons aux gabarits très importants et dont l'architecture dominante oscille entre le style néo-basque, l'art-déco (villa Souzanna, villa Pinkipo, villa Argia) et l'architecture plus contemporaine (maison au style épuré en toiture terrasse). Un professionnel de l’immobilier indiquait déjà dans le journal L'Express en 2009 : « Ici, les prix sont comparables à ceux du haut de gamme biarrot », « La plupart des annonces se chiffrent en millions d'euros.». En 2021, le prix de l'immobilier se situait au-dessus des 7000 € le m². On trouve donc une morphologie urbaine très clairsemée, où domine la végétation et où émergent des villas haut de gamme sur des terrains considérables. À noter que s'y trouvent également des maisons de taille moyenne construites entre les années 1960 et années 1990 et qui ont désormais pris énormément de valeur immobilière.

#### Chassin
Ce quartier situé à l'ouest d'Anglet, en limite avec Biarritz, a bénéficié de l'attractivité de cette dernière, comme le front de mer situé au-dessus de la chambre d'Amour. Début XXe siècle, le quartier est idéal, desservi par des axes de communications, proche du centre d'Anglet et présentant des grands terrains agricoles permettant l'édification de propriétés avec parcs et jardins, à l'écart de la côte. Chassin est assimilé à Biarritz et les propriétés se multiplient avenue de Biarritz. Les villas sont de style néo-basque, néo-normande, éclectique et on trouve souvent des conciergeries, des jardins signés par les frères Gelos, des courts de tennis, symbole de modernité. La création dans les années 1920 du lotissement du parc d'Hiver à Biarritz a entraîné à Chassin une succession de constructions plus modestes mais toujours pour des clients aisés, dans un mode Art nouveau. Ces maisons ont mieux survécu au démantèlement des grands domaines en lotissement ou copropriétés d'appartements. Le quartier reste aujourd'hui un ensemble de belles maisons dans un ensemble dominé par la végétation.

#### Sutar
Au sud de la ville, ce quartier très ancien d'Anglet est peut-être le plus vieux peuplement de la ville (voir les fouilles préhistoriques de La Ballastière de Micoteau dans les années 1920). Il est désormais isolé du reste de la commune car séparé par l'autoroute A63 et une ligne de chemin de fer. Les communes de Bassussarry voir d'Arcangues sont plus proches et accessibles depuis Sutar que le centre-ville et le reste d'Anglet.
Ce quartier d'exploitation agricole et d'anciens vergers, mentionné dès 1083 dans le Livre d'Or de Bayonne (orthographié Huzater) est un quartier périphérique dominé par la maison individuelle et par d'anciennes propriétés rurales. Ce quartier désormais pavillonnaire a pour projet son désenclavement porté par la mandature de Claude Olive avec le projet "Cœur de Sutar (commerces de proximité, logements portés par opérateurs sociaux, équipements publics). La question d'un accès sécurisé du quartier vers le reste de la ville, notamment à travers des "modes de déplacement doux" (piéton, vélo) reste entière.

#### Généralités
Le résultat est qu'Anglet, malgré une superficie communale très importante, a «grignoté» tout son espace naturel en l'espace d'un siècle et principalement à la sortie de la Seconde Guerre mondiale (voir chapitre démographie), pour devenir cet agglomérat urbain, cette ville faite de plusieurs villages (ou plusieurs clochers comme le disent certains) parsemés d'espaces verts et de forêt (Le Pignada, le Lazaret), de jardins privés plantés de magnolias, de palmiers ou encore de mimosas, de promenades de plages aérées mais menacées d'érosion, de maisons à l'architecture Belle Époque, Art déco, néo-basque, aux influences navarraises voire pour certaines méditerranéennes. Il est souvent dit qu'Anglet n'a pas de centre-ville, qu'elle cherche son identité comme le souligne un article du journal sud-ouest en 2013. Anglet est une commune étendue, écartelée par des axes routiers qui la traversent, et qui jusqu'à maintenant ne donnaient pas le meilleur visage de la commune et qui souvent ne reflètent pas la réalité d'Anglet, seconde ville du Pays-Basque Nord et ville centrale de la côte basque. Cependant, en s'échappant de ses axes, on constate qu'Anglet a aussi réussi à valoriser ses petites centralités (halle des 5 cantons, Sémaphore de la Bécasse, renouveau de l'avenue de Bayonne avec le tram-bus et de la zone en retrait Place Lamothe/Quintaou, bientôt Larochefoucauld, Sutar) et peut s'appuyer sur l'intérêt du public et des familles pour la zone des plages avec en premier lieu, la chambre d'amour avec sa promenade et ses nombreux bars et restaurants qui débordent sur la plage des Sables d'or, la Barre avec le parc Izadia, ses jeux pour enfants, skate park et patinoire qui est limitrophe avec la vaste prairie de la plage des Cavaliers dont l'aire de jeux ne désemplit pas par beau temps, le parc du Maharin et la forêt du Pignada.

#### Lieux-dits et hameaux
- Aritxague[55],[56]
- la Barre[55]
- Blancpignon[55],[56]
- Bois Belin[55]
- le Brise-Lames[55]
- la Butte aux Cailles[55]
- Camiade[55]
- Cantau[55]
- les Cavaliers[55]
- la chambre d'Amour[55],[56]
- Chassin[55]
- Château de Brindos[55],[56]
- Chiberta[55],[56]
- Choisy[55]
- Cinq Cantons[55],[56]
- les Corsaires[55]
- Courbois[55],[56]
- Girouette[55]
- Hailtz
- Hardoy[55]
- El Hogar[55]
- Hondritz[56]
- Irumendy[56]
- Jorlis[55]
- le Lazaret[55],[56]
- Louillot[55]
- la Madrague[55]
- Maignon[55]
- Marinella[55]
- Mauléon[55],[56]
- Montbrun[55]
- Montdeville[55]
- Moulinau[55]
- l'Océan[55]
- le Pavillon Chinois[55]
- Péan[55]
- Le Phare[55]
- le Pignada[55],[56]
- Port du Soufre[55]
- Quatre Cantons
- Refuge Notre-Dame[55],[56]
- les Sables d'Or[55]
- Saint-Bernard[55],[56]
- Saint-Jean[55]
- Salines[55]
- Stella-Maris[55]
- Sutar[55],[56]
- Tivoli[55]
- Tour de Lannes[55]
- Les Trois Croix[55]
- Troissonat[56]
- l'Union[55]

### Logement
En 2011, l'INSEE dénombrait 23 163 logements dans la commune. On y dénombrait 83,2 % de résidences principale, 15 % de résidences secondaires et également 1,8 % de logements vacants. Un peu moins de 59 % des ménages d'Anglet sont propriétaires. 57 % des logements sont des appartements et 43 % des maisons (INSEE 2009). L'importance des programmes immobiliers à Anglet traduit la pression foncière importante avec un prix de l'immobilier en hausse, 4500 € en moyenne pour un appartement en 2021. Ces valeurs sont comparables à ceux de villes comme Bordeaux ou Cannes sur la côte d'Azur. Cette pression foncière impose aux populations modestes de quitter la côte basque pour aller acheter dans le sud des Landes ou dans le Pays basque intérieur. Un numéro spécial immobilier du journal Le Monde retraçait ce scénario et titrait en juillet 2014 « Devenir propriétaire au Pays basque reste un rêve inaccessible pour beaucoup ». La hausse s'est encore renforcée avec la crise du COVID et l'arrivée de nouveaux propriétaires qui ont acheté au prix fort, renforçant l'augmentation  des prix mais aussi les tensions avec la population locale qui n'arrive plus à se loger et qui commence à manifester cet agacement. Le 13 mai 2021, une banderole a été dépliée sur la falaise du phare de Biarritz afin d'être visible depuis la plage de la chambre d'amour à Anglet. Il y est indiqué "Ez da salgai" ("Le Pays-Basque n'est pas à vendre" en basque).
Le PLH (Plan Local de l'Habitat), pour les années 2021-2026 et déployée à l'échelle de l'agglomération Pays Basque, souhaite répondre à la problématique des prix immobiliers déconnectés des salaires des actifs de l'agglomération et de la hausse constante du pourcentage de résidence secondaire.

### Projets d’aménagement et urbanisme
Le grand projet des vingt dernières années a été de transformer l'ex RN10 en boulevard urbain ouvert au piéton et de renforcer le rôle de centralité du quartier Mairie/Quintaou pour envisager la création d'un centre-ville adapté à la taille d'une cité avoisinant les 40 000 habitants.
De la même manière, l'axe routier du BAB pourrait connaitre le même sort. La vitesse de cette voie a été abaissée en 2018 à 50 km/h. Des travaux autour du carrefour de l'Avenue de Larochefoucauld et du BAB sont les prémices de cette vaste réorientation urbaine. Le projet sur cette portion de quartier est de "transformer le boulevard du BAB en artère apaisée et partagée entre piétons, véhicules, transports en commun et mobilités douces".
Dans les projets d'urbanisme, il y a eu l'éco-quartier du Maharin qui était porté par la municipalité Espilondo et qui avait l'ambition de créer plus de 250 logements et qui a été annulé par la municipalité portée par Claude Olive. Le terrain est devenu un espace vert, sur le modèle du parc en amont du vallon Latxague mais agrémenté de jeux pour enfants, d'espace de promenade et de détente et est désormais un succès plébiscité par les familles et les locataires des jardins familiaux. La ville a d'ailleurs reçu un trophée régional en 2018 dans la catégorie "Aménagement et Espaces Publics" pour la réalisation de ce parc. Le projet abandonné de logement au Maharin a mis en lumière la question de la construction de petits immeubles (R+3) à proximité de quartier à dominante pavillonnaire. Cette question des hauteurs ayant été redéfinie depuis dans la modification du PLU validée en septembre 2015.
Anglet tente de pallier les quelques projets majeurs (Bovero, Larochefoucauld, bientôt les 4 Cantons) à l'absence de cohérence urbaine des dernières décennies mais certains axes semblent encore en proie à la densification désorganisée (le long du Boulevard du BAB et le long de l'axe de l'Avenue d'Espagne en direction de l'aéroport) voir les récents CR des conseils de quartiers.

#### Projet Cœur de ville
Autour des quartiers Saint-Jean et Bernain, les différentes municipalités ont intégré des nouveaux équipements : l'implantation en 2005 d'un cinéma devenu désormais très attractif à l'échelle de l'agglomération (Monciné), la création du campus d'Anglet Montaury en 2007, la salle de spectacle dénommée "Théâtre Quintaou" ouverte en 2014 et enfin le réaménagement urbain de l'Avenue de Bayonne avec de larges trottoirs pour l'arrivée du tram'bus dit BHNS (bus à haut niveau de service) en 2019. Le long de l'avenue, de nombreux projets immobiliers se sont constituées pour plusieurs centaines de logements (Esplanade Montaury, Terrasses de l'Avenue, Bovero, etc..) mais aussi des commerces de proximité en RDC dont des restaurants. Des parcs ont aussi été réalisés comme le parc de la villa Minerva où a été mis en valeur l'ancien lavoir.

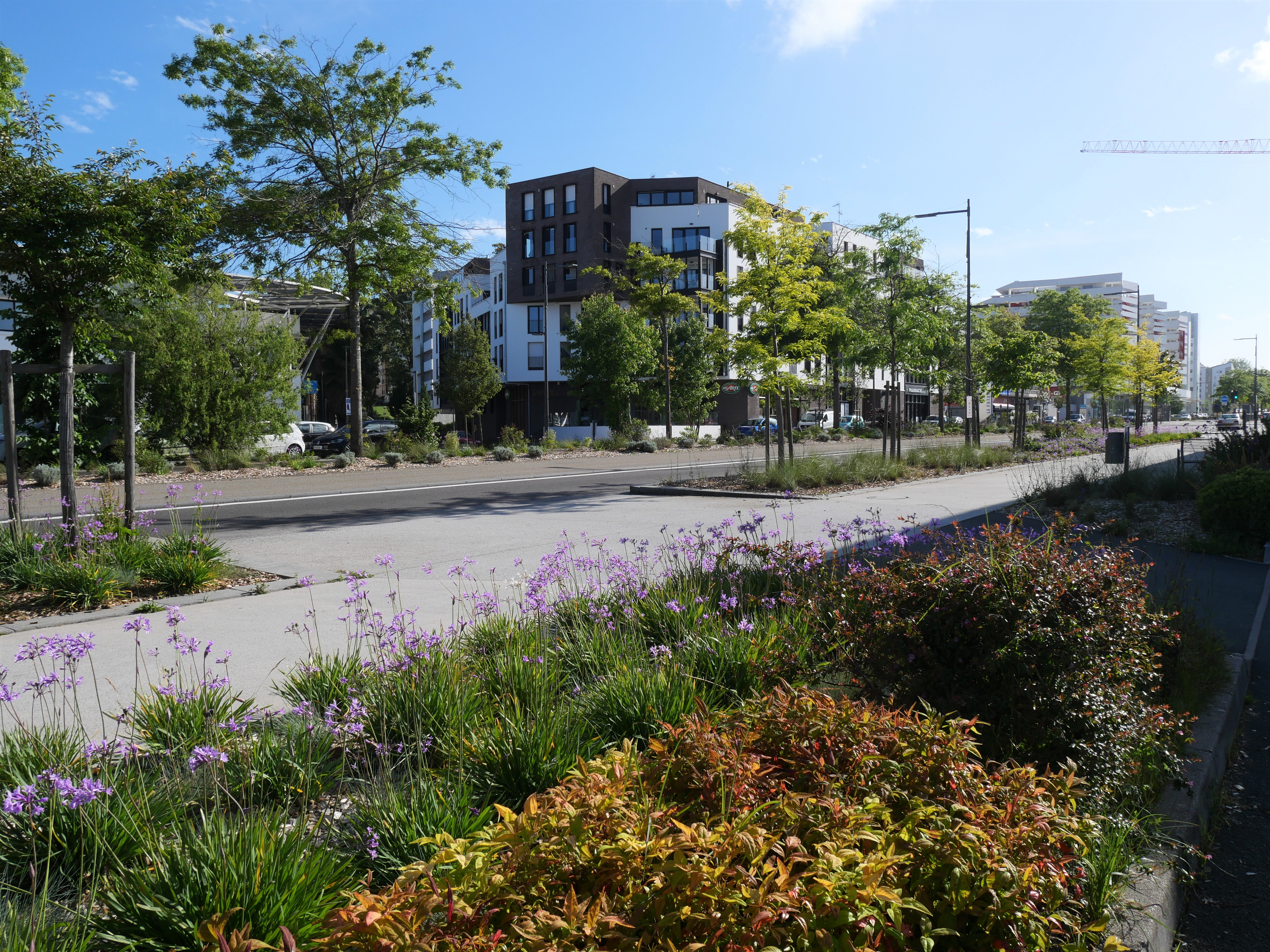
Avenue de Bayonne, réaménagement paysager lié aux travaux du tram'bus

Avant ces aménagements, l'Avenue de Bayonne était un axe routier banal, typique des entrées ou sorties d'agglomération, parsemé de grandes enseignes, de concessions automobiles et de commerces de types grandes surfaces. On trouve désormais une mixité de logements privés, sociaux (accession sociale et locatif social), des résidences pour personnes âgées (esplanade Montaury, Petit Désir) et pour étudiants (îlot Bovero), des nombreux commerces en rez-de-chaussée, sur des bâtiments denses, allant jusqu'à neuf étages. Cette hauteur ayant fait débat, la municipalité de Claude Olive a décidé de la réglementer dans une modification du PLU approuvée le 23 septembre 2015.
À l'été 2015, la ville a proposé un guide du projet cœur de ville afin de « disposer d’une vision d’ensemble et prospective du projet et d’établir des critères de qualité urbaine à respecter pour les futures opérations de construction » En 2017, la ville a proposé une vidéo permettant de visualiser les axes de requalification du quartier qui se précise autour de l'urbanisation du terrain municipal de Bovero (Commerces, résidence intergénérationnelle et 150 logements) de la requalification du carrefour Saint-Jean et de traversée piétonne en lien avec l'Église et la Mairie. En revanche, les nouvelles constructions de l'ilot Bernain (Esplanade Montaury, les Terrasses de l'Avenue) et du quartier du Cadran sortent de l'étude urbaine de la nouvelle municipalité qui n'englobe pas cette partie de l'Avenue de Bayonne, pourtant objet d'une densification massive depuis 2014. En 2021, la Mairie souhaite continuer à renforcer l'attractivité du quartier St-Jean et pose l'ambition d "affirmer l'identité d'un centre-ville". Le carrefour St-Jean sera réaménagé et un parc sera créé à la suite du départ récent d'une banque sur une parcelle qui devait faire l'objet d'un programme immobilier, désormais abandonné. L'objectif est de contribuer à la constitution d'un quartier de " centre-ville ". Proche de Quintaou, la Mairie souhaite également agrandir la médiathèque (horizon 2024), créer une galerie d'exposition culturelle face à la villa Beatrix Enea et réfléchir à la cohérence urbaine entre le quartier Saint-jean, la Place et le marché Quintaou et la place Lamothe.

#### Projet Larochefoucauld
Le projet de création d'une nouvelle centralité autour du quartier Larochefoucauld a été présenté lors de l'installation de la maison des projets à la Mairie en février 2017. La proposition vise à réduire la coupure urbaine que crée cette rocade dans le tissu urbain de l'agglomération, faisant dire au maire d'Anglet que le BAB était « une cicatrice (..)  qui mérite d'être traitée ». L'Esplanade "Jacques-Faizant"  a été inauguré en 2020 avec le premier ensemble immobilier, symbole du renouveau de ce carrefour au profil jusqu'à présent très routier. Trois autres immeubles ne dépassant pas R+3 vont venir compléter ce premier programme avec du logement libre, social et des commerces en RDC.
Le projet se terminera vers les années 2022-2023 et vise à terme à créer "un centre de vie dynamique et attractif de part et d’autre du boulevard du BAB" avec "une esplanade conviviale" de part et d'autre du boulevard. Le boulevard du BAB sera transformée sur cette portion en "artère apaisée et partagée entre piétons, véhicules, transports en commun et mobilités douces".

#### Projet Sutar
Afin de pallier le désenclavement du quartier et le constat d'un niveau d'équipement insuffisant, la ville projette d'aménager une centralité sur un des plus anciens quartiers de la ville. Une vidéo est proposée en février 2017. Le projet se concrétise sous le nom "cœur de Sutar" et comprendra 71 logements sociaux dont 35 en accession, 3 bâtiments à vocation commerciale/service (commerce de proximité souhaitée) et un bâtiment multi-services (avec maison d'assistantes maternelles, une salle de quartier, un espace communal, un local associatif). Un fronton de rebot, doté d'une aire de jeux de grande dimension (une longueur de 100 mètres) sera également réalisé pour permettre des compétitions et l'utilisation par le club de pelote basque Hardoytarrak. Le quartier devrait être terminé à l'horizon fin 2022.

#### Projet du quartier 4 Cantons
La ville souhaite entamer une démarche de dialogue et de concertation pour envisager un "aménagement novateur et exemplaire" sur les 2 hectares" des Quatre-Cantons utilisé jusqu'à alors par le centre technique municipal qui à la fin de l'année 2021 emménagera dans ses nouveaux locaux de la zone d'activité de la ZAC Melville-Lynch. L'ambition sera de travailler "la sobriété énergétique, l'utilisation de matériaux de construction respectueux et innovants et la qualité des espaces publics et verts". L'horizon de 2024 est indiqué pour l'arrivée des premiers habitants de quartier.

#### Centre Aqualudique
Ce projet a été présenté par la municipale de Claude Olive, réélu en 2020 et a été réaffirmé en 2021. Le projet est estimé entre 15 et 20 millions d'euros et pourrait être livré en 2025 à proximité du site de La Barre. Il s'agit de pallier les dimensions réduites de la piscine actuelle située à El Hogar et qui ne permet pas de faire face aux besoins de la population. Le Maire indiquait dans les journaux en février 2021 : « Je suis à la tête d'une ville de près de 40 000 habitants, avec plus de 2 800 enfants scolarisés à Anglet j'ai une piscine de 25 mètres avec quatre lignes d'eau. C'est insuffisant ! ». Des questions restent à préciser sur l'ambition de ce projet, à savoir notamment s'il sera porté par la ville ou par l'agglomération. Le site souhaité de La Barre soulève également des interrogations par l'opposition municipale et certaines associations (voir site internet SOS littoral Angloy) car le terrain du projet se trouve proche des plages (un peu moins de 500 mètres) et donc de l'érosion marine, d'un site pouvant avoir un potentiel écologique (le long de l'Adour et à proximité du parc Izadia et de la forêt de Chiberta) et dans un lieu à l'écart des quartiers denses de la ville mais déjà très encombré en circulation automobile de part l'attrait des plages et du site actuel de La Barre, demandant donc aux angloys plus de temps de déplacement que pour l'actuelle piscine à El hogar.

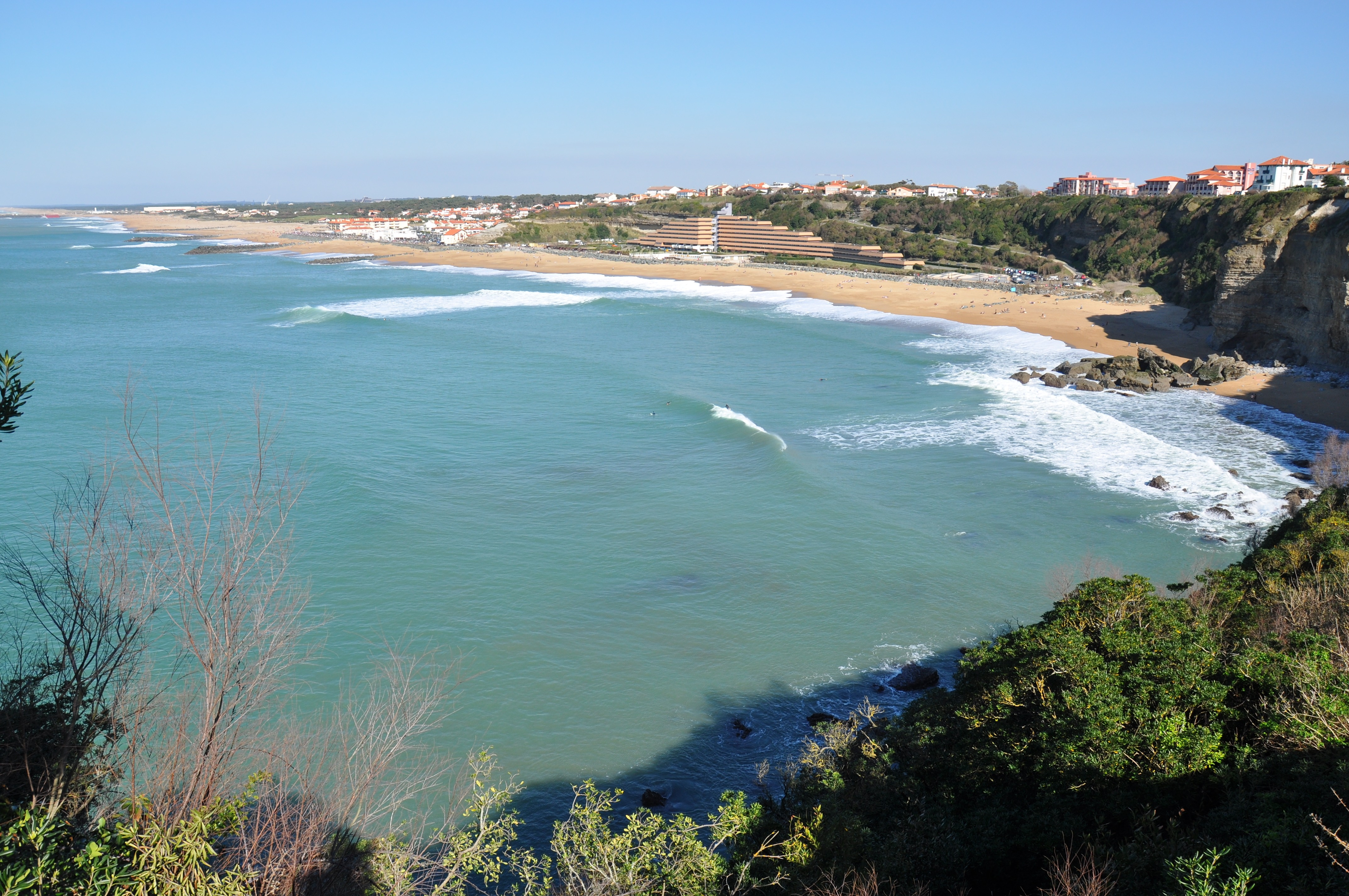
Panorama des plages d'Anglet, depuis la Barre (à gauche) jusqu'aux falaises de la Pointe Saint-Martin (à droite).

### Risques majeurs
Le territoire de la commune d'Anglet est vulnérable à différents aléas naturels : météorologiques (tempête, orage, neige, grand froid, canicule ou sécheresse), inondations, mouvements de terrains et séisme (sismicité modérée). Il est également exposé à deux risques technologiques, le transport de matières dangereuses et  le risque industriel, et à un risque particulier : le risque de radon. Un site publié par le BRGM permet d'évaluer simplement et rapidement les risques d'un bien localisé soit par son adresse soit par le numéro de sa parcelle.

#### Risques naturels
La commune fait partie du territoire à risques importants d'inondation (TRI) Côtier basque, regroupant 12 communes dans les Pyrénées-Atlantiques et une dans les Landes concernées par un risque de phénomènes fluvio-maritimes pouvant s’avérer dangereux (estuaire Adour et Nive) sur le territoire de Bayonne et de crues rapides dévastatrices de la Nivelle dans sa partie sud (Ciboure, Saint-Jean-de-Luz), un des 18 TRI qui ont été arrêtés fin 2012 sur le bassin Adour-Garonne. La plus forte crue connue est celle de 1952, suivie de celle de 1981. Des cartes des surfaces inondables ont été établies pour trois scénarios : fréquent (crue de temps de retour de 10 ans à 30 ans), moyen (temps de retour de 100 ans à 300 ans) et extrême (temps de retour de l'ordre de 1 000 ans, qui met en défaut tout système de protection). La commune a été reconnue en état de catastrophe naturelle au titre des dommages causés par les inondations et coulées de boue survenues en 1982, 1983, 1988, 1991, 1993, 1995, 2005, 2009, 2013, 2018 et 2021 et au titre des inondations par remontée de nappe en 2009,.
Les mouvements de terrains susceptibles de se produire dans la commune sont des mouvements de sols liés à la présence d'argile et des affaissements et effondrements liés aux cavités souterraines (hors mines). Afin de mieux appréhender le risque d’affaissement de terrain, un inventaire national permet de localiser les éventuelles cavités souterraines dans la commune.

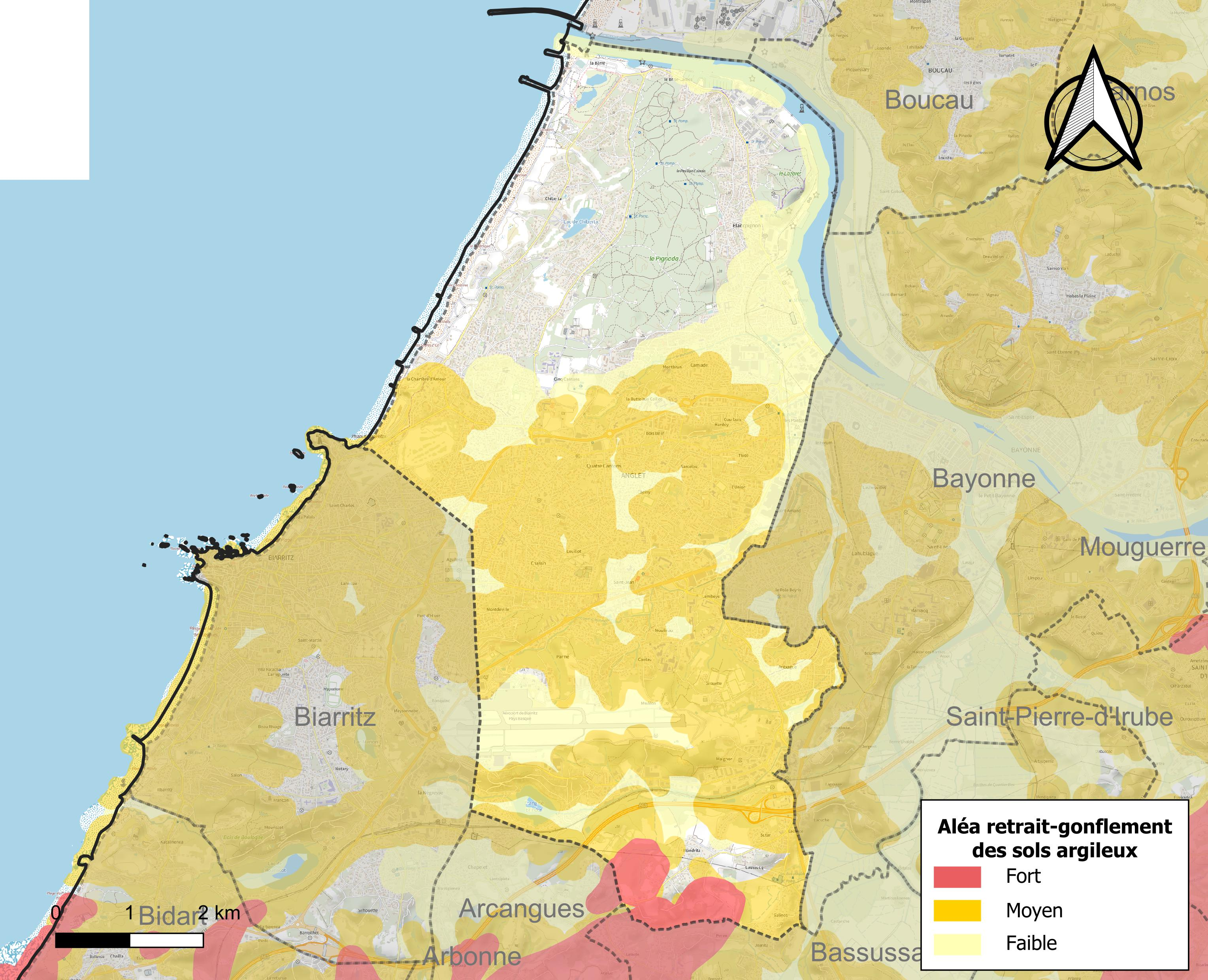
Carte des zones d'aléa retrait-gonflement des sols argileux d'Anglet.

Le retrait-gonflement des sols argileux est susceptible d'engendrer des dommages importants aux bâtiments en cas d’alternance de périodes de sécheresse et de pluie. 49,1 % de la superficie communale est en aléa moyen ou fort (59 % au niveau départemental et 48,5 % au niveau national). Depuis le 1er octobre 2020, en application de la loi ELAN, différentes contraintes s'imposent aux vendeurs, maîtres d'ouvrages ou constructeurs de biens situés dans une zone classée en aléa moyen ou fort,.

#### Risque technologique
La commune est exposée au risque industriel, car elle est dans le périmètre du plan de prévention des risques technologiques (PPRT) LBC approuvé le 5 avril 2013,.

#### Risque particulier
Dans plusieurs parties du territoire national, le radon, accumulé dans certains logements ou autres locaux, peut constituer une source significative d’exposition de la population aux rayonnements ionisants. Selon la classification de 2018, la commune d'Anglet est classée en zone 2, à savoir zone à potentiel radon faible mais sur lesquelles des facteurs géologiques particuliers peuvent faciliter le transfert du radon vers les bâtiments.

## Toponymie
Le nom basque d'Anglet est Angelu. Il fut normalisé par l'Académie de la langue basque le 30 mars 2000.
Le gentilé est angeluar.
Le nom occitan gascon est Anglet [ã'glœt].
Le gentilé est Angloy, -oye en français et anglòi, -òia en occitan,.

### Attestations anciennes
Le toponyme Anglet apparaît sous les formes Angles en 1188 (cartulaire de Bayonne), Anglet en 1249 - 1253, portu de Angleto en 1291, Sanctus Leo d'Anglet en 1761 (collations du diocèse de Bayonne) et Angelu au XIXe siècle. Historiquement, la commune faisait partie de la vicomté de Labourd : « Ce pays faisoit partie de la ci-dev. Gascogne, et du pays des Basques, borné au septentrion par l'Adour et par les Landes ; au Levant par la Navarre française, et le Béarn ; au midi par les Pyrénées, qui le séparent de la Navarre et de la Guipuscoa espagnole ; et au couchant par l'Océan et le golfe de Gascogne ».

### Étymologie
Pour Albert Dauzat et Charles Rostaing, l'origine est le latin angulus, « terre en forme de coin », avec suffixe diminutif -ittum, interprétation suivie par Jacques Astor, qui estime qu'il s'agit d'un diminutif de angle, au sens de « coin de terre ».
Ernest Nègre y voit un adjectif gascon masculin anglès, « qui est de l’angle, d’un angle », pour un « (village) en forme d’angle, de triangle », avec une attraction des finales -et.
Selon Manex Goyhenetche, son origine n'est pas liée au latin angulus, « terre en forme de coin », car en gascon un tel angle se nomme « Lo Punte » (vers le nord) ou « Gauserans » (vers le sud); la théorie supposerait évidemment que le gascon de l'époque soit le même que celui d'aujourd'hui. Le terme latin d'origine serait angellu(m) qui correspond à « terrain bas, enfoncement ». Cette dernière hypothèse est confirmée par Jean-Baptiste Orpustan qui indique que le nom officiel et le nom basque sont deux dérivés distincts de la même souche, angellu, diminutif d'angulu, et citant L. Michelena, affirme que « terrain bas » doit s'appliquer à « tout l'espace sableux en bord de mer qu'occupe (la) commune ».
Bénédicte Boyrie-Fénié ne se prononce pas sur le sens, mais confirme qu'il s'agit bien d'un étymon roman et donc d'origine latine. Elle précise que la forme basque adaptée du latin angellu(m) existe ailleurs.
Pour Michel Morvan, « la forme du terrain a aussi son importance et on peut le constater avec les nombreux toponymes du type Les Angles (Hautes-Pyrénées), Arrodets-ez-Angles (Hautes-Pyrénées), Les Angles dans la commune de Monléon-Magnoac (Hautes-Pyrénées), Anglade (Gironde), Anglet (Pyrénées-Atlantiques), Les Anglets à Saint-Martin de Seignanx (Landes) qui désignent tous un terrain en angle ».
En résumé, les attestations anciennes sont issues du Cartulaire de Bayonne, appelé aussi « Livre d’Or », et sont en occitan ou en gascon latinisé. La plus ancienne, Angles, appartient à une riche famille de toponymes correspondant à angles, substantif masculin pluriel en occitan (mais aussi en catalan et en français), pour lequel Frédéric Mistral donne le sens de « angle, coin, recoin ». Fort logiquement, ces noms ont été latinisée en angulus.
La particularité des sites dénommés Angles, avec ou sans article, en occitan et en catalan, certains d’entre eux en français, est d’être à la limite du territoire d’un évêché, ou d’une cité romaine dont il a repris les contours. Il s’agit bien d’une limite de cité romaine dans le cas d’Angulus, « une cité des Vestini mentionnée à la fois par Pline [avec l’adjectif ethnique Angulanus] et Ptolémée [Ἀγγουλός]ainsi que dans l’Itinéraire d’Antonin (p. 313) où le nom est écrit Angelum, une cacographie qui semble être très tôt devenue d’usage courant, et se trouve à l’origine de curieuses métamorphoses, la ville moderne rappelant son ancien nom comme celui de son saint patron : elle s’appelle maintenant Civita Sant Angelo. Elle est située sur une colline à environ 4 miles de l’Adriatique, et au S. de la rivère Matrinus (la Piomba) qui sépare les Vestini du territoire d’Adria et de Picenum. L’Itinéraire la place par erreur au S. de l’Aternus, auquel cas elle aurait appartenu aux Frentani. »
Pour Anglet, il s’agit de la limite du diocèse de Bayonne, avec celui de Dax, dont il est une partition, d’abord provisoire, puis définitive au XIIe siècle. L’appellation Anglet, plus tardive, paraît formée sur le modèle du diminutif du mot latin castrum, « fort »: castellum (bas-latin) > castet (gascon), « château », et nous ramène au mot latin angellus, diminutif de angulus, dont le premier sens dans le Gaffiot est « angle, coin », mais qui signifie aussi « lieu écarté, retiré ». C’est à ce dernier sens qu’on peut rattacher les toponymes de la famille d’Anglet, « lieu à l’écart en bordure du domaine ». Angelu est le nom donné à Anglet par les Basques sur le modèle angellum > anglet 󠅳= angelu, comme pour castellum > castet = gaztelu.

### Microtoponymie
Ce dernier toponyme est mentionné sous la graphie le Pinada en 1863 dans le dictionnaire topographique Béarn-Pays basque.
Aritxague, quant à lui, désignait un moulin et apparaît sous les formes Urruzaga, Urrucega et Urrusague (respectivement vers 1140, 1149 et XIIe siècle, cartulaire de Bayonne), Aritzague (fin XVIIIe siècle, carte de Cassini) et Ritzague (1863, dictionnaire topographique Béarn-Pays basque).
La chambre d'Amour était un hameau d'Anglet. Paul Raymond indique que le nom « vient d'une grotte située au niveau de la mer ». Elle est mentionnée sous les graphies Ygasc (1198) et Higas (XIIe siècle, cartulaire de Bayonne).
Paul Raymond cite un hameau du nom d'Audios, mentionné sous la graphie Audoz en 1198 (cartulaire de Bayonne). En 1863, Blancpignon, écart d'Anglet, était noté Blanpignon.
Brindos est un ancien hameau d'Anglet, qui apparaît sous les formes Villa que dicitur Berindos (XIIe siècle, cartulaire de Bayonne), Beryndos et Beryndes (respectivement 1331 et 1334, rôles gascons).
Le lac de Chiberta est mentionné en 1863 dans le dictionnaire topographique Béarn-Pays basque. Il en est de même des Cinq Cantons (sous la forme Cinq-Cantons). Courbois était également un hameau de la commune. Il est mentionné sous la graphie Fausegui en 1198 (cartulaire de Bayonne).
Donzacq était un moulin de la commune, déjà cité en 1246 (cartulaire de Bayonne) sous la graphie molendinum de Donzag, puis en 1539 (titres du chapitre de Bayonne) lo moly appelé Donzac. Le Donzacq est un ruisseau qui, au XIXe siècle, prenait sa source sur Biarritz et se jetait dans l'Adour, après avoir arrosé Biarritz, Anglet et Bayonne.
Le moulin d'Hausquette, mentionné en 1863 dans le Dictionnaire topographique Béarn-Pays basque, apparaît sous les formes molin de Fausquete (1259, cartulaire de Bayonne) et moulin de Hausquete (1556, titres de l'abbaye Sainte-Claire de Bayonne).
Hondritz, hameau d'Anglet, apparaît sous les formes Underitz, Honderiz et Onderidz (respectivement 1149, 1198 et 1255, cartulaire de Bayonne).
Irumendy désigne un hameau détruit, mentionné sous les graphies Yrumendie et Irumendie (respectivement XIIe et XIIIe siècles) dans le cartulaire de Bayonne.
Lamothe était un fief d'Anglet, cité par le dictionnaire de 1863.
Paul Raymond cite en 1863 une redoute du nom de Lastourte sur le domaine de la commune. En 1863, le Lazaret est un dépôt de mendicité.
Mauléon est signalé comme étant un château dans le dictionnaire topographique Béarn-Pays basque de 1863 et Montori et Pontots comme des hameaux d'Anglet. L'écart de Montori abritait une fontaine, dite de Navariz, mentionnée en 1198 par le cartulaire de Bayonne.
Le même dictionnaire cite le Refuge Notre-Dame sous la forme Le Refuge. Le même indique que Saint-Bernard était une école.
Il y avait à Anglet, un hameau du nom de Sincos, déjà détruit en 1863, et mentionné en 1149 (cartulaire de Bayonne).
Sutar, autre hameau d'Anglet, est mentionné dans le cartulaire de Bayonne en tant que Villa quœ dicitur Huzater (XIIe siècle), Utsatarren (1149), Usetarren (1198), Ussutarren (XIIIe siècle), Hucetarren (XIIIe siècle) et Sustaren (XVIe siècle).
Le dictionnaire topographique Béarn-Pays basque orthographie le toponyme Sutarre en 1863. Troissonat était le nom de l'endroit où fut ouverte la nouvelle embouchure de l'Adour, dite le Boucau, le 28 octobre 1578 comme le mentionnent les titres du chapitre de Bayonne.

## Histoire

### Préhistoire
D'après les fouilles réalisées à Sutar, à la station nommée « Ballastière de Micoteau » (découverte avant la réalisation de l'autoroute entre l'école de Sutar et la voie ferrée), on sait désormais que l'occupation la plus ancienne des sols d'Anglet remonte à la préhistoire (Paléolithique moyen) et à la culture du Moustérien (- 100 000 à - 35 000 av J.-C.). On a découvert divers outillages en silex caractéristiques de cette époque.
L'utilisation des éclats et des bifaces constituées en pointes tranchantes (grattoirs, racloirs) permettait de travailler les peaux et de fabriquer des haches à partir de manche en bois. À Anglet, les sites paléolithiques sont situés à la tour de Lannes, à Brindos, à Sutar et à Hondritz (selon la DRAC). Il s'agit d'occupation en plein air, située en hauteur vis-à-vis des parties basses marécageuses, comme en d'autres endroits du Pays basque (Saint-Pierre-d'Irube avec les importantes découvertes du site « Le Basté »), Ilbarritz à Bidart, Duboscoa à Villefranque, Lahonce, Urt, Bidache).
À ce titre, à quelques centaines de mètres de Sutar, on trouve le site de la station de « Lestaulan » (exactement au niveau du rond-point de Maignon) dans la commune de Bayonne, à la limite toute proche avec Anglet. On y a trouvé un nombre considérable de pièces, soit plus de 3 300 objets dont 1800
pièces font partie du registre de l'outillage, majoritairement en silex. Il s'agit de racloirs, grattoirs, heurtoirs, couteaux, raclettes, denticulés.
Il y a donc eu sur le site dit de Maignon/Sutar, s'étendant jusqu'aux stations de fouilles de Hondritz et Roquemarne un site préhistorique d'importance qui bénéficiait d'une très bonne vue sur le vallon de l'Aritxague, ainsi que sur la vallée proche de la Nive, qui subit à cet endroit un étranglement.
À noter que la DRAC intègre également les sites de la Rue du Colombier comme site préhistorique tout comme le site du Refuge, qui a également une référence d'occupation à l'époque protohistorique (âge du cuivre, âge du bronze, âge du fer).

### Antiquité
Durant l'époque romaine - vers l'an 400 - Bayonne servit de castrum pour une cohorte (de Novempopulanie) assez importante pour que fût réalisé un rempart (encore visible aujourd'hui en certains endroits) entourant une superficie jugée presque démesurée pour une armée (soit sept hectares), mais aucun vestige ne justifie qu'il y ait eu une ville (pas de théâtre, pas de ruines de villas ou de thermes, etc.). À cette époque, la capitale romaine régionale était « Aquae Augustae » (Dax) et les habitants qui vivaient sur l'ensemble géographique situé entre Dax et Ohiartzun (comprenant la commune d'Anglet) se nommaient les Tarbeli. Par ailleurs, il est avéré qu'en dehors de ces remparts, il existait de nombreux potiers qui travaillaient pour la cohorte romaine. Certains historiens[Qui ?] s'interrogent quant à savoir si la route entre Lapurdum (faisant référence à Bayonne) et la cité commerçante d'Oeasso (Irun) traversait Anglet.Sur le territoire d'Anglet, combien d'ateliers ont approvisionné le millier de soldats qui vivait dans le castrum de la future Bayonne ?

### Époque médiévale

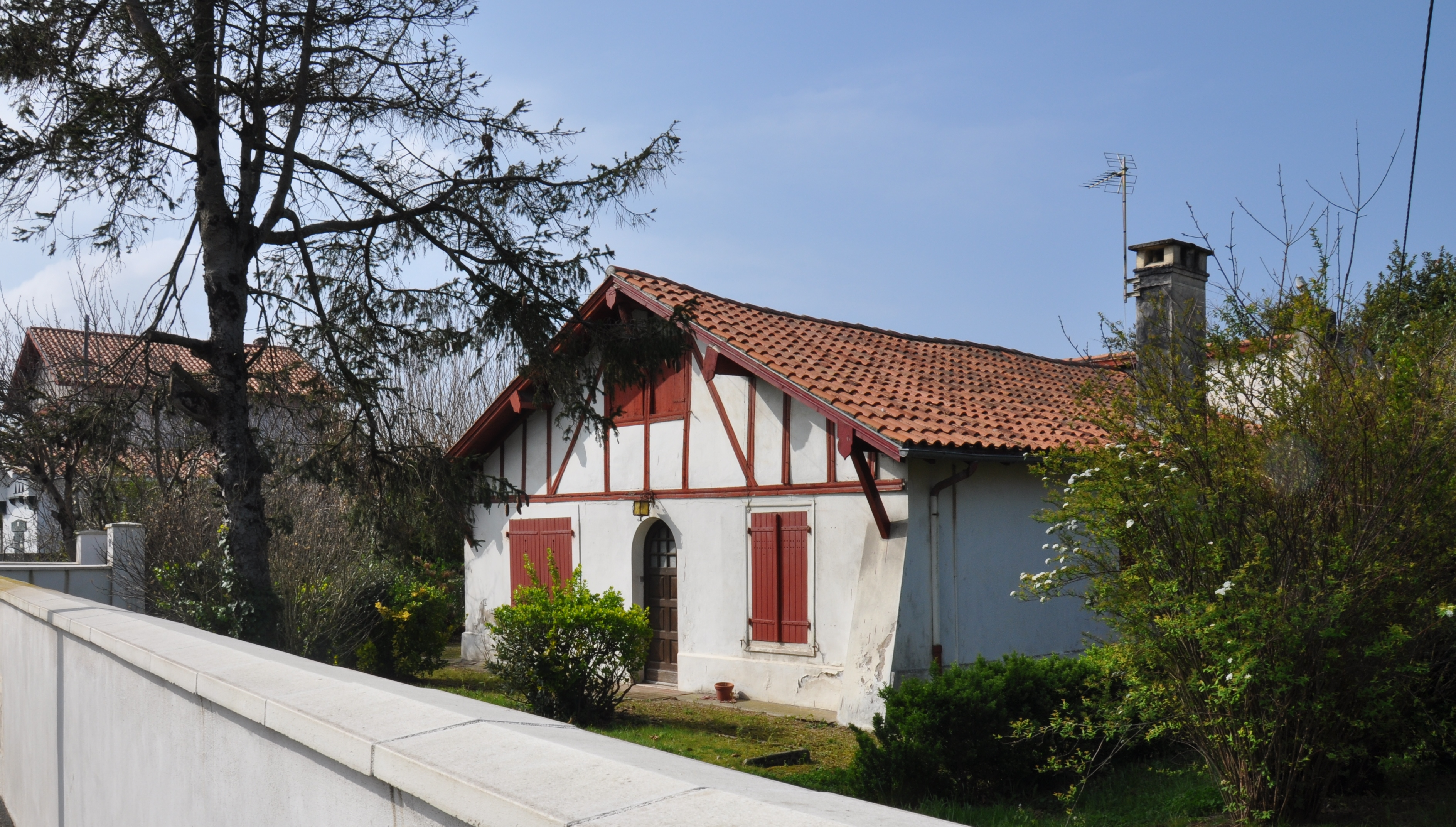
Ancienne maison d'Anglet - témoin du passé rural et répertorié à l'inventaire du patrimoine de la ville d'Anglet (annexe PLU).

L'histoire d'Anglet nous apparaît réellement à partir du Moyen Âge où on découvre que son noyau de peuplement le plus ancien se situe sur un domaine rural nommé « Berindos » soit Brindos (mentionné en 1083). On trouve quelques vestiges du moulin, daté du XIIe siècle, qui servait à moudre le maïs (moulin de Brindos). Deux meules de blé ainsi que l'étable à mules y sont encore présentes. Il est également avéré que ce lieu (Berindos) est une paroisse ou tout du moins, comprend une église dès le XIIe siècle. Cette zone est située aujourd'hui au sud de l'aéroport, son passé agricole a complètement disparu sous une urbanisation pavillonnaire et un développement en zone d'activité quelconque, typique des quartiers périphériques d'entrée d'agglomération.
À ce titre, le moulin est aujourd'hui une ruine, sauvée de la démolition en 2000 par une association locale (Ardatza-Arroudet, Amis des moulins du Pays basque et du Béarn). Un promoteur envisageait de le remplacer par un parking, au sein d'une zone commerciale. Les autorisations lui avaient été accordées à cette époque. Néanmoins, ce qui est sûrement un des vestiges patrimoniaux les plus vieux de la ville (XIIe siècle) est aujourd'hui coincé entre un supermarché, la voie ferrée Bayonne/Irun, des immeubles cubiques d'activités et des parkings Enfin, des travaux malencontreux ont asséché le canal d'amenée d'eau qui faisait fonctionner encore le moulin jusqu'en 1978, la maison, aussi vieille que le moulin a été détruite. Un incendie ravagea certaine partie en 2011, ce qui obligea une sécurisation du moulin en 2013.

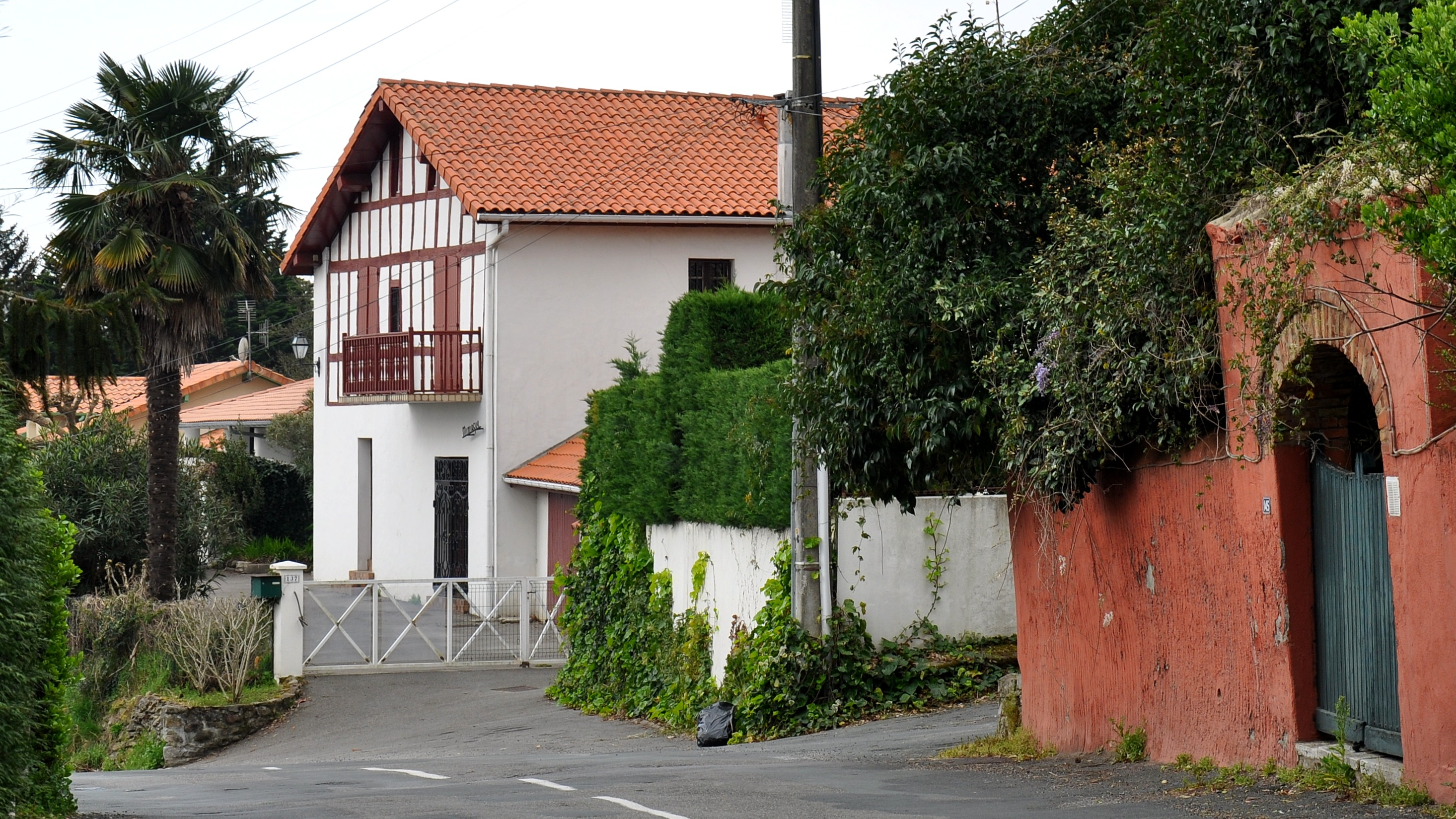
Ferme Mimiague, de style labourdin à colombage. Le rez-de-chaussée était destiné au logement et à l'écurie, le premier étage au foin et le dernier au séchage des jambons - rue de Bahinos Anglet.

Dans cette paroisse de Brindos, on trouve d'anciennes seigneuries ou maisons nobles, domaine d'Urcos (1149) ou encore la « terra de Sincos » (1141).
Les anthroponymes Berindos, Sincos, Urcos, avec les terminaisons en « os » sont considérés parmi les plus archaïques et correspondent à un substrat préroman, protobasque.
D'autres noyaux de peuplements apparaissent également dans le Livre d'or de la ville de Bayonne, à savoir une exploitation agricole à Sutar (écrit en 1083 Huzater, 1149 Utsaturren, 1198 Ucetarren, 1199 Hucetarren), des lieux-dits à Irandatz et Andotz (1149), Naubeis/Nalbais (1083/1149), Hondritz 1149 (écrit Onderitz en 1198 ou Honderiz). Urrecega (1149, écrit Urruzaga en 1150-1198) qui est peut-être à rapprocher de Urrusague en 1226, Arutsague en 1482 et de l'actuel Aritxague/Aritxague et Fausegi (1198), Fondarraga.

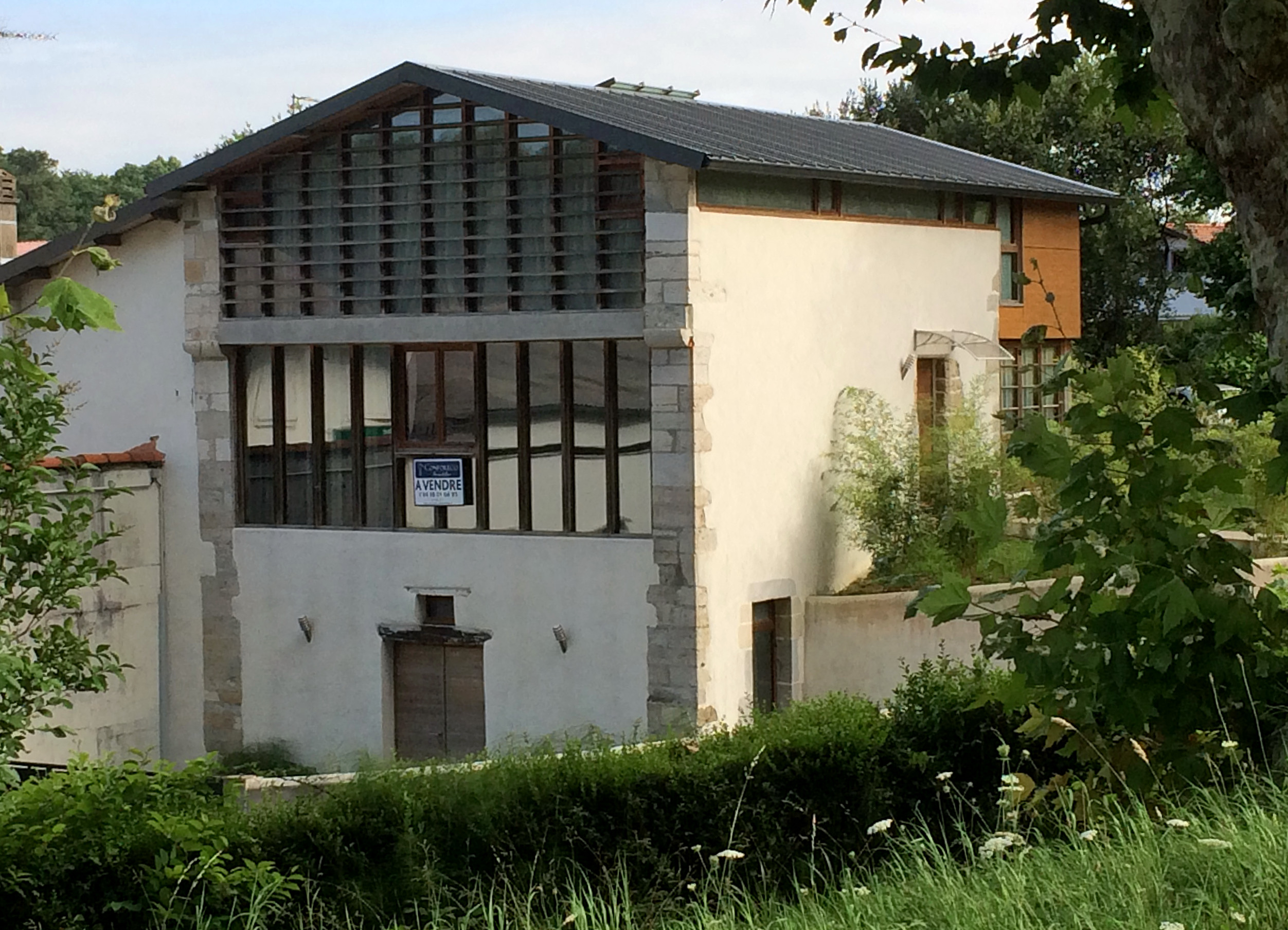
Le moulin d'Aritxague, plusieurs fois remanié architecturalement.

On trouve également des références de vergers et moulins à Mufale/Aumufale (à la frontière d'Anglet) et Balaison/Balichon. Il s'agit des territoires actuels des Pontots/Beyries où on trouve également les « dames de Montori » (et non pas Montaury), religieuses de l'ordre de Saint-Bernard d'Esteyron (aucun rapport avec les Bernardines du XIXe siècle) qui s'étaient établis sur la route de Biarritz. Elles repartirent ultérieurement à Blancpignon puis rive droite (sur ce qui était peut-être leur monastère initiale) dépendant ainsi de l'évêque de Dax et non plus de Bayonne. Cependant, si elles quittèrent leur annexe d'Anglet, elles conservèrent certains revenus ou avantages. Par exemple, si elles louent ou donnent des terres comme à Sansot/Saubat de Mimiague (1440), il devra rendre une partie de son travail, ce qui donne une idée des cultures de l'époque (froment, seigle, milh, fèves et pois, graines de lin, etc. Anglet n'était alors donc qu'une campagne parsemée de quelques exploitations agricoles.
Anglet est parsemé de moulins. Quartier Brindos, on trouve notamment le moulin du même nom, Brindos, Bergouey, Moulinau, Moulinaben, Beaulieu et Aritxague. Le moulin d'Aritxague dont la majorité des sources laissent supposer sa disparition apparaît sur une photo dans le livre Histoire d'Anglet de Manex Goyhenetche. En reprenant cette image, on retrouve encore aujourd'hui le bâtiment 46 Route d'Aritxague. Si le bâtiment a été réhabilité, l'ossature principale subsiste toujours, masquée par les travaux successifs. On observe toujours les deux murs porteurs en belle pierre de taille. Au rez-de-chaussée, des portes donnaient accès à la pièce où était déchargée les sacs de céréales. Quartier Bas, on trouve le moulin de Saut, Valentin, Hausquette et Moulin Neuf. Quartier haut, on ne signale que le moulin Barbot.

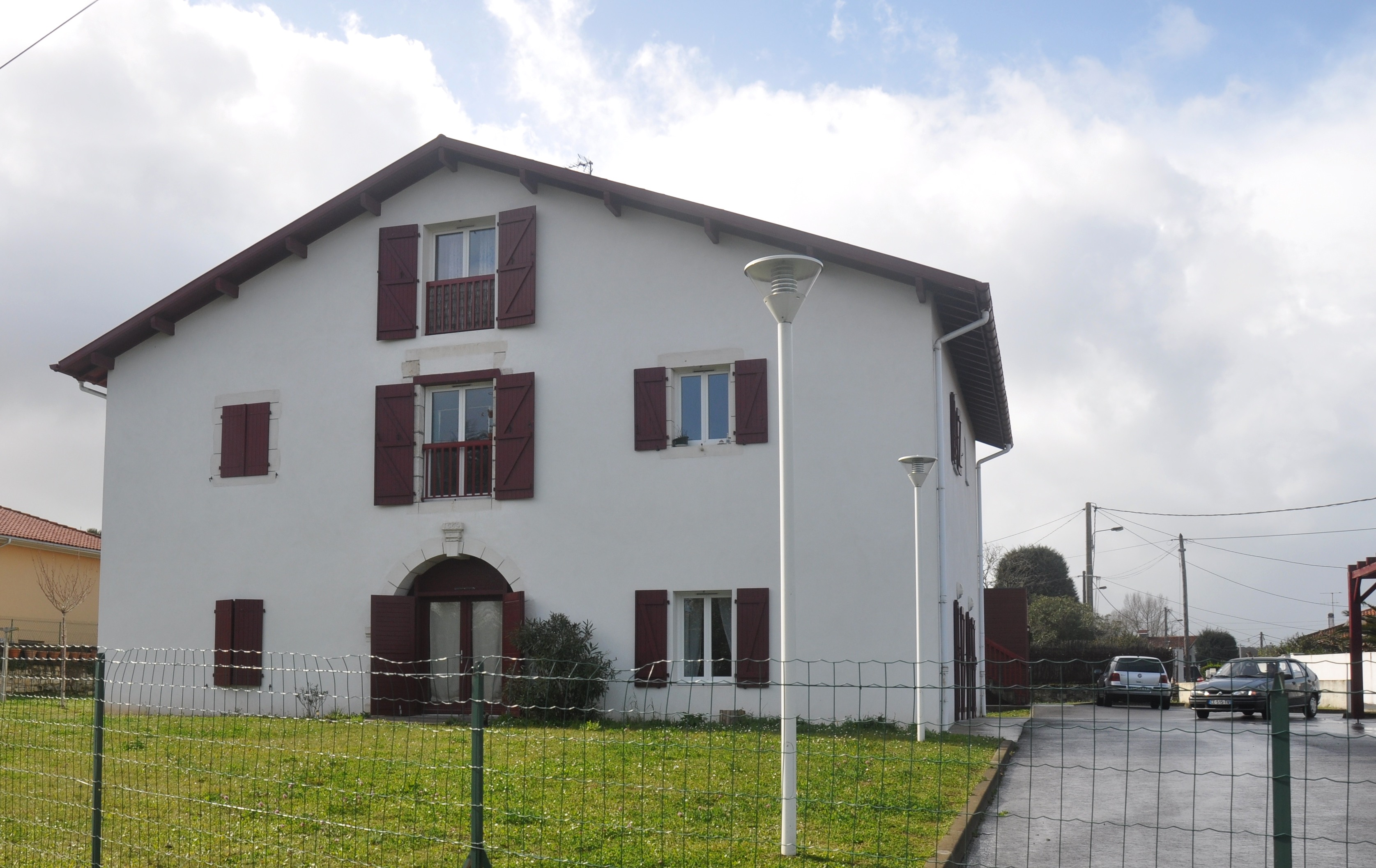
Une des plus anciennes fermes d'Anglet, la ferme Camiade (rue de la Hausquette). La date de 1669 est gravée sur son fronton de pierre. Son architecture emprunte autant à la ferme landaise du bas-Adour ou de la chalosse, qu'à la ferme labourdine. Elle comporte un linteau de porte sculpté et une façade à pignon, avec un toit à deux versants,.

Le territoire d'Anglet était bien plus grand que celui d'aujourd'hui. Il comprenait les quartiers actuels de Saint-Léon, Marracq, Lachepaillet et Beyris, actuellement situé à Bayonne.
Autre quartier, le quartier « de Beyries » comprenait un bois entouré de vergers, d'habitations et de vignes. Celui-ci avait mauvaise réputation (les habitants de Bayonne craignaient que le bois servît de cachette à des groupes qui auraient pu lancer des attaques contre leur ville). Les barthes de Beyries s'étendaient sur l'espace aujourd'hui occupé par la zone d'activité et de commerces qui va de l'Adour jusqu'aux centres commerciaux (ancienne RN10). Cette zone permettait autrefois l'écoulement de nombreux cours d'eau marécageux. Il s'agit également de la zone proche de la Barthe de Balichon. Il faut imaginer qu'il y a plusieurs siècles en arrière, ces terres basses étaient recouvertes durant les grandes marées d'équinoxe. Elles étaient donc l'objet de rivalité entre Bayonne et Anglet pour le pacage de leurs bestiaux et pour la coupe du jonc, servant de litière aux animaux.
Autre zone malfamée où les Bayonnais craignaient le maraudage : le bois d'Artizague (ou Arrutsague) (actuel quartier Aritxague) où venaient les bouchers de Bayonne pour faire paitre leurs vaches et leurs bœufs.
Anglet avait également une zone portuaire, Fausquette/Hausquette où on chargeait de la résine, du vin, du cidre (nommé alors « pomade ») et du blé (nommé alors blat),. Le moulin de Hausquette citée en 1256 dans le Livre d'or de Bayonne  est situé sur le ruisseau du Maharin à proximité de ce port. L'édifice est aujourd'hui une maison privée située au 181 rue de Hausquette, encore visible et mentionnée par la ville dans son dépliant Parcours à pied et à vélo — Ruisseaux et fontaines — Découvrez le patrimoine historique et naturel d'Anglet.

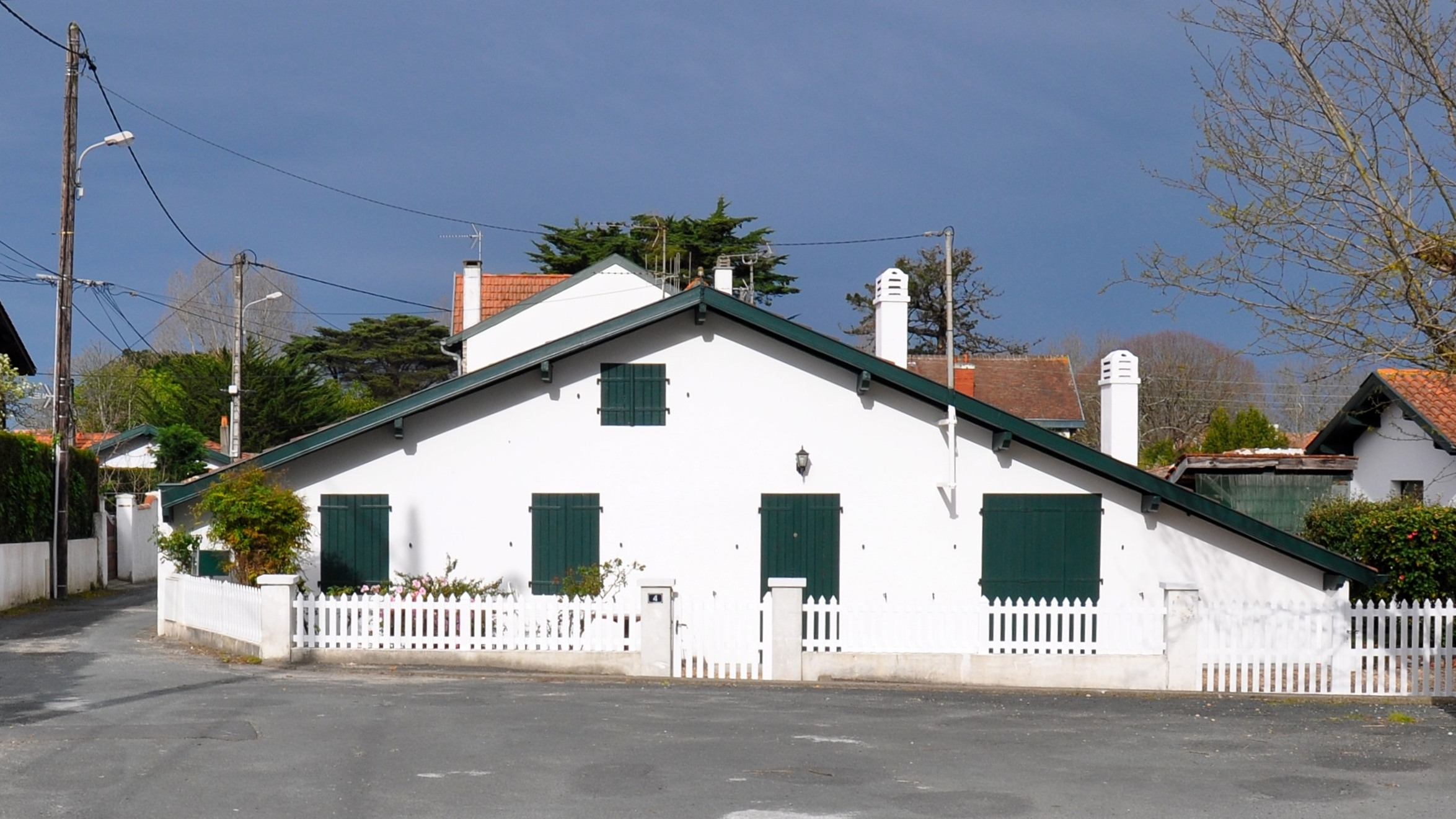
Habitation Bascot – typique de l'ancienne maison de la lande, trapue, sur une base rectangulaire, sans ou avec un étage servant à entreposer le foin.

Cité à diverses reprises, le port situé sur les bords d'Adour permettait le chargement et le déchargement de diverses marchandises dont, pour citer un exemple, le 19 janvier 1513, 26 barriques de baleines venant de Biarritz. En période d'épidémies, certains navires y étaient mis en quarantaine. Le Maharin, qui prend sa source dans le domaine de Notre-Dame-du-Refuge et qui traverse la propriété Latchague avait alors une grande importance, il était utilisé comme voie de commerce fluvial pour acheminer les marchandises depuis l'Adour (port de Fausquette) jusqu'au port de Gala (actuel contrebas de la rue du même nom et de la rue de Bahinos) qui était accessible grâce à un chemin pavé de galets (expliquant le nom de gala). Les marchandises venant de l'Adour partaient ensuite vers le plateau du refuge et des cinq cantons et vers Biarritz. Il s'agissait d'un axe commercial vital entre l'Adour et l'Océan, expliquant la volonté des habitants d'Anglet de garder la rive gauche de l'Adour face aux extensions souhaitées de la ville de Bayonne. Ainsi, ce n'est donc pas un hasard si on trouve encore actuellement de nombreuses anciennes maisons autour de ces rues, tels que rue de Bahinos, maisons Bergary, Bignao (Vignau) en références à la vigne, la ferme Au Bloun, la ferme Mimiague de style labourdin, encore visible aujourd'hui (voir photo ci-dessus). La ferme Dubroc et un peu plus loin, le petit Dubroc, rue du port de Gala.
En 1520 et en 1524, furent cités Peyrot et Barthélemy de Hausquette. En 1591, Claude de Blampignon vint s'établir médecin de la ville de Bayonne. Il acquit une vigne et une terre de Hausquette où il fit construire son habitation. Vers 1638-1640, fut projeté l'établissement d'un hôpital militaire dans la maison de ce médecin dont le nom fut, au fil des années, retenu pour désigner tout le quartier, au détriment de celui de Hausquette. Toutefois, l'orthographe de ce nom fut modifiée en Blancpignon.

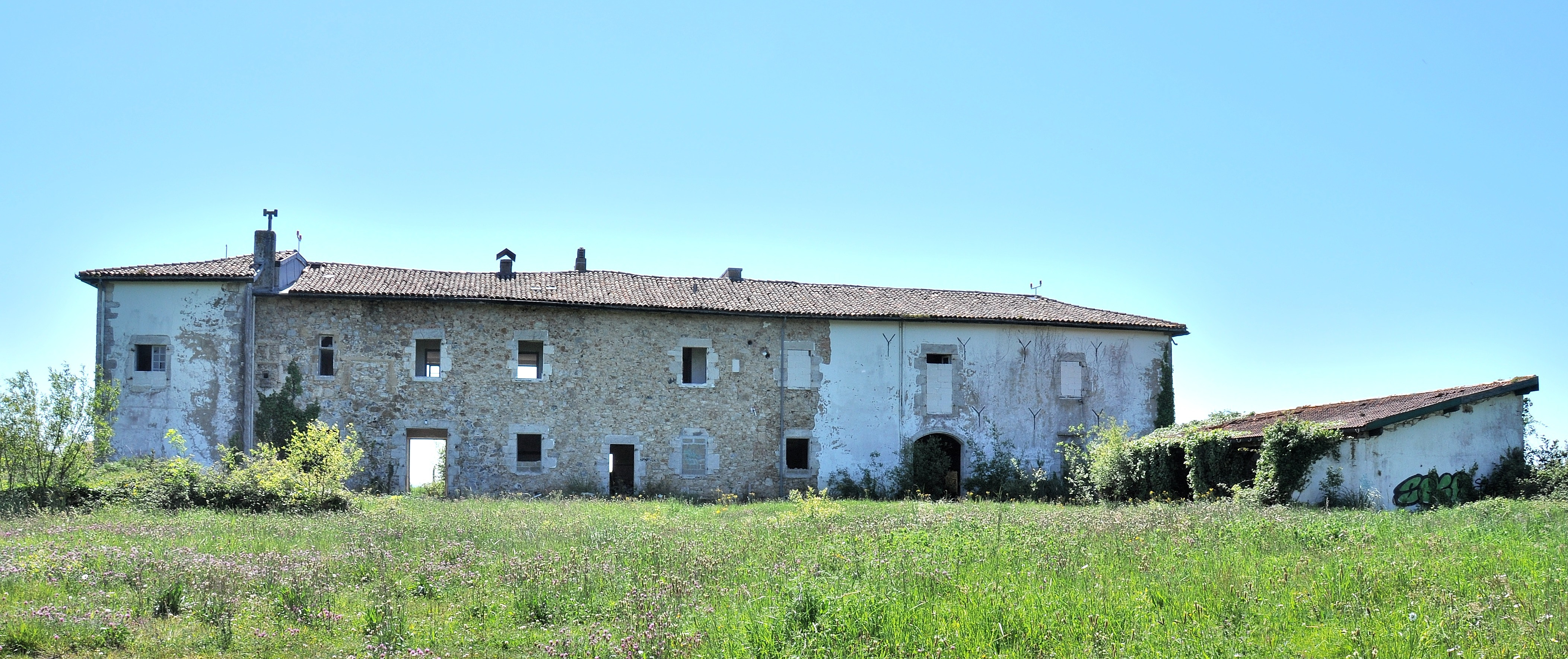
Une ancienne ferme d'Anglet, nommée Mauléon mais dont le nom d'origine est « ferme Bergouey », une partie du bâtiment date de l'extrême fin XVe siècle, première moitié du XVIe siècle. Le bâtiment sera potentiellement démoli en raison de sa proximité avec l'aéroport.

Au Moyen Âge, Bayonne est déjà une ville fortifiée — sous domination anglaise du XIIe au XVe siècle. La population devient de plus en plus nombreuse et déborde du périmètre des remparts pour s'installer dans des faubourgs entourés de champs et de vignes dont le faubourg Saint-Léon dans le prolongement de la porte du même nom. Le chroniqueur Froissard indiquait alors que « le faubourg (était) aussi important que la ville ». Saint-Léon s'organisait autour de son église (Saint-Léon) et s'étendait jusqu'au « port de Beyries » et « jusqu'au ruisseau d'Arritzague ». L'église remonterait à 1089. Deux paroisses semblent alors être identifiées, Saint Léon et Brindos.
Cependant avant la fin du XVIe siècle, Bayonne est prise aux Anglais par le royaume de France et les faubourgs sont démolis (Saint-Léon, Marracq, Beyris), car trop proches et donc trop préjudiciables à la défense de la cité fortifiée, qui se concentrera dans l'enceinte des actuels petit et grand Bayonne (expliquant la densité et la hauteur des constructions du centre-ville de Bayonne). En effet, la France se méfie de l'Espagne qui tenta par plusieurs reprises de s'emparer de Bayonne (1523 et 1552).
En 1557, l'église Saint Léon, aux portes de Bayonne, est démolie et est transférée à son emplacement actuel, en 1564, en face de l'actuelle mairie d'Anglet. Les habitants d'Anglet délaissèrent alors les hauteurs de Saint-Léon, Marracq, Beyris et se recentrèrent autour du cadre constitué par la nouvelle église. Il est intéressant de noter que certaines familles d'Anglet ont encore leur cimetière à Bayonne Saint-Léon.
Comme le souligne Manex Goyhenetche dans son ouvrage sur Anglet, la ville était alors « la campagne avoisinante de Bayonne », « la proche banlieue rurale peuplée de paysans ». Il s'agissait, plus que d'une seule entité, d'un ensemble de différents quartiers, comprenant des édifices religieux (chapelles) aujourd'hui disparus. Il s'agissait donc d'un vaste territoire rural dominé par une topographie faite de reliefs (plateaux et terrasses) et de parties basses (barthes et cours d'eau) couverts d'exploitation agricoles diverses, de bois, de vergers, de vignes et de moulins et qui vivait de l'agriculture et de l'élevage bovin.

#### La rivalité entre Anglet et Bayonne

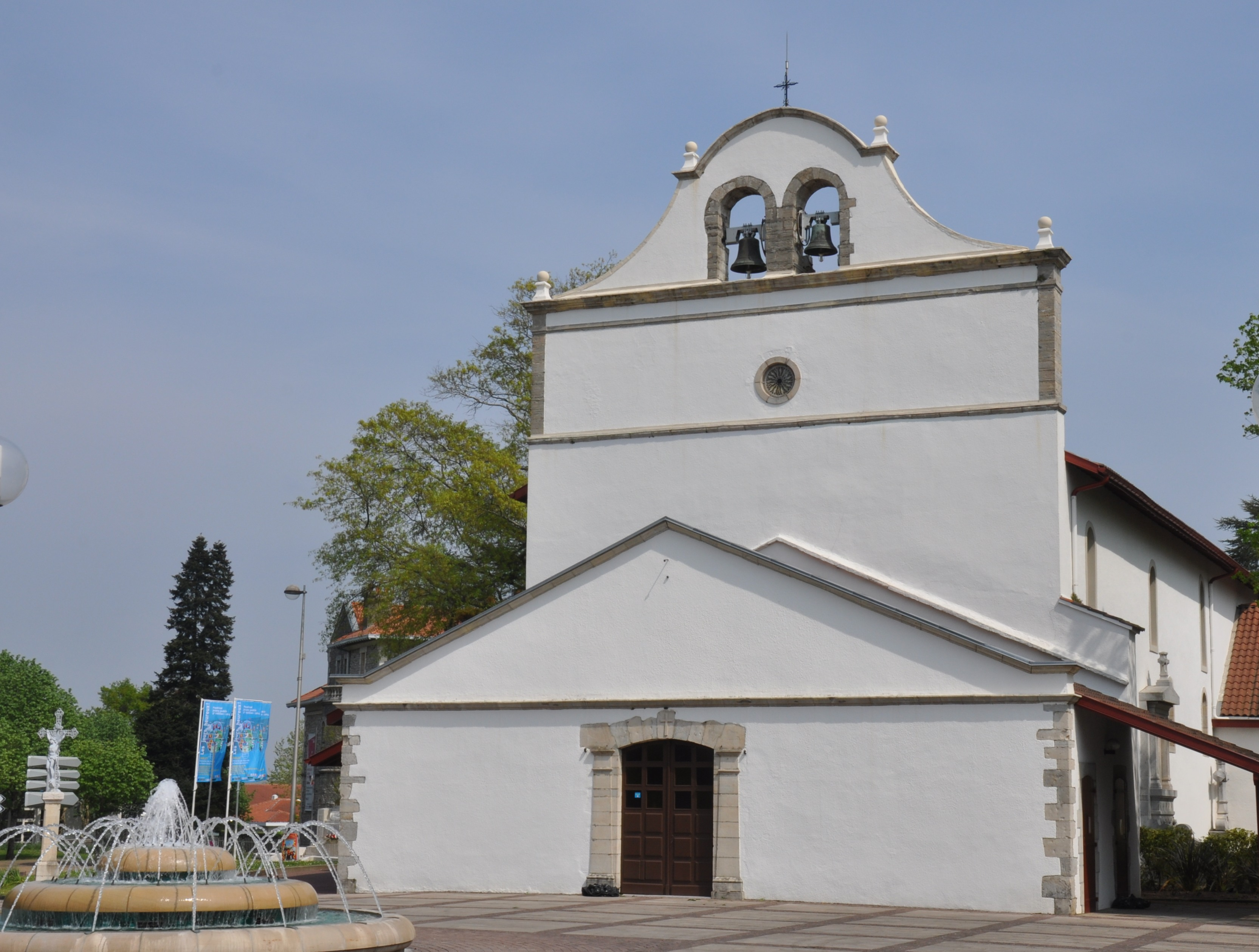
L'église Saint-Léon, transférée au XVIe siècle à cet emplacement quand le faubourg bayonnais Saint-Léon est détruit pour fortifier Bayonne et où toutes constructions à proximité des remparts est interdite.

Bayonne exerce alors un monopole sur le commerce et la pêche dans l'ensemble du bassin de l'Adour, de Biarritz à Cap Breton. Bayonne cherchait à maîtriser la bande de terre marécageuse qui était jadis, sur la rive gauche du fleuve, quand l'embouchure naturelle de l'Adour était bien plus au nord, située au Xe siècle à Cap Breton puis à la suite d'un énième caprice du fleuve, à Vieux-Boucau de 1310 à 1578.
L'événement majeur de cette époque est le détournement de l'Adour. En effet, le commerce à Bayonne déclina en raison de l'éloignement de l'embouchure et surtout de l'ensablement de l'Adour qui empêchait les gros navires de rentrer dans l'estuaire. Louis de Foix, ingénieur envoyé par le roi, parvint donc, après de nombreux efforts demandés à la main-d'œuvre locale, à détourner le fleuve pour permettre une sortie de l'Adour à seulement 5 ou 6 kilomètres de Bayonne.
Les rivalités et conflits entre Anglet et Bayonne continuèrent pour la juridiction et les droits de cette bande de terre sableuse qui était désormais coupée en deux, avec une partie au nord de l'Adour et non plus uniquement sur la rive gauche du fleuve, ce qui compliqua encore un peu plus la situation.
Une guerre de justification de bornage et de droits s'intensifia donc entre les deux villes pour savoir qui pouvait jouir des sables de Gauseirans, où étaient déjà identifiées « les pignadas ». Le toponyme de Gauseirans/Betenave, sera repris ensuite en Gibraltar puis basquisé Chimberta et Chiberta.
Dans les textes de la ville de Bayonne, celle-ci dit maintenir les droits sur cette terre et en revendique le sable. Inversement, Anglet de son côté tente de justifier le bornage, notamment ceux « au nord de la rivière » et démontre des accords de pacage en 1395 et 1525 avant le détournement (« à Betenave, situé dans l'espace immense de Gauseirans, contenant le sable et les pignadas rattachés « aux terres fermes » d'Anglet »). Cela ne freina pas les rivalités qui continuèrent tout au long du XVIIe et XVIIIe siècles et qui durent finir dans des accords à l'amiable.

### Révolution et Empire

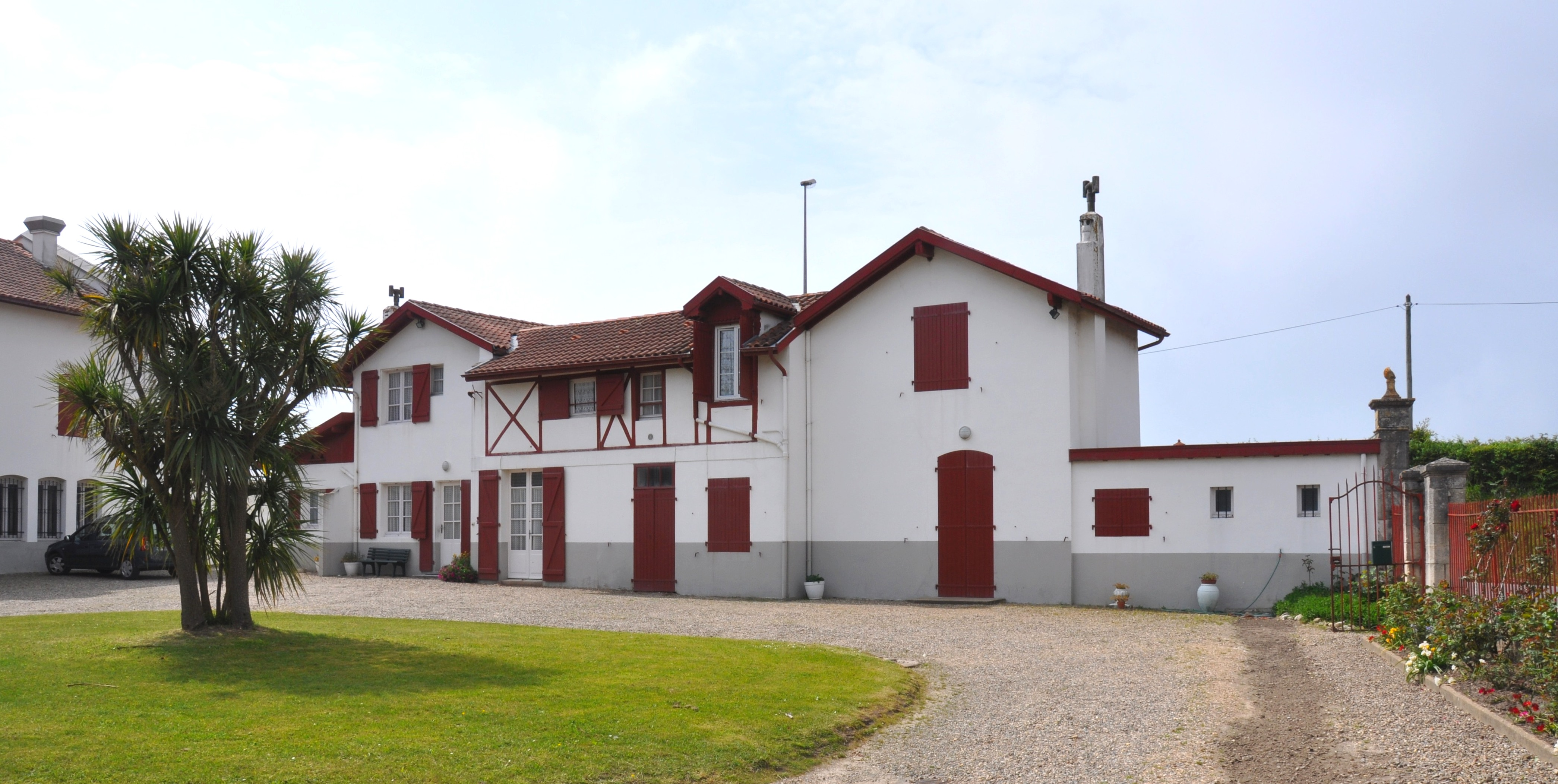
Domaine Latxague.

Outre la question des limites communales, la rivalité est exacerbée par l'antagonisme des comportements, entre la bourgeoisie bayonnaise et la paysannerie d'Anglet. À cette époque, les seigneurs, nobles ou bourgeois de Bayonne achètent des terres à Anglet mais tentent d'échapper aux mesures et obligations communautaires (notamment en termes d'imposition). Malgré le contrôle scrupuleux des habitants et l'opiniâtreté des paysans, certains aristocrates bayonnais gagnent un combat où la bataille ne se joue pas à armes égales.

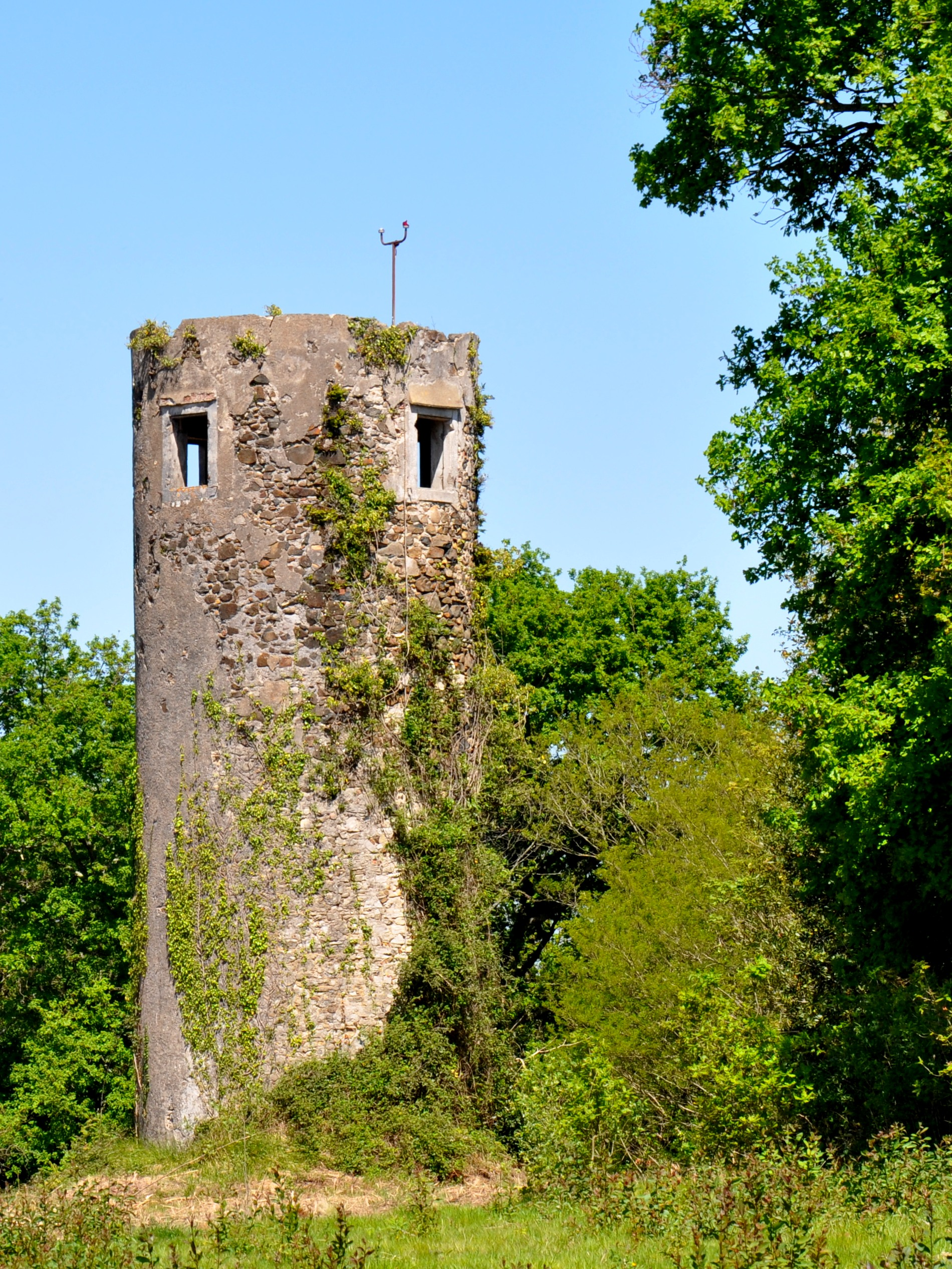
Tour de Lannes - ancien moulin à vent présent dans la métairie de Bergouey, sur les hauteurs du plateau de Parme.

À cette époque, beaucoup des habitants d'Anglet sont des bouviers allant chercher à l'aide de bœufs à charrette l'engrais utile à leurs terres, dans les écuries de Bayonne. Ces bœufs leur servent pour transporter les marchandises entre Bayonne, Saint-Jean-de-Luz et l'Espagne, tout comme à entretenir leurs champs de vignes, de maïs ou de blé. Dans les pignadas, on récolte la résine ou la gemme issue des pins pour produire des chandelles ou pour permettre le calfatage des navires mais également pour réaliser des savons, parfums ou encore de nombreux articles domestiques. Les produits plastiques ou synthétiques feront disparaitre son emploi et donc sa récolte. La ville disposait de plantations de chêne-liège qui servent à de nombreux usages (bouchons mais aussi des sols très à la mode au XIXe siècle).
Dans son livre, Anglet - La ville aux six clochers, madame Dufetel indique qu'à Anglet, il y avait depuis des temps anciens, deux manières de vivre, ceux qui travaillaient la terre et habitaient les hauteurs et qu'on appelait « les Maillouns » (Les Mouettes) et les habitants des quartiers bas, « les Graouillès/graouillat » (Les grenouilles), liés à la mer et au littoral et dont certains étaient surtout spécialisés dans le pillage des épaves que l'on retrouvait sur les plages de la chambre d'amour ou à l'embouchure de l'Adour.
Néanmoins, contrairement à l'idée défendue par Mademe Dufetel dans son ouvrage, Manex Goyhenetche, historien rigoureux, prouve par des investigations approfondies qu'aucune activité maritime importante n'est répertoriée à Anglet, que ce soit dans la pêche hauturière ou dans la chasse à la baleine. Cela ne veut pas dire que les habitants des quartiers bas ne pratiquaient pas la pêche au moyen de traînes ou de seines sur les fonds plats du littoral. Anglet fournit très peu de matelots comme le démontrent les registres des classes du Labourd en 1776, Anglet compte 2 matelots contre 182 à Ciboure, 101 à Urrugne et 94 à Saint-Jean-de-Luz. La majorité des habitants d'Anglet sont laboureurs et quelques-uns, tailleurs, forgerons ou meuniers.
Des vignes étaient cultivées dans les sables de l'actuel quartier de Chiberta. En effet, début XVIIIe siècle, l'Adour se jetait légèrement plus bas qu'aujourd'hui. Même si les travaux de Louis le Foix lui avait permis de ne plus se jeter à des kilomètres au nord de Bayonne, le cours de ce fleuve n'était pas fixe et son embouchure fluctuait encore, au niveau de la commune d'Anglet. Les digues successives qui furent réalisées courant XVIIIe permirent finalement de fixer son débouché une bonne fois pour toutes et libéra donc des terres, c'est-à-dire les sables de Gibraltar/Chiberta. Cela permit à la commune de s'agrandir. C'est sur ces sables que les gens d'Anglet entreprirent la culture de la vigne. Sa culture était difficile car le terrain dunaire était instable. Il fallait continuellement remonter les vignes afin que les pieds des plantes ne se déchaussent pas. La vigne était protégée par des palissades et par le gourbet, appelée aussi oyat, qui était un roseau des sables planté pour fixer les dunes. Le recul du vignoble commencera à se faire sentir dès la seconde moitié du XIXe siècle. Il faut dire que le travail était ingrat, pour gagner peu d'argent pour un vin d'une qualité qui faisait dire en 1900 « Le vin ne se vend pas, on s'en sert pour la table ».
Brindos est un véritable carrefour dans la commune, décrit comme un point d'activité agro-pastorale mais Anglet reste une commune parsemée d'habitats dispersés sans agglomération de maisons. Fin XVIIIe siècle, la communauté souhaite implanter une « foire » mais elle n'a pas assez d'argent pour se payer « les droits royaux ». On imagine que si un marché s'était installé à cet emplacement, un destin bien différent aurait pu se dessiner pour cet espace confiné aujourd'hui entre l'aéroport et l'autoroute, démoli sous l'urbanisation pavillonnaire de ces dernières décennies.
Sous la Révolution et l'Empire se mit en place « un mouvement double d'accaparement des terres et de dilapidation du patrimoine » pour transformer les terres en surfaces cultivées, au détriment des anciennes maisons d'Anglet qui utilisaient les terres communes pour leurs troupeaux. En 1812, une image de la commune nous est donné par le maire de l'époque « la population s'élève à 1 965 âmes (…) les maisons sont éloignées les unes des autres sans autre point de ralliement que l'église (Saint-Léon)». À Anglet, la majorité des habitants sont alors des paysans modestes même si quelques fortunes bayonnaises s'installent dans la commune comme le relieur et lithographe Jean Bernain qui acquit « Quintau » en 1787.
Une verrerie est présente sur le quartier actuel de Blancpignon. Elle apparaît déjà sur un plan de 1727 (archives de la CCI) et on apprend dans un Dictionnaire universel et géographique de 1804 que cet établissement produit 400 000 bouteilles par an, approvisionnant les départements des Hautes et Basses Pyrénées et fournit la totalité des bouteilles nécessaires à l'exportation des vins et eaux-de-vie en partance du port de Bayonne.
Les difficultés sont aggravées par les guerres de la Révolution et le logement des troupes, « à la dépense extraordinaire et indispensable qu'a occasionné la cavalerie (napoléonienne), train d'artillerie et troupe de ligne » qui séjournèrent durant leur passage pour l'Espagne, puis de même en 1814, par les troupes anglaises de Wellington qui durant les combats dévastèrent la forêt de Blancpignon, en remontant d'Espagne pour affronter l'armée napoléonienne en déroute (réfugiée dans les murs de Bayonne). Une partie de la population abandonna même Anglet en 1813 et 1814 pour fuir au nord ou au sud. En 1822, c'est le choléra qui frappe Anglet.
En effet, en mars 1815, au milieu des désordres provoqués par les Cent-Jours, et après le désastre de Waterloo, une armée espagnole commandée par le comte de Labisbal fit une brève incursion au-delà de la Bidassoa jusqu'à Anglet et Ustaritz. Ces troupes battent retraite après une intervention de Louis-Antoine d'Artois, duc d'Angoulême, auprès du monarque espagnol, Ferdinand VII.

### Époque contemporaine

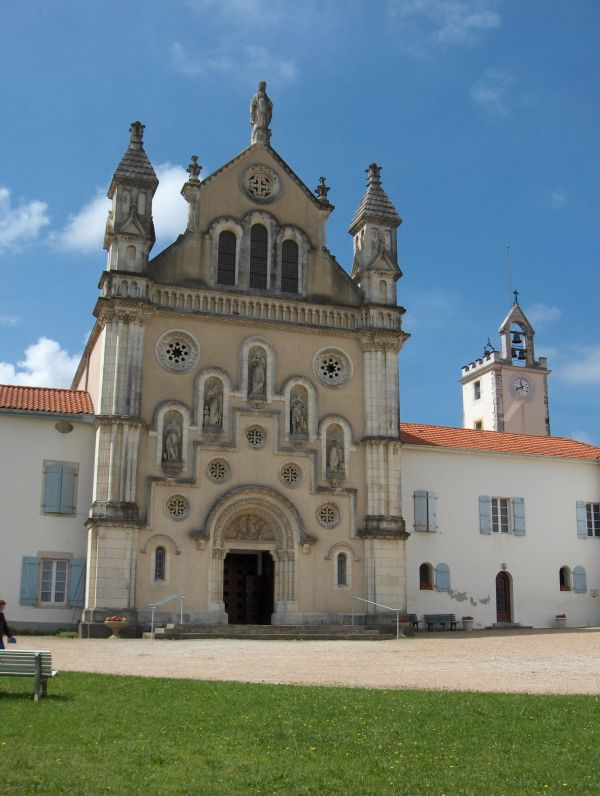
Chapelle de Notre-Dame-du-Refuge.

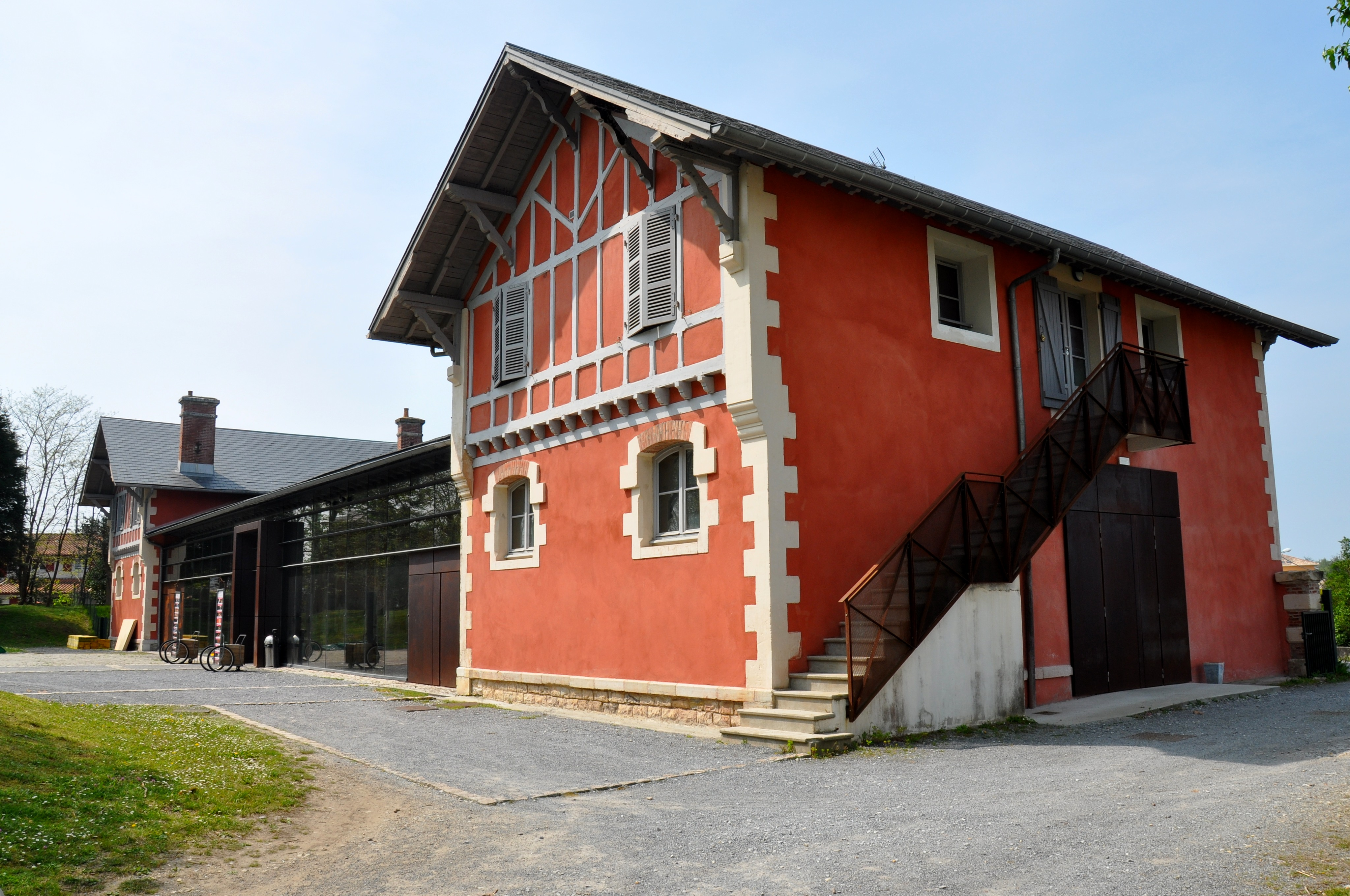
Écuries de la villa Baroja. Construite en 1876 par une famille d'origine mexicaine, les Santo Suarez, la villa de Barroja est racheté en 1899 par Joaquim de la Gandara y Navarro, marquis de Baroja.

En 1838-1839, l'abbé Cestac acquiert la propriété Châteauneuf pour installer l'institution Notre-Dame-du-Refuge et fonder la communauté des Servantes de Marie, à l'écart de la ville et des critiques (elle recueille de jeunes prostituées désireuses de s'en sortir). Cette propriété garde aujourd'hui les dernières terres agricoles situées entre la forêt de Chiberta et le boulevard du BAB. L'abbé Cestac n'a pas beaucoup d'argent, ce qui l'oblige à travailler les terres avec sa communauté, peu habituée à travailler la terre.
Les religieuses fondent une école, cultivent et défrichent la plupart des terrains qui entourent le Refuge, qui s'agrandit considérablement. Au-delà des champs de maïs, vers la forêt, on trouve des serres où elles entretiennent encore aujourd'hui des fleurs décoratives et des potagers (de l'autre côté de l'avenue de Montbrun). Certaines d'entre elles souhaitent aller plus loin dans leur travail de prière et de recueillement, à savoir un silence absolu. Il s'agit des Bernardines qui s'installent à un kilomètre environ du domaine du Refuge, à proximité des serres. À côté du couvent des Bernardines, se trouve le cimetière des Bernardines et des Servantes de Marie, avec plus de trois cents tombes en sable, toute alignées symétriquement et ornées d'une croix de coquillage. Ce site est unique en France. Chaque année, elles sont recomposées durant la période du carême (avant Pâques) car les intempéries les érodent. À proximité on trouve également une chapelle en paille de jonc avec un sol en sable (Notre-Dame-de-la-Solitude), symbole du plus fort dépouillement de ses religieuses face à leur foi.

#### La transformation d'Anglet

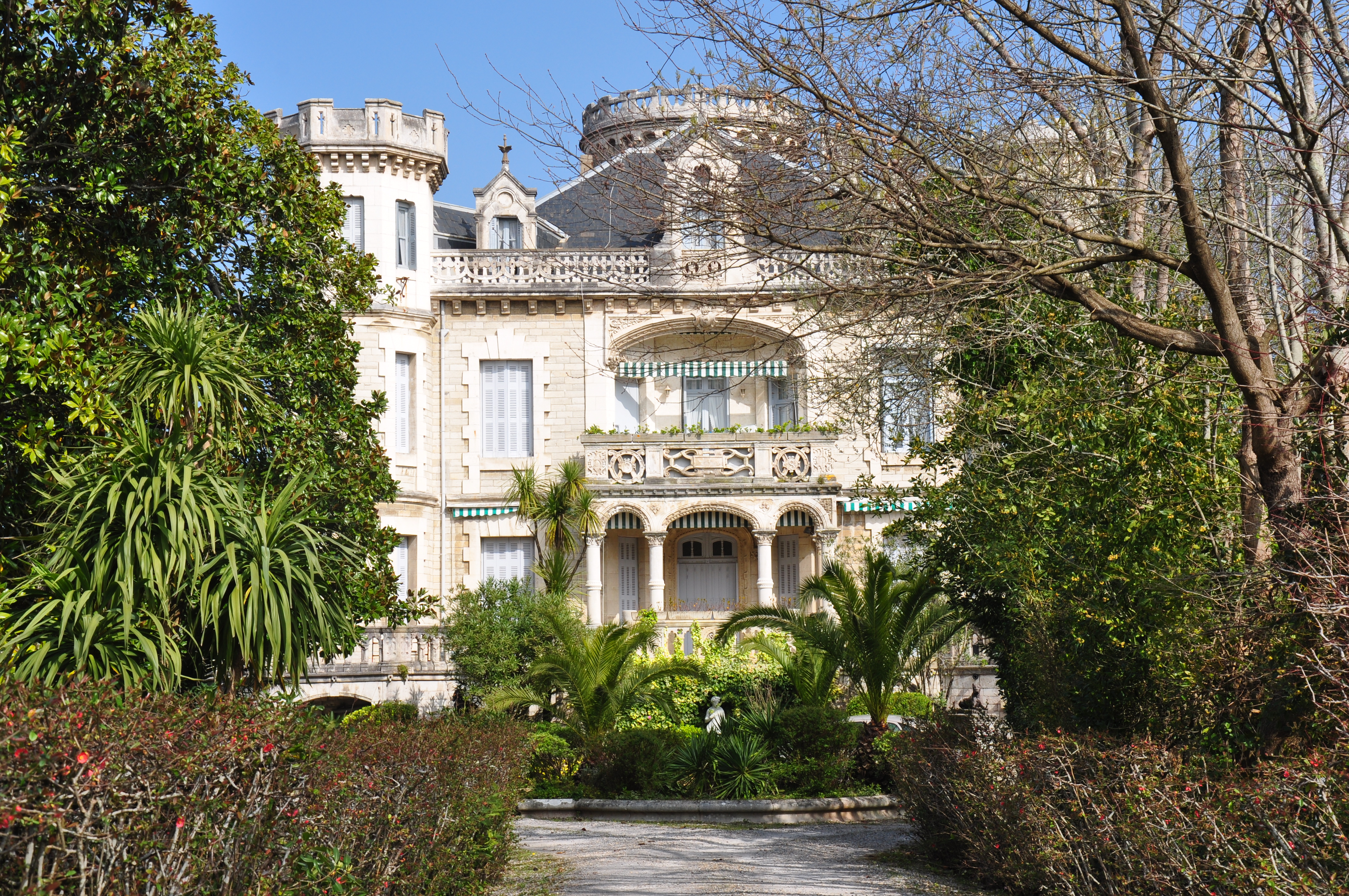
Villa Sofia, habitée par la princesse Yourievsky, épouse du tsar Alexandre II de Russie.

C'est à partir de la seconde période du XIXe siècle que la ville va connaître un éveil nouveau avec l'arrivée du chemin de fer à Bayonne en 1852-1854 (prolongé en 1964 jusqu'à Hendaye mais sans halte à Anglet) et l'essor touristique de Biarritz. On est alors en pleine époque romantique et les bains de mer sont à la mode à Biarritz grâce au séjour du couple impérial (Napoléon III et Eugénie de Montijo) qui les démocratise auprès d'une population aisée. Ces derniers aiment se promener à la Chambre d'Amour, entraînant le succès pour cette plage. Cependant, une légende relayée dans quelques journaux de l'époque va aider également à propulser cette plage, et par la même, la commune, dans le mouvement romantique et la vogue des bains de mer.
En contrebas des falaises d'Aintzarte (plateau - Saint-Martin - du phare de Biarritz) se trouve la fameuse Chambre d'Amour. Cette grotte fit couler beaucoup d'encre pour évoquer une histoire mythique et ô combien romantique. Il s'agit d'un récit poétique difficile à vérifier, celle d'un couple composé de la jeune fille d'un riche berger ou cultivateur du Labourd et d'un jeune pêcheur, pauvre et orphelin. L'histoire dit que, fuyant l'opposition familiale, ils se retrouvèrent dans une grotte, « face à l'immensité des vagues. Là, ils firent le serment de s'aimer jusqu'à la mort. Un beau jour, l'orage gronda dans le golfe de Gascogne, et la mer, poussée par le vent du large, monta plus rapidement qu'à l'habitude, emportant les amants. » En 1865, l'Empereur fait don de 90 000 francs d'or afin de créer la forêt de Chiberta, grâce à la plantation de 300 hectares de pins. En 1867, à l'incitation de Napoléon III, une chapelle est construite à la Chambre d'Amour. « Une foule d'étrangers » est attirée pendant l'été et a entraîné l'édification de baraques le long du rivage de la plage de la Chambre d'Amour.
Un peu avant, en 1870, il est décidé l'édification d'un hippodrome sur les sables de Chiberta afin de développer une nouvelle zone de loisirs et de tourisme sur le site actuel de La Barre, à l'instar de sa voisine biarrote. Cet hippodrome comprendra une cinquantaine d'hectares utilisés jusqu'alors pour la culture de la vigne et pour quelques maraîchages, cristallisant la fracture entre le développement touristique réservé alors à une élite et les paysans, encore ancrés dans le monde rural. Il faut imaginer que les courses de l'hippodrome passaient autour des deux lacs, aujourd'hui intégrés dans le parc écologique Izadia et suivaient un tracé qui passait le long du boulevard des Plages, tournait au niveau de l'actuel établissement de thalassothérapie Atlanthal, pour reprendre vers le skate park et tournait au niveau du parking actuel de La Barre.
Sa création est due à un cousin du maire de Bayonne, Félix Labat, soutenu par un Anglais, Lord Howden, ancien ambassadeur d'Espagne et propriétaire du château de Caradoc à Bayonne. L'hippodrome et ses courses devient un des endroits de distractions les plus en vogue sur la côte basque. C'est le rendez-vous de tout le « gotha » de l'époque qui vient pour se montrer dans les élégantes tribunes.
En 1877, la ligne du BAB (Bayonne Anglet Biarritz) de type « chemin de fer américain » (tramway à vapeur), est inaugurée. Elle dessert Anglet grâce à la halte des cinq cantons, près de la villa Marie-Antoinette. Cependant, il est critiqué que le nouveau transport coupe les chemins ruraux de la commune par des passages à niveau non gardés (créant de nombreux accidents) tout en évitant le centre administratif, Saint-Jean. À vrai dire, la préoccupation n'était pas de desservir les habitants d'Anglet, mais bien de relier Bayonne à Biarritz.
Il faut attendre 1888 pour qu'une nouvelle ligne (BLB) reliant Bayonne à Biarritz en suivant la nationale 10 et renforce le carrefour situé au niveau du quartier Saint-Jean. Le BLB devient vite plus attractif que le BAB, notamment en raison de sa desserte de Saint-Jean -quartier administratif- et de l'arrêt Lycée Marracq à Bayonne où sont scolarisés de nombreux écoliers d'Anglet.
En 1884-1885, le premier établissement des bains ouvre ses portes sur la plage de la Chambre d'Amour, souhaitant concurrencer les bains de Biarritz. Les baigneurs ont à leur disposition soixante-quinze cabines, un large assortiment de costumes de bain et un guide-baigneur qui veille sur eux personnellement. Il est géré par la veuve Michal qui applique des tarifs très agressifs.
En 1888, le golf de Biarritz est créé sur des terrains situés en grande partie dans la commune d'Anglet. Dans le quartier de la Chambre d'Amour, on voit s'édifier les premières maisons de villégiature, dans le prolongement du lotissement impérial de Biarritz. La forêt de Chiberta sert pour la chasse à courre. Néanmoins, si la ville est dotée de nombreux équipements de loisirs, Anglet n'a pas d'hôtel de type palace, ce qui la pénalise vis-à-vis d'autres villes de la Côte basque.
En 1906, Anglet comprend une population de 5 694 habitants dont la majorité était composée de laboureurs, de cultivateurs, de jardiniers, d'horticulteurs et de blanchisseurs (ses).
Dès le début du XXe siècle et afin de pallier ce manque, la ville est favorable à la construction d'un casino, voire d'hôtels (« family house », restaurant champêtre, etc.) et d'un lotissement de luxe (entre La Barre et la Chambre d'Amour) mais la Première Guerre mondiale freinera les discussions. Le projet de casino était porté par la Société des terrains du Golf d'Anglet et de Biarritz (1905), tandis que le projet de lotissement de luxe, d’hôtels et d'établissement de bains par la Société Centrale des Stations Thermales et Balnéaires de France (1909). Le conseil municipal attire l'attention sur l'aliénation de l'un des plus beaux sites du quartier (séance du conseil municipal - 7 mai 1905) et imposera par la suite, des restrictions (limitation des constructions, interdiction du tout-à-l'égout se jetant dans le lac de Chiberta).

Villa El Hogar - réalisée par William Marcel en 1924.

Le 9 janvier 1924, la ville est frappée par un « raz-de-marée » qui détruit l'hippodrome (il ne réussira jamais à se remettre de cette catastrophe). L'établissement des bains, également durement touché, est reconstruit 30 mètres plus loin.

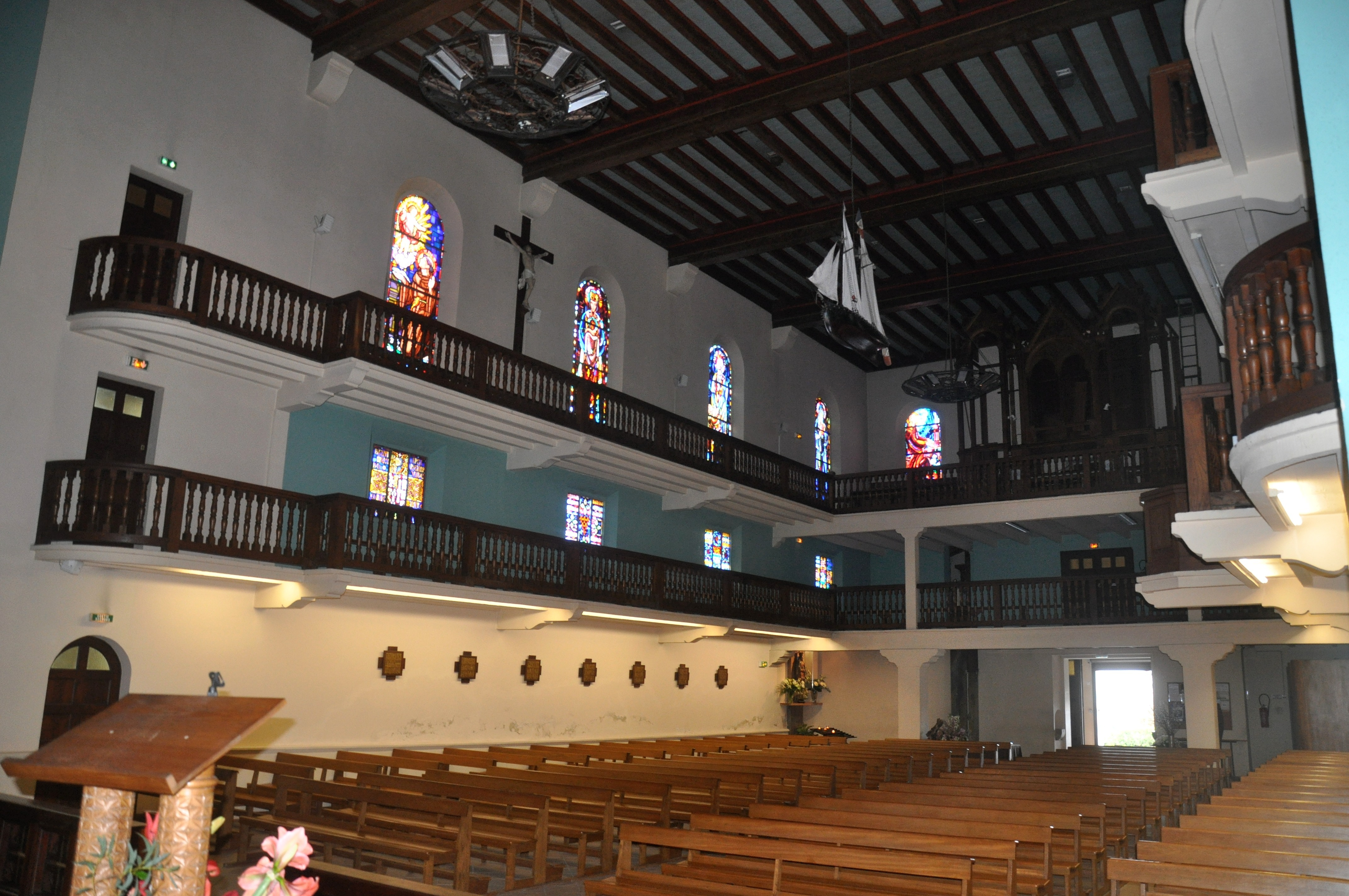
L'intérieur de l'église Sainte-Marie dans le quartier des 5 cantons édifiée en 1933.

Il faudra attendre le 13 juillet 1925 pour que la Société Centrale des Stations Thermales et Balnéaires de France, devenue BALF (Biarritz-Anglet-la-Forêt) acquiert 150 premiers hectares. Plus de 211 hectares sont mis en attente d'aménagement. En 1927, le golf de Chiberta, conçu par l'architecte britannique Tom Simpson (sept hectares de links et un club house de luxe), est inauguré en présence des représentants de la haute société européenne. De luxueuses villas (comme la villa Prinkipo ou la villa Bagheera) sont bâties en bordure.
En 1928, un second établissement de bains, géré par la Société Immobilière de Biarritz, est créé à la Chambre d'Amour, avec piscine d'eau de mer, une dizaine de « cabanas » (cabines de bains privées) et une vaste salle des fêtes (l'ensemble occupe 15 000 m2). Son style Art déco est signé Anatole Durruty. Cet établissement attirera les plus grands noms de la société mondaine de l'époque (la baronne de Rothschild, le maharadjah de Jasdan, le grand-duc Dimitri, le grand-duc et la grande-duchesse Boris de Russie, le roi et la reine d'Espagne, le prince de Galles, Buster Keaton, etc.) et entraînera une véritable effervescence autour de ses spectacles, concours sportifs et d'élégances, récitals de piano, galas et exhibitions mondaines. C'est l'âge d'or d'Anglet.
En 1929, la ville est classée en « station climatique ». Les trois villes, Bayonne, Anglet et Biarritz se mettent d'accord pour la création d'un aéroport à vocation internationale, mais Anglet y laisse une part très importante de ses terres agricoles les plus fertiles (situées sur le plateau de Parme, au-dessus de son foyer ancien de peuplement, Brindos). L'aéroport se situe aux deux tiers dans la commune d'Anglet.
Les lotissements se succèdent, répondant à l'attraction de la côte basque et à l'extension de Biarritz et de Bayonne pour les réserves foncières encore présentes dans la commune.
.

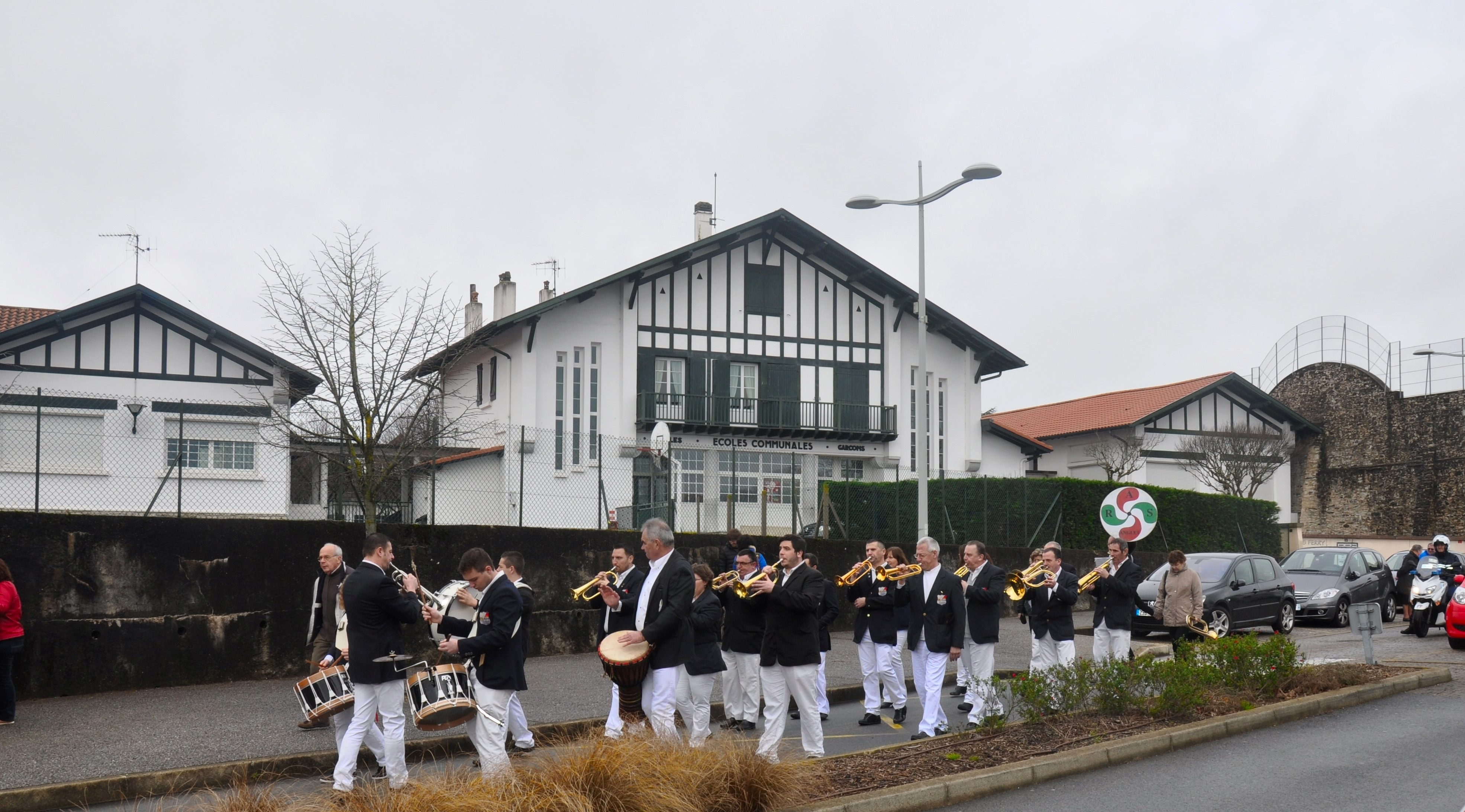
École Jules-Ferry à Anglet. En premier plan, on peut apprécier l'école réalisée en style néo-basque, tout en notant des ajouts sur les deux flancs de façade avec des ouvertures qui trahissent une architecture plus contemporaine. À l’extrême droite sur la photo, on peut distinguer le côté arrière du fronton, aujourd'hui situé dans la cour de l'école. Réalisé en pierre de Bidache, il date de 1899 et Chiquito de Cambo y a joué.

Hôtel de ville (1935) réalisé par William Marcel.

Le passé agricole d’Anglet va bientôt être un souvenir. Pourtant comme le soulignait un article dans le journal municipal consacré à l’agriculture, Anglet était un territoire de polyculture, rendue possible par la diversité et la qualité des terres. L’actuel aéroport était parsemé de champs à perte de vue, comme indiqué plus haut. « La terre y était noire et riche, propice à faire pousser la carotte de Brindos mais aussi pommes de terre, radis, salades et autres denrées agricoles peu gourmandes en eau. À proximité du littoral, dans les quartiers dits de Blancpignon ou de Montbrun, on cultivait plutôt, dans cette terre sablonneuse largement irriguée, des asperges ou des piments doux (importés d’Amérique du Sud dans le milieu du XIXe siècle). Partout ailleurs, le paysage angloy était orné de cressonnières » (on en voit encore Avenue de Brindos). Outre les productions telles que le piment doux ou le cresson, il faut souligner le fameux vin des sables. Le journal municipal le confirme, « ce n’est pas une légende, il y avait bien des vignes sur le bord de mer angloy, y compris à la Chambre d’Amour. Cette culture singulière, recensée depuis le XVIIe siècle s’étalait sur le revers des dunes. Là, s’étiraient d’étroites parcelles orientées nord-sud, cernées d’une palissade de brandes et de genêts pour servir de rempart à la vigne ».
En dehors donc de ce passé rural, de ce qui était jadis les sables de Gibraltar, la nouvelle zone touristique et résidentielle de Chiberta fut rapidement en opposition avec les implantations industrielles du quartier voisin de Blancpignon. Cette partie de la ville s'est développée autour de l'implantation d'une importante poudrerie, entraînant avec elle un fort développement ouvrier.
Autour les usines se développent, Latécoère, savonneries, industries des produits chimiques de l'Adour, Compagnie des Phosphates de Constantine, et. Bayonne cherchera même à annexer dans les années 1920 ce quartier pour y créer des logements ouvriers, ce qui ne manquera pas de raviver les tensions du passé et finira bien sûr, en fin de non-recevoir.
Anglet se préoccupe néanmoins de l'implantation des usines et refuse certains établissements afin de ne pas nuire à sa politique touristique et à la dépréciation des propriétés voisines, avec l'exemple du projet de fonderie de zinc de La Peñarroya dans les années 1920.
Aujourd'hui, encore, si le quartier est désormais résidentiel, on y trouve encore des activités, notamment l'équipement de la Société béarnaise de gestion industrielle (Sobegi), filiale du groupe Total, qui a implanté un fondoir à soufre sur le site Total de la zone portuaire, face au quai Castel, dans la zone du port de Bayonne.
La ligne des VFDM (Voies ferrées départementales du Midi) qui va de Bayonne à Hendaye par la Barre est construite de 1913 à 1927. En traversant les bois et la campagne de Chiberta, surplombant les plages de la Chambre d'Amour, le « tram de la côte » devient très vite une ligne touristique, qui est également apprécié des familles et d'un public local. La ligne fermera en 1948, à la suite d'une désaffection croissante liée à la crise des années 1930. En effet, la France connaît la crise économique qui frappe le monde entier (en provenance des États-Unis) et plus particulièrement Anglet, alors en plein décollage économique et urbain.
La chapelle de la Chambre d'Amour, financée par Napoléon III, est devenue obsolète. L'abbé Sabes réussit à mobiliser des fonds auprès de ses paroissiens dont la haute société, ce qui lui permet de bâtir une nouvelle église en 1932, l'église Sainte-Marie, qui est inscrite en 2014, en tant que premier monument historique de la ville d'Anglet.

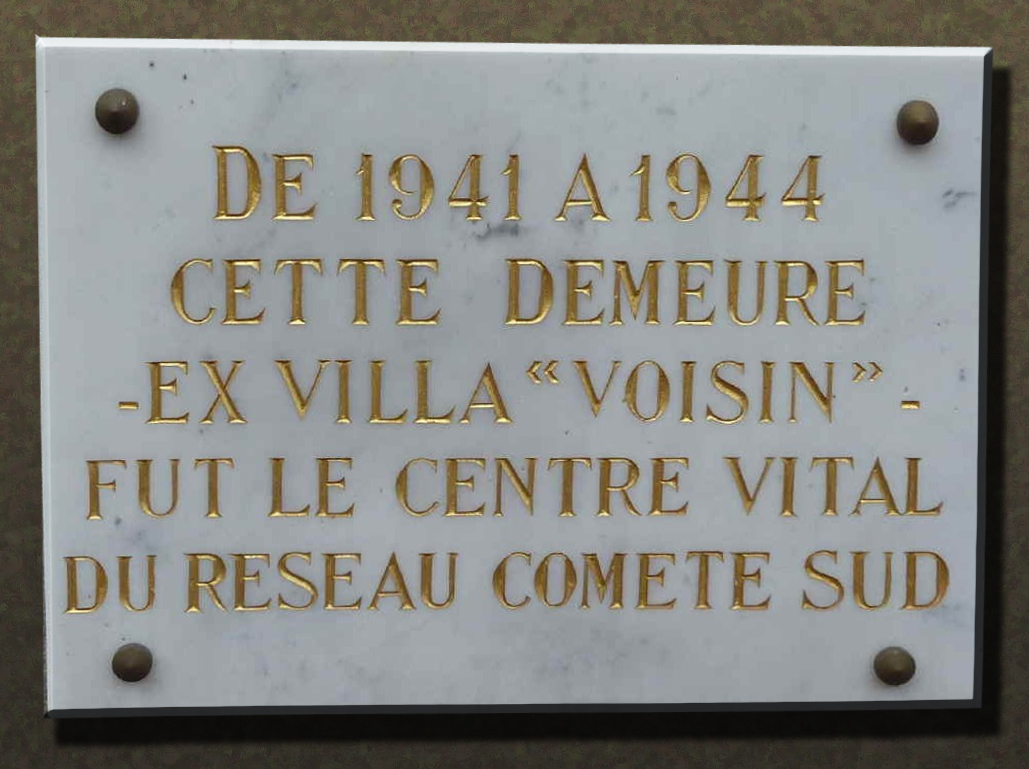
Plaque commémorative sur la Villa Voisin (démolie en 2015 et reconstruite).

Lors de la Seconde Guerre mondiale, une famille belge, les De Greef, fuyant lors de l'exode de 1940 s'installe à Anglet dans la Villa Voisin. Cette maison (aujourd'hui détruite et reconstruite) fut le centre névralgique de coordination du secteur sud du Réseau Comète. De juin 1941 à juillet 1944, Elvire De Greef dirige les opérations et accueille les aviateurs alliés en attente du passage de la frontière vers l'Espagne au travers des Pyrénées avec des passeurs basques. Arrivés au consulat britannique à Bilbao, ils étaient rapatriés en Angleterre via Gibraltar. Près de 800 aviateurs empruntèrent cette filière d'évasion,.
Le 27 mars 1944, la ville est le théâtre du bombardement de Biarritz par l'USAF.

### L'époque contemporaine

La nouvelle salle culturelle d'Anglet – quartier Quintaou – inaugurée en 2013.

Après-guerre, l'urbanisation continue en raison de l'espace disponible et de prix attractifs, contrairement à Bayonne ou encore Biarritz. De 1970 à 1980, Anglet absorbe 70 % des projets de lotissement sur l'agglomération contre moins de 10 % pour Biarritz. Les « trente glorieuses » n'épargnent aucun quartier de la commune, qui en quelques années seulement, cèdent ses dernières terres agricoles, ses parcs, ses anciens marécages (objet de tant de ferveur quelques siècles plus tôt) aux programmes immobiliers de toutes sortes (lotissements, copropriété d'immeubles, supermarché, industries, zone d'activités, autoroutes, 2×2 voies, etc.). Même les quartiers réservés à la haute société changent sous la démocratisation des vacances et du tourisme de masse. Le passé rural de la ville est relégué au rang de souvenir.
Durant les années 1960 et 1970, la piscine du prestigieux établissement des bains subit de violentes tempêtes qui l'endommagent et finissent par conduire à sa démolition en 1977. La jetée est consolidée et l'édifice devient une salle communale. Aujourd'hui, les bâtiments ont été rénovés et renommés Espace de l'Océan.
L'aménagement urbain se réalise sans plan d'organisation à grande échelle, tiraillée entre ses deux communes voisines. Il faut attendre 1972 pour que l'agglomération créée une première instance de concertation intercommunale, devenue la communauté d'agglomération Côte Basque-Adour (ACBA), qui disparaît en 2017 au profit de la communauté d'agglomération du Pays Basque.
Le 30 juillet 2020, un important incendie se déclare près du stade Orok Bat dans la forêt de Chiberta. Poussé par un fort vent et un sol très sec, il ravage 165 hectares de végétation, dont 100 hectares de pinède, détruit le parc écologique d'Izadia, touche 11 habitations, dont 5 détruites totalement, et fait 20 blessés légers. Une centaine de personnes sont évacuées dans la nuit. L'intervention des secours mobilise 150 pompiers, 60 policiers, 4 canadairs et du personnel du SAMU et de la protection civile,,.

## Politique et administration
Anglet est le bureau centralisateur du canton d'Anglet qui comprend une partie de la commune. L'autre fraction de la commune fait partie du canton de Bayonne-1.

### Liste des maires
| Période                                  | Période              | Identité                | Étiquette         | Qualité |
| ---------------------------------------- | -------------------- | ----------------------- | ----------------- | --- |
| 1870                                     | 1897                 | Eugène Bernain          | Républicain       | Conseiller général du canton de Bayonne-Ouest (1893 → 1895) |
| 1897                                     | 1935                 | Albert Le Barillier     | URD               | Agent de change Conseiller général du canton de Bayonne-Ouest (1907 → 1925) |
| 1935                                     | 1937                 | Ernest Daubin           |                   | Médecin |
| 1937                                     | 1941                 | François Dommain        | Rad.              | |
| 1941                                     | 1944                 | Joseph Lacabe-Plasteig, |                   | |
| 1944                                     | 1952                 | François Dommain        | Rad.              | |
| 1952                                     | mars 1971            | François Lacroix        |                   | Médecin |
| mars 1971                                | avril 1992           | Victor Mendiboure       | CD puis UDF-CDS   | Maraîcher Conseiller général du canton d'Anglet (1973 → 1982) puis d'Anglet-Sud (1982 → 1988) Vice-président du district Bayonne-Anglet-Biarritz |
| avril 1992                               | mai 1999 (décès)     | Michel Bonnet           | UDF               | Ingénieur EDF retraité Conseiller général du canton d'Anglet-Sud (1988 → 1999) |
| mai 1999                                 | mai 2000 (démission) | Alain Lamassoure        | UDF               | Conseiller maître à la Cour des comptes Député européen (1999 → ) Président de l'Agglomération Côte Basque-Adour (1995 → 2001) |
| mai 2000                                 | mars 2008            | Robert Villenave        | UDF puis MoDem DR | Ingénieur agronome retraité Vice-président de la CABAB |
| mars 2008                                | mars 2014            | Jean Espilondo          | UG PS             | Inspecteur des domaines Conseiller général du canton d'Anglet-Nord (1998 → 2011) Vice-président de l'Agglomération Côte Basque-Adour |
| mars 2014 (réélu en mai 2020)            | En cours             | Claude Olive            | UMP-LR            | Cadre territorial Conseiller général du canton d'Anglet-Nord (2011 → 2015) Conseiller départemental du canton de Bayonne-1 (2015 → ) Vice-président du conseil départemental (2015 → ) Président de l'Agglomération Côte Basque-Adour (mars → décembre 2016) Vice-président de la Communauté d'agglomération du Pays Basque (2017 → ) |
| Les données manquantes sont à compléter. |                      |                         |                   | |

### Politique de développement durable
La ville a engagé une politique de développement durable en lançant une démarche d'Agenda 21 en 2008.

### Intercommunalité
La commune appartient à la communauté d'agglomération du Pays Basque. Elle est membre de l'Agence publique de gestion locale, du syndicat d'énergie des Pyrénées-Atlantiques et du syndicat intercommunal pour la gestion du centre Txakurrak.
Elle est également membre de l'Eurocité basque Bayonne - San Sebastián.

### Rayonnement
Depuis septembre 2019, la ville d'Anglet est marraine de l'Escadron d'hélicoptères 1/67 Pyrénées.

### Jumelage et coopération
Au 15 février 2012, Anglet est jumelée avec :
- Ansbach (Allemagne) depuis 1968.
- Fermo (Italie) depuis 2025.

Au 15 février 2012, Anglet a des accords de coopération avec les partenaires suivants :
| Pays           | Partenaire                                                       | Année | Intitulé du projet |
| -------------- | ---------------------------------------------------------------- | ----- | --- |
| France Espagne | Agglomération Côte Basque-Adour / Députation forale du Guipuscoa | 1993  | Animation de la coopération transfrontalière visant à l'accompagnement de l'émergence d'une agglomération transfrontalière                                                                  |
| Mali           | Konna                                                            | 2006  | Coopération culturelle et universitaire avec Konna |
| Mali           | Konna                                                            | 2006  | Appui au développement local par la mise en place d'actions de valorisation culturelle à Konna, Cercle de Mopti, région de Mopti dans le cadre d'une coopération décentralisée Anglet-Konna |
| Espagne        | Irun                                                             | 2009  | Coopération transfrontalière |

## Population et société

### Démographie
L'évolution du nombre d'habitants est connue à travers les recensements de la population effectués dans la commune depuis 1793. Pour les communes de plus de 10 000 habitants les recensements ont lieu chaque année à la suite d'une enquête par sondage auprès d'un échantillon d'adresses représentant 8 % de leurs logements, contrairement aux autres communes qui ont un recensement réel tous les cinq ans,.

En 2022, la commune comptait 42 288 habitants, en évolution de +9,38 % par rapport à 2016 (Pyrénées-Atlantiques : +3,78 %, France hors Mayotte : +2,11 %).
| 1793  | 1800  | 1806  | 1821  | 1831  | 1836  | 1841  | 1846  | 1851  |
| ----- | ----- | ----- | ----- | ----- | ----- | ----- | ----- | ----- |
| 1 748 | 1 811 | 1 984 | 2 213 | 2 588 | 2 944 | 3 016 | 3 312 | 3 223 |

| 1856  | 1861  | 1866  | 1872  | 1876  | 1881  | 1886  | 1891  | 1896  |
| ----- | ----- | ----- | ----- | ----- | ----- | ----- | ----- | ----- |
| 3 350 | 3 605 | 3 780 | 3 886 | 4 116 | 4 425 | 4 839 | 5 115 | 5 382 |

| 1901  | 1906  | 1911  | 1921  | 1926  | 1931   | 1936   | 1946   | 1954   |
| ----- | ----- | ----- | ----- | ----- | ------ | ------ | ------ | ------ |
| 5 679 | 5 694 | 6 627 | 6 833 | 8 233 | 11 467 | 11 320 | 11 601 | 12 603 |

| 1962   | 1968   | 1975   | 1982   | 1990   | 1999   | 2006   | 2011   | 2016   |
| ------ | ------ | ------ | ------ | ------ | ------ | ------ | ------ | ------ |
| 16 150 | 21 190 | 25 245 | 29 821 | 33 041 | 35 263 | 37 646 | 38 581 | 38 663 |

| 2021   | 2022   | - | - | - | - | - | - | - |
| ------ | ------ | - | - | - | - | - | - | - |
| 41 153 | 42 288 | - | - | - | - | - | - | - |

On peut rajouter que selon un article de l'INSEE intitulé : 130 ans de population : du petit village à la grande ville la commune d'Anglet est identifiée parmi différentes communes d'Aquitaine pour le bouleversement démographique enregistré en l'espace de 130 ans. En effet, la population d'Anglet a été multipliée par 9, passant de 4116 en 1876 à 37 646 habitants en 2006.
On peut également identifier Anglet comme la seconde commune la plus peuplée du Pays basque français, après Bayonne.
La commune fait partie de l'aire d'attraction de Bayonne.

### Enseignement
La commune dispose de dix-neuf écoles : huit écoles maternelles publiques (Aristide Briand, Camiade, Édouard Herriot, Évariste Galois, Jean Jaurès, Jules Ferry, Justin Larrebat, Tivoli), six écoles élémentaires publiques (Aristide Briand, Édouard Herriot, Évariste Galois, Jean Jaurès, Jules Ferry, Justin Larrebat), quatre écoles primaires privées (Angeluko Ikastola, Notre-Dame, Sainte-Bernadette, Stella Maris) et une école primaire publique (Sutar).
L'école privée Angeluko Ikastola propose un enseignement basque par immersion. L'école privée Stella Maris ainsi que trois écoles publiques (Évariste Galois, Édouard Herriot et Jean Jaurès) proposent quant à elles un enseignement bilingue français-basque à parité horaire.
La commune dispose également de deux collèges (collège Endarra et collège privé Stella-Maris) et de deux lycées (lycée polyvalent Cantau et lycée Sainte-Anne). En outre un institut du BTP, une école d'art et une unité du conservatoire national des arts et métiers sont installés dans la commune.
Le parc Montaury accueille des disciplines de l'université de Pau et des pays de l'Adour telles que celles traitant de biologie, de physique, de chimie, de logistique, et du bâtiment et des travaux publics.

### Manifestations culturelles et festivités
- Fêtes patronale d'Anglet (mars)
- Biennale internationale d'art contemporain sur le littoral nommée La Littorale (tous les deux ans)[205].
- Festival jeune public et arts de la Rue (Pentecôte)
- Festival de musique les Nocturnes de la Chambre d’Amour (fin juin)
- Festival international du Film de Surf (juillet)
- Spectacle pyrotechnique de la plage des Cavaliers (août)
- Anglet Jazz Festival (septembre)
- Fête de la bière (octobre)
- Festival des arts de la parole A mots ouverts (octobre)
- Festival international du court-métrage d'Anglet
- Le théâtre Quintaou accueille une partie de la saison culturelle de la Scène Nationale du Sud aquitain (octobre à mai).

### Sports

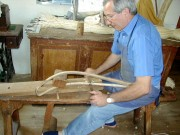
Fabrication d'un chistera.

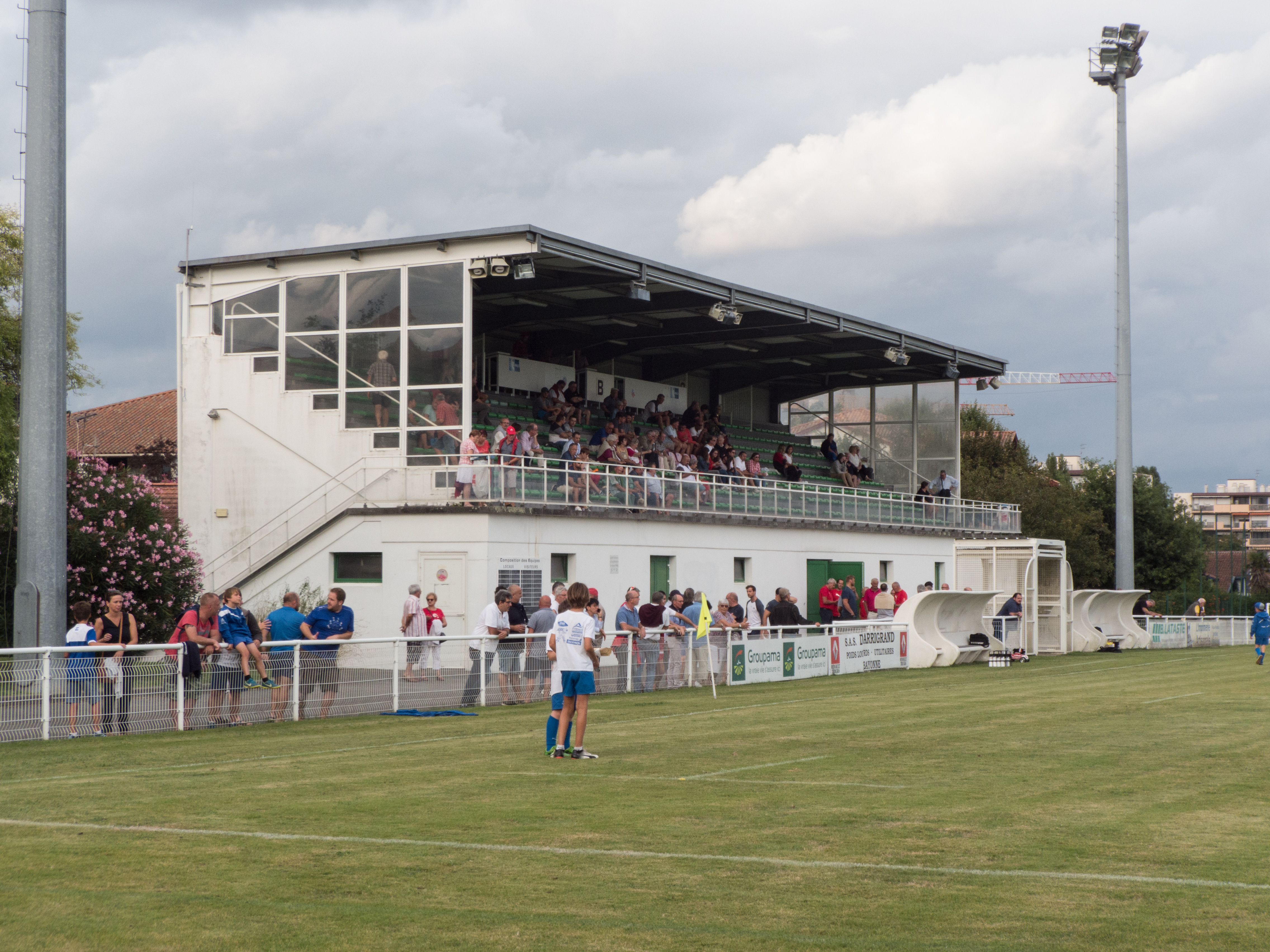
Le stade Saint-Jean, domicile de l'Anglet ORC et des Genêts d'Anglet.

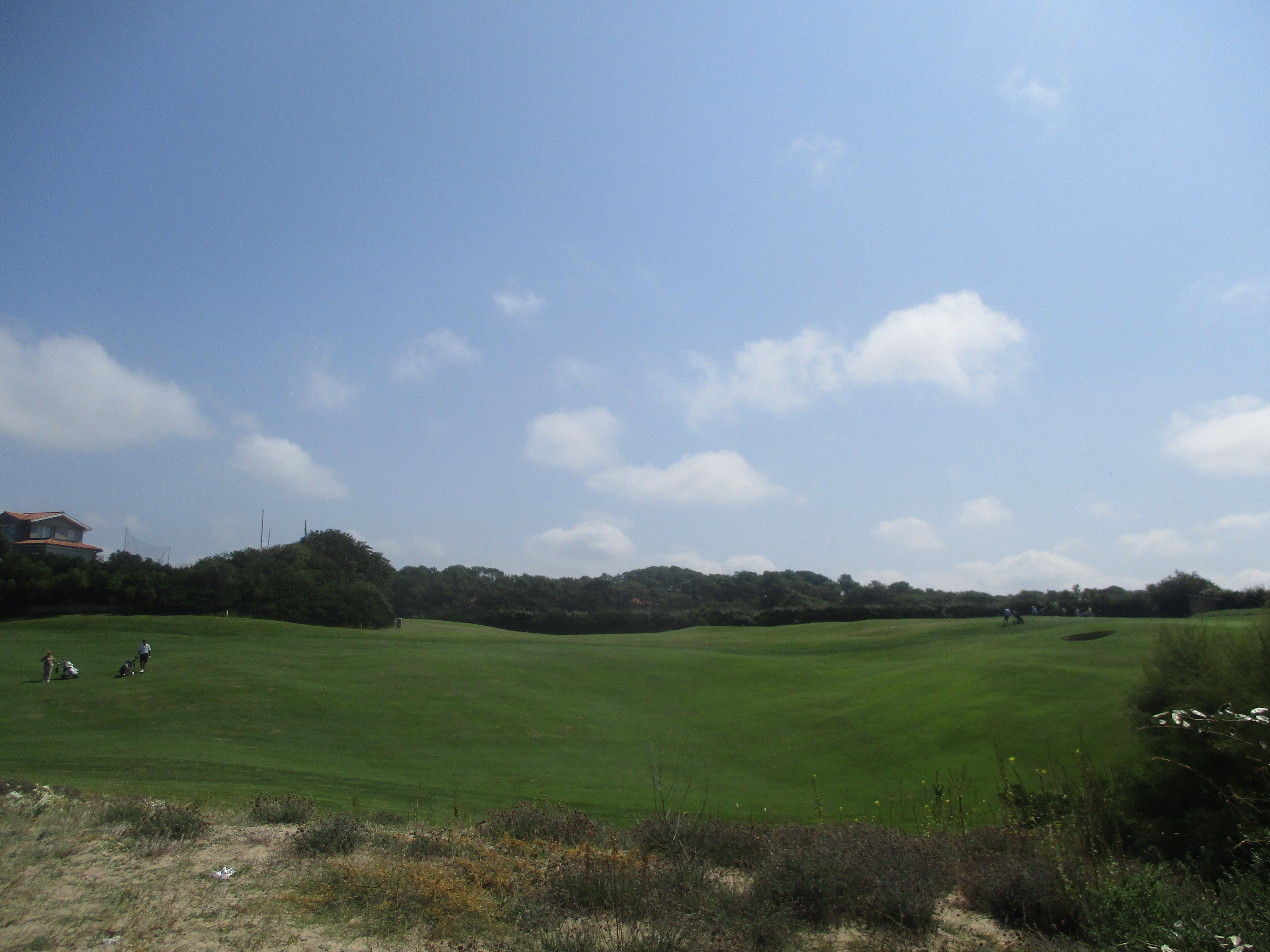
Le golf de Chiberta.

- Aïkido : le dojo Angloy Aikido[206] est le 20e club de France en nombre de licenciés avec plus de 560 membres actifs ;
- Basket-ball : l'ACBB est un club mixte dont l'équipe fanion évolue en Nationale 2 du championnat de France ;
- Équitation : le club hippique de la côte basque[207], déjà cinquantenaire (2006), est une association loi de 1901. Avec près de 500 membres actifs, c'est le 2e club d'Aquitaine ;
- Football : les Genêts d'Anglet évoluent au stade Saint-Jean[208] en CFA ;
- Golf : la commune possède deux golfs, d'une part le parcours de Chiberta, un links par 71, qui a accueilli une épreuve de qualifications à l'Open de France en 2005, et d'autre part, le golf du Phare, créé en 1888, et situé sur les communes d'Anglet et de Biarritz ;
- Hockey sur glace, patinage artistique et danse sur glace à la patinoire de la Barre. L'équipe de hockey sur glace d'Anglet Hormadi Élite évolue en Ligue Magnus;
- Patinage artistique : les championnats de France de patinage artistique 1981 ont eu lieu à la patinoire de la Barre pour trois épreuves : simple messieurs, simple dames et couple artistique ;
- Pelote basque : la commune accueille le club Hardoytarrak, créé par Gilen Zaldunbide ; installations : trois murs à gauche (El Hogar, Les Cigales et Orok Bat), un mur à gauche à ciel ouvert (dans la forêt du Lazaret), trois places libres (Haitz Péan, Hardoytarrak et Orok Bat), trois trinquets (El Hogar, Haitz Péan (trinquet et trinquet de verre), Oroc Bat) ;
- Roller in line hockey : l'Artzak d'Anglet a obtenu la médaille d'argent durant les coupes d'Europe 2006 et 2010. Il devient champion de France en 2011 ;
- Rugby à XV : l'Anglet ORC évolue au stade Saint-Jean[209] en Fédérale 1 en 2017-2018 ;
- Skateboard : la ville possède un skatepark en bord de mer (en face de la plage de la Barre). Il comporte un curb en « L » et arrondi à l'intérieur, un quarter de 1,80 mètre de hauteur, une pyramide, un spine, un rail, une flat-barre une double table (petite 20 cm de haut, grande environ 40 cm de haut), ainsi qu'un triple spine (avec un sommet triangulaire). Il comporte aussi trois creux bétonnés. Le skatepark occupe un espace d'une longueur approximative de 200 mètres et d'une largeur approximative de 50 mètres ;
- Surf et sports de glisse : les différentes plages accueillent de nombreuses compétitions internationales masculines et féminines. Anglet est un spot reconnu dans le monde entier (la ville a accueilli pendant l'été 2005 le championnat de France des sports de glisse, le Quiksilver Air Show, l'O'Neill Pro, l'O'Neil Angel's Challenge, la KanaMissCup, la coupe de France Open Bodyboard, le Wake n'Ski Tour et l'OP Royal Single Trophée. L'Anglet Surf Club[210] est le plus gros club de France avec plus de 1 200 licenciés, il compte aussi de nombreux champions dans ses rangs comme Thomas Bady, Romain Laulhé, Tim Boal, Caroline Sarran.

### Cultes
Anglet possède six églises catholiques dont :
- église Sainte-Bernadette, allée d'Aguilera ;
- église Sainte-Marie, rue de la Chambre d'Amour ;
- église Saint-Joseph, allée de l'Empereur ;
- église Saint-Léon, rue Amédée Dufourg ;
- église Saint-Michel, avenue des Pyrénées ;
- église Sainte-Trinité, rue de Hardoy.

D’autres chapelles sont présentes sur le territoire de la commune :
- chapelle des Bernardines, avenue de l'Abbé Cestac aux Cinq Cantons ;
- chapelle du Nid Basque, promenade des Falaises (institut médico-éducatif) de la Chambre d'Amour ;
- chapelle Notre-Dame-du-Refuge, rue des Sansonnets aux Cinq Cantons ;
- chapelle du château Brindos, allée du Château ;
- chapelle de l'allée des Jardins d'Arcadie.

Il y a également dans la ville, une salle de culte pour les mormons, allée de la Bonne Fontaine, une salle du Royaume des Témoins de Jéhovah, avenue de l'Adour, et un centre biblique évangélique, route d'Aritxage.

### Internet
En 2010, la commune d'Anglet a été récompensée par le label « Ville Internet @@@@ ».

## Économie

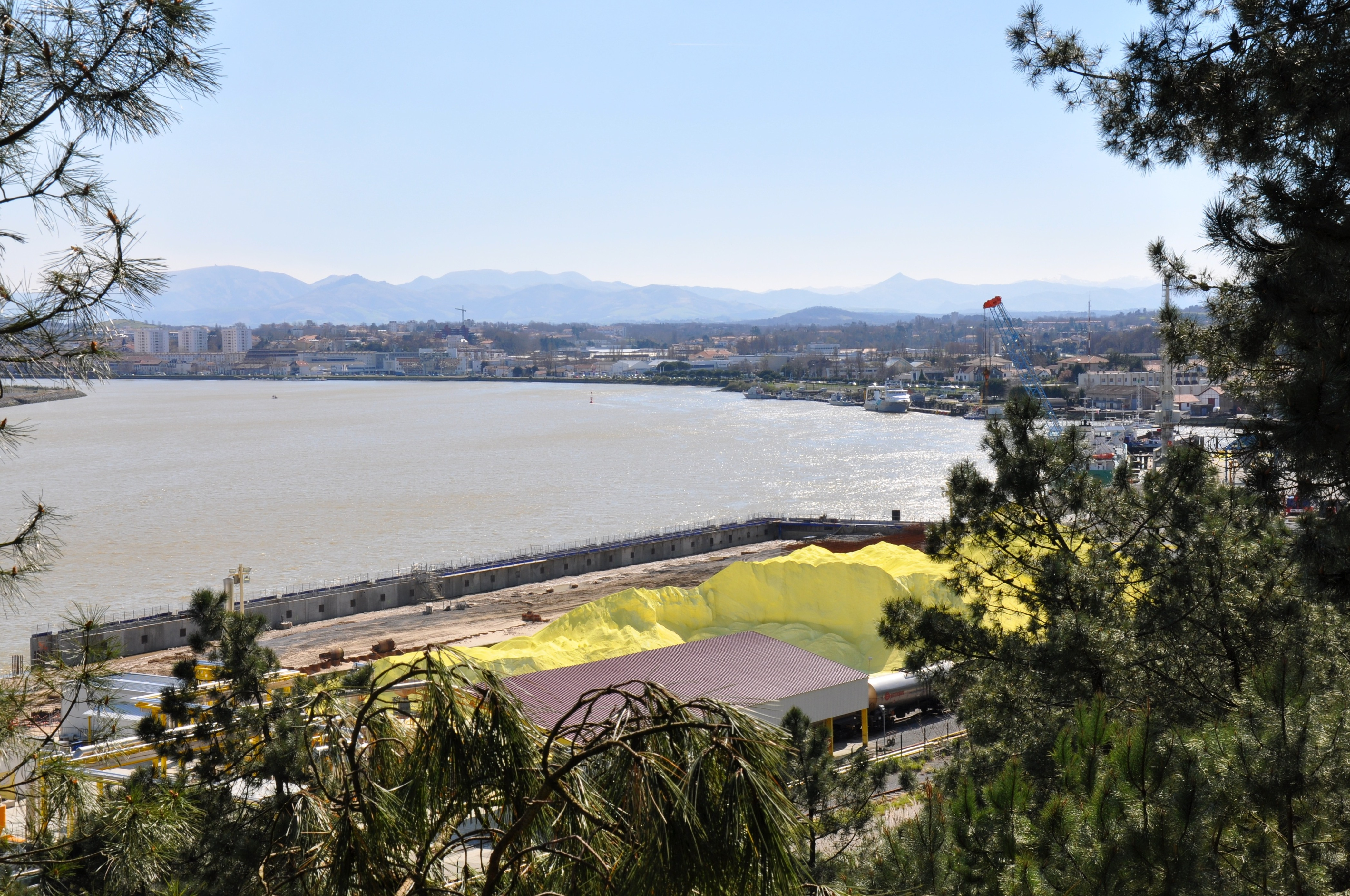
Vue depuis la forêt du Lazaret avec en premier plan, les stocks de soufre de la Sobegi, depuis le terminal du port de Bayonne mais situé dans la commune d'Anglet.

### Entreprises et commerces
Autrefois orientée vers l'agriculture (la commune fait partie de la zone d'appellation de l'ossau-iraty), et en particulier les cultures maraichères, Anglet dispose à présent, grâce à sa situation au sein de l'agglomération de Bayonne-Anglet-Biarritz, d'un riche tissu économique.
Anglet est associée avec les villes de Bayonne et de Biarritz avec lesquelles elle partage l'administration de l'aéroport de Biarritz-Pays basque.
Anglet est englobée dans l'emprise du port de Bayonne qui concerne également les communes de Bayonne et Boucau dans les Pyrénées-Atlantiques et Tarnos dans les Landes.
Parmi les activités économiques locales, il faut compter le tourisme balnéaire, la thalassothérapie, le sport (industrie du surf et de la glisse) et l'aéronautique (Dassault Aviation).
Plus précisément, Anglet propose plusieurs parcs d'entreprises et d'activités.

#### Parc des Landes de Juzan
Troisième « Technopole de la Côte basque », après La technopole Izarbel à Bidart et la Techno-cité à Bayonne. Ce site technopolitain est implanté à proximité du lycée Cantau et de l'université de Montaury. Le campus technopolitain des Landes de Juzan est donc situé au sud du centre-ville Saint-Jean et est consacré à l'écoconstruction et à l'aménagement durable. Au sein de ce parc, on trouve aujourd'hui la société Nobatek (société proposant des activités dans les domaines de l'aménagement et de la construction durable) et le centre de formation (CFA) de la Fédération compagnonnique des métiers du bâtiment (compagnons de France). 500 à 650 stagiaires compagnons, apprentis ou en formation continue, sont accueillis au sein de cette structure.
À l'horizon 2015, il est prévu la réalisation d'une pépinière d'entreprises (générateur destiné à l'éco-construction) afin d'accueillir des porteurs de projets et des jeunes entreprises, des équipes issues d'entreprises expérimentée dans le domaine de la construction et qui mettraient en œuvre des programmes de Recherche et Développement, des architectes et des ingénieurs travaillant sur un projet collaboratif et des entreprises spécialisées dans l'éco-construction.
À proximité immédiate des landes de Juzan se trouvent le lycée régional du bâtiment CANTAU, l'université avec son campus de Montaury et ses laboratoires de recherche, l'ISA-BTP, Institut supérieur aquitain du bâtiment et des travaux publics, école formant des ingénieurs du BP.

#### Parc d'activités de la Glisse
Baia Park (Boarding Activities and Industries in Anglet) destinée à la glisse et à l'océan. Le parc est situé entre la Barre et Blancpignon, à quelques minutes des plages. Il s'agit de regrouper les industries et les services dans les domaines du surf, du skateboard, du snowboard et de toutes les activités liées à ce secteur économique dynamique, La marque californienne Volcom y a installé son siège européen et y emploie une centaine de personnes. Son symbole est le bâtiment situé à son entrée et visible depuis l'avenue de l'Adour. Il s'agit de l'hôtel d'entreprises « Olatu Leku » (le lieu de la vague en basque) soit plus de 2 000 m2 de surface SHON constitué d'une pépinière d'entreprises regroupant une vingtaine de sociétés de la filière des sports de glisse spécialisées dans la fabrication de matériel, d'articles de mode et d'accessoires, ainsi que dans des activités de presse et de communication. Dans cet immeuble, on trouve également divers services communs (espace d'exposition, salles de réunions, showroom, restauration, crèche collective, zone de stockage de matériel (planches de surf).

#### ZAC d'Aritxague-Melville Lynch
Il s'agit d'une nouvelle zone d'activités économiques de type généralistes, située en cœur d'agglomération et qui sera aménagée sur les communes d'Anglet et de Bayonne par l'agglomération Côte Basque - Adour (ACBA), propriétaire des terrains (13 hectares). Il s'agit d'une des dernières zones de foncier disponible au cœur de l'agglomération (situé le long de l'autoroute, à proximité de l'aéroport et des villes principales de l'agglomération). Une réflexion est donc portée pour concilier une certaine densité d'activités sans dénaturer l'intégration dans le site.
La commune accueille également des entreprises du secteur agro-alimentaire qui figurent parmi les cinquante premières du département :
- la Société bayonnaise des viandes (production de viandes de boucherie) ;
- la SAS TDA (production de viandes de boucherie) ;
- Mandion SA (fabrication industrielle de pain et de pâtisserie fraiche) ;
- la Société d'abattage du Pays basque (production de viandes de boucherie) ;
- la SARL Sonath (cuisson de produits de boulangerie).

BAB2 est un centre commercial, situé à Anglet, regroupant un hypermarché Carrefour de 13 000 m2 entouré de quelque 120 boutiques.
L'hypermarché Carrefour est le premier hypermarché des Pyrénées-Atlantiques et le troisième en Aquitaine en matière de chiffre d'affaires. Le magazine Surf Session a son siège social à Anglet.

## Culture locale et patrimoine
Vents et Marées est une revue de poésie animée, à Anglet, par Jeanne Monteil et Jean-Léopold Dumontier-Béroulet de 1976 à 1992.

### Patrimoine linguistique

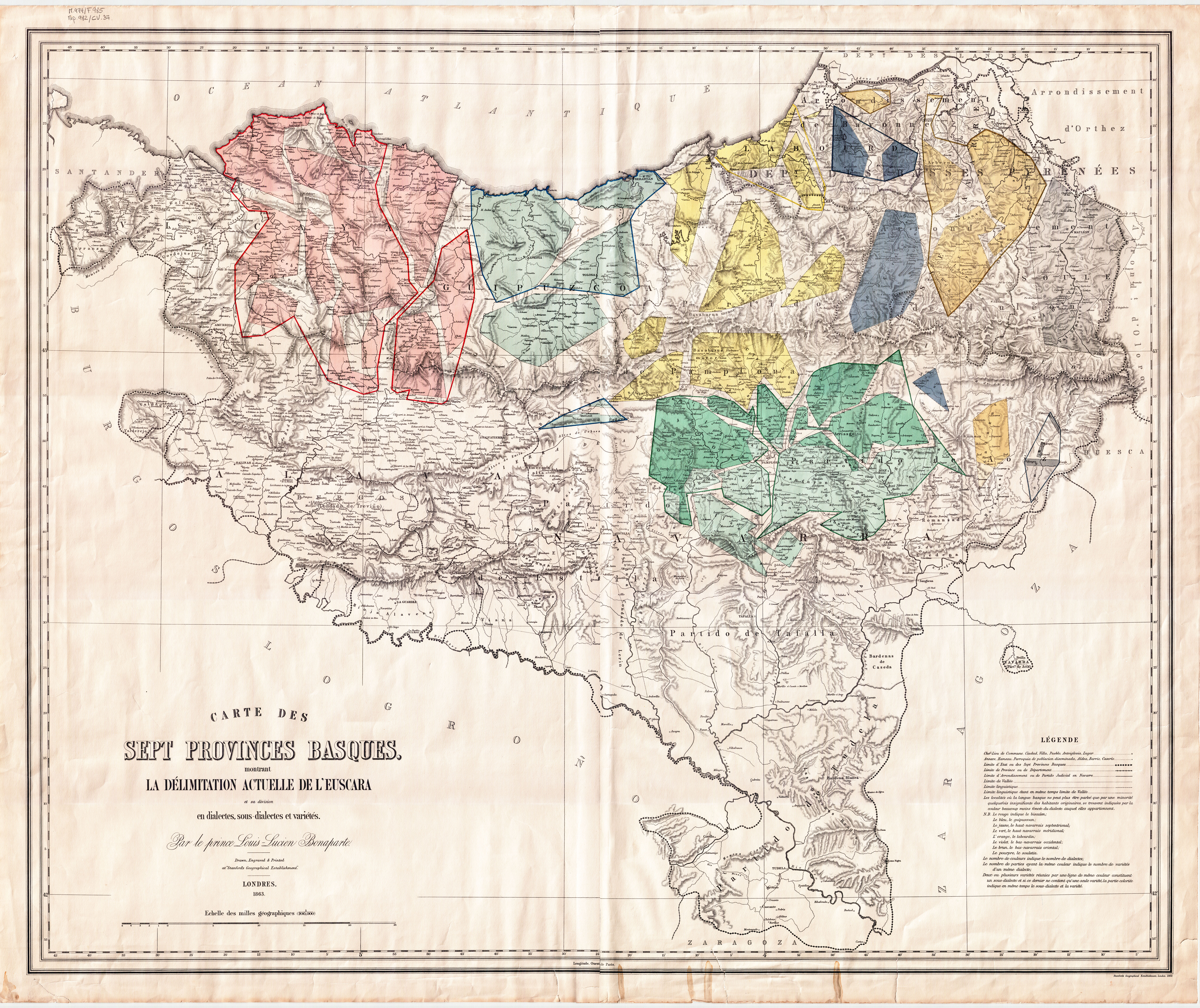
Carte des sept provinces basques (1), 1863.

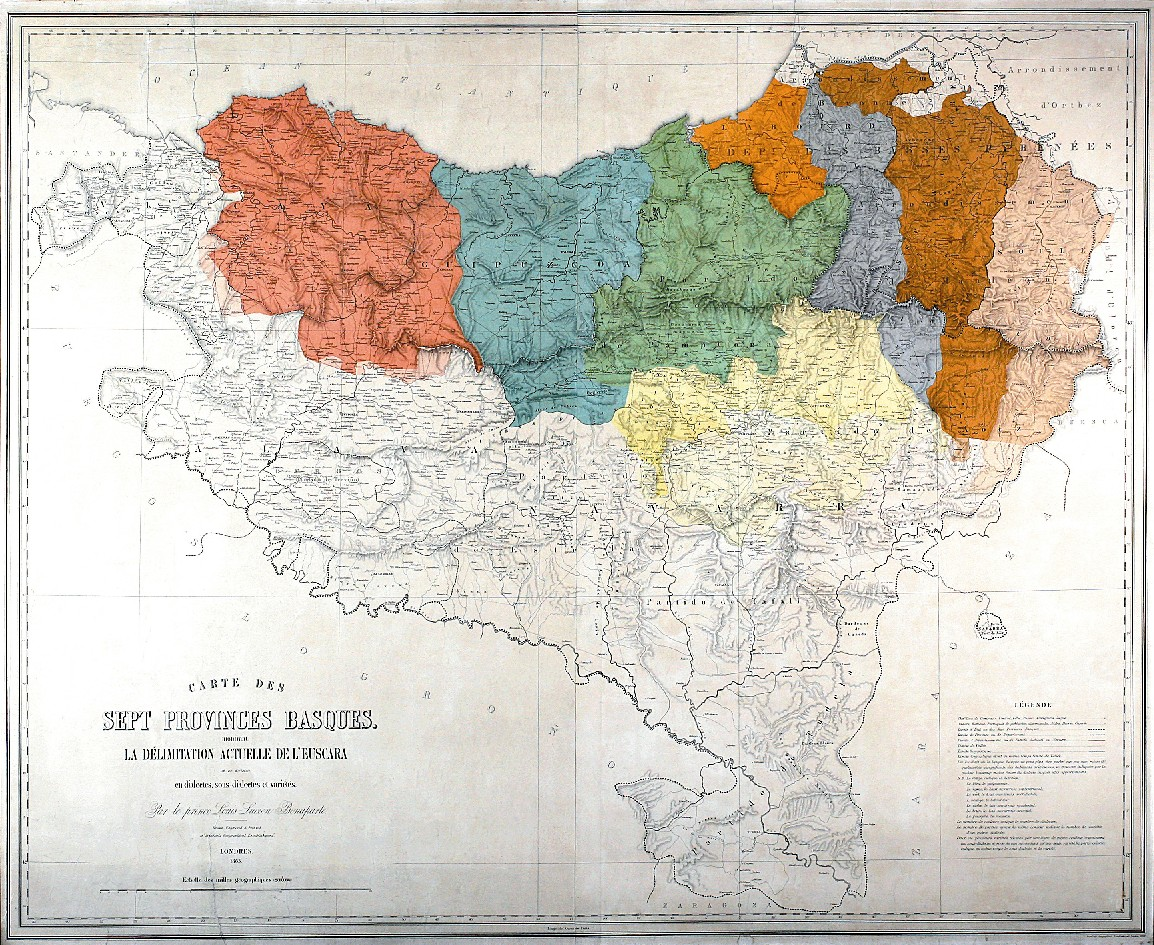
Carte des sept provinces basques (2), 1863.

Anglet et les communes voisines de Bayonne, Biarritz et du Boucau  peuvent être considérées selon les époques et les points de vue, comme gasconnes ou basques.
Comme le souligne certains artistes, on retrouve aujourd'hui à Anglet le double héritage de la culture gasconne et basque.
Les deux versions de la Carte des sept provinces basques montrant la délimitation actuelle de l'euscara en dialectes, sous-dialectes et variétés dressée en 1863 par le prince Louis-Lucien Bonaparte placent Anglet en dehors de l'aire bascophone.
Le Recueil de linguistique et de toponymie des Pyrénées réalisé en 1887 par Julien Sacaze  nous livre pour Anglet une version en gascon, composée d'une traduction de deux textes mythologiques, ainsi que d'une liste des micro-toponymes de la commune.
Le Recueil des idiomes de la région gasconne réalisé en 1894 par le linguiste Édouard Bourciez cite pour Anglet une version de la parabole de l'enfant prodigue traduite en gascon.
La carte du Pays basque français dressée en 1943 par Maurice Haulon laisse apparaître la "démarcation actuelle entre la langue basque et les dialectes romans", incluant la commune d'Anglet  dans l'aire gasconophone.
Anglet constitue un des points d'enquêtes établi pour l'élaboration de l'Atlas linguistique de la Gascogne dressé en 1957 par Jean Séguy, professeur d'université et linguiste spécialiste du gascon. Une version orale de la parabole de l'enfant prodigue fût de plus enregistrée en gascon en 1963 par l'anglòia Marthe Lamarque.
D'après la Morfología del verbo auxiliar vasco [Morphologie du verbe auxiliaire basque], Anglet n'est pas située dans l'aire bascophone.
Selon Jacques Allières qui dresse en 1977 la frontière linguistique de la langue basque, Anglet est située en dehors de la zone bascophone.

### Lieux et monuments

#### Patrimoine civil
La mairie possède deux meubles remarquables : un buffet de Christian Ortet et une table de Christian Ortet et Jean Lesquibe. Ces deux meubles sont classés au titre d'objets par les monuments historiques depuis 2007.
La villa Gomez, ancien immeuble des services des ponts et chaussées, possède une table-bureau et un fauteuil classés depuis 2004. Paul Campagne (1870-1941) et son épouse Julienne Moussempès (1879-1956) propriétaires du célèbre hôtel d'Angleterre à Biarritz firent construire, en 1900, une résidence secondaire dite « Marnoger », dont le nom est issu des prénoms de leurs trois enfants Marcel (1901-1918), Nora (1902-1956) et Roger (1905-1945), sur les plans de l'architecte Raymond Larrebat-Tudor (1859-1943). Cette somptueuse demeure et son parc rebaptisés Beatrix Enea font partie du patrimoine municipal d'Anglet qui les a acquis en 1985 ; les services municipaux de la ville y sont regroupés.

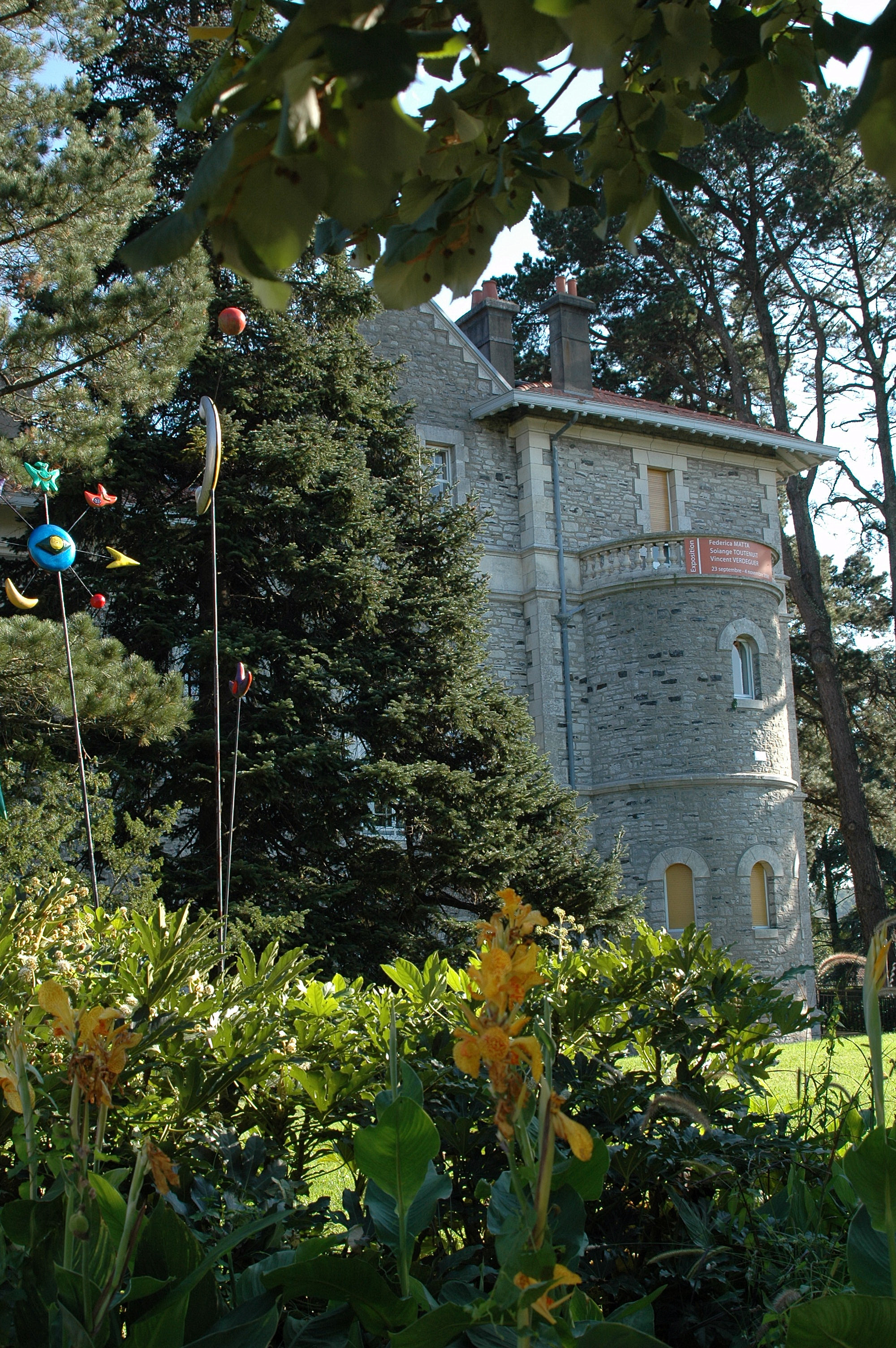
La villa Béatrix Enea, siège des affaires culturelles, et du comité de jumelage.
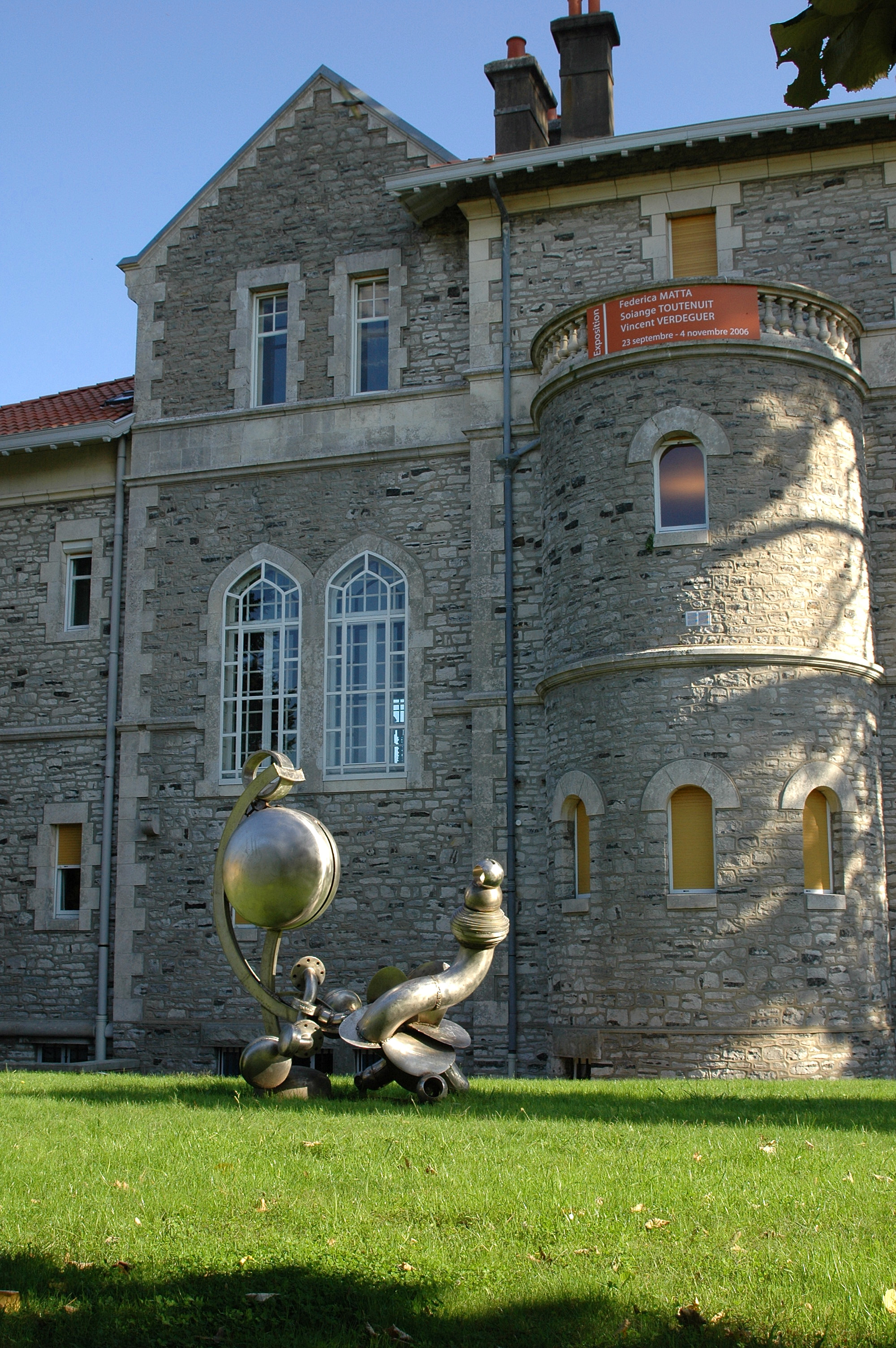
Sculpture dans le jardin public, devant la villa Béatrix Enea.

#### Patrimoine architectural
L’Éclectisme des maisons de villégiature s'observe le long du littoral, entre le golf de Biarritz et celui d'Anglet, tout comme dans le quartier de Chiberta. Ces maisons de villégiature répondent à un style d'architecture que l'on nomme l'éclectisme. Il n'y a pas de modèle en soi, chaque maison répond à une influence ou mélange divers emprunts. Certaines maisons sont de style mauresque, certaines sont méditerranéennes, d'autres de style normand-anglais, certains mélanges sont inclassables. Le néo-basque viendra remettre en question ce style d'architecture.
Le Néobasque : lors de l'urbanisation de la fin du XIXe et début XXe siècle, l'architecture est dominée à Anglet (comme dans les communes alentour) par un modèle ayant pour référence la ferme du Labourd, l'Etxe, identité forte des valeurs du Pays basque, et dont les architectes du début XXe ont puisé certains de ses traits de caractère, tout en sachant l'adapter aux besoins sanitaires et aux conforts attendus d'une clientèle aisée. Ce modèle se nomme le néobasque et prend exemple sur la demeure réalisée pour l'écrivain Edmond Rostand, la villa Arnaga à Cambo-les-Bains.
Ce mouvement est très présent au début du XXe siècle. Ce style est théorisé par Henri Godbarge qui remet en cause radicalement l'éclectisme en vogue depuis plusieurs décennies dans les villes balnéaires, telles que Biarritz. Au départ, le traitement des toits est asymétrique, la maison composée de plusieurs étages avec façades en pans de bois (remplacée par la suite par un décor en ciment). Les balcons sont omniprésents et nombreux. La porte d'entrée est mise en valeur afin de rappeler le « lorio » de l'Etxe. Bien souvent, il est sculpté un linteau ou une pierre intégrée en façade, portant inscription en français, basque voir latin et donnant un nom à la demeure. La couleur prédominante est un rouge qui deviendra le rouge basque, bien que la teinte soit à l'origine plus foncée que ce qui est parfois utilisée, car en Labourd, la couleur était obtenue avec le sang de bœuf.
Le Néo-Basque est donc une interprétation contemporaine de l'Etxe du Labourd pour permettre de séduire la nouvelle clientèle aisée, étrangère et séduite par l'histoire proposée par cette architecture, qui rappelant une maison dont les fondements et les traits de caractères semblent anciens, donne une certaine noblesse et une certaine histoire à ces maisons qui seront néanmoins intégrés tout le confort et tout le luxe exigés par cette population.
Autre type d'architecture, le « chalet », destiné à l'habitat permanent et populaire dans une commune où la population augmentait fortement et perdait donc son caractère rural originel. Sa vocation était résidentielle et n'avait aucun lien avec ce que l'on nommera plus tard, la maison de villégiature.
Vers 1930, sous les œuvres des frères Gomez ou de l'architecte William Marcel (voir les œuvres sur les Allées Paulmy à Bayonne), le modèle évolue vers la « casa torre », typique des provinces voisines de Navarre et de Guipúzcoa. Pour comprendre ce style, il faut observer la maison El Hogar et voir que cette œuvre est un tournant dans l'architecture de l'époque. La maison a été réalisée pour un ancien béarnais ayant fait fortune au Chili, avec une sensibilité forte à l'architecture hispanique, ce qui inspirera son architecte. William Marcel réalisera également la nouvelle mairie d'Anglet dans un style « néo-espagnol » clairement affiché (1935). En 1950, la maison labourdine de type néo-basque semble néanmoins rester comme le modèle prédominant et de référence pour apprécier une construction bien intégrée à son environnement.

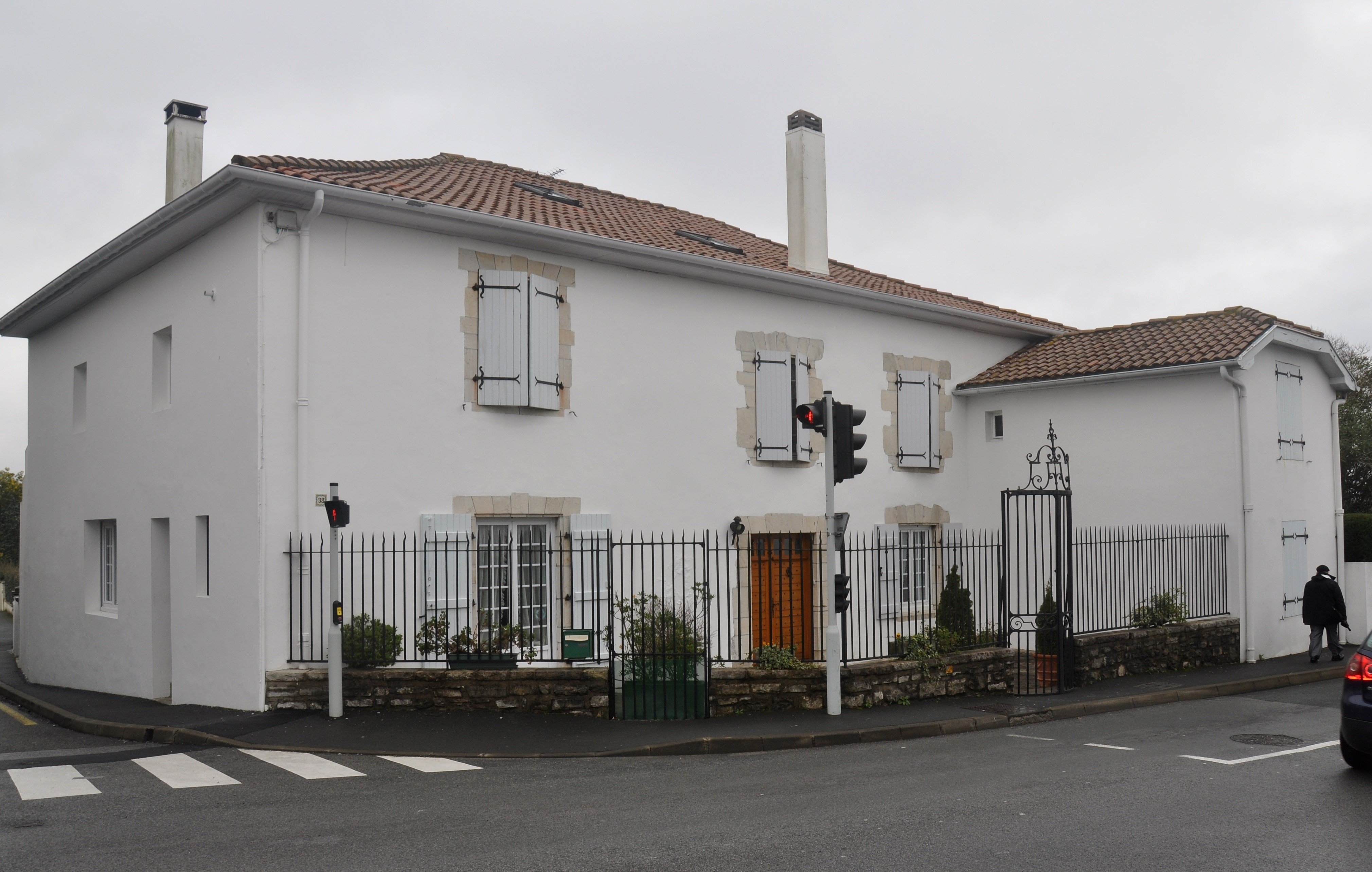
Très ancienne maison d'Anglet, dénommée Maison Bearnes, citée dans d'anciens écrits (1600)[226].
Villa Le Nid basque - exemple parfait de style néo-basque (1930).
Exemple d'architecture dite chalet en pierre de bidache.
Exemple d'architecture dite de villégiature dans le style éclectique d'orientation mauresque.
Exemple d'architecture hispano-navaraise réalisé par William Marcel, même architecte ayant réalisé la nouvelle mairie d'Anglet.
Villa Arghitzea - architecture ayant repris le style de William Marcel dans un style néo-espagnol (1930).
Espace de l'Océan - plage de la chambre d'amour - Il s'agit d'un édifice Art déco, le célèbre établissement des bains édifié en 1928 et restauré au début des années 2000 après divers démolitions dues à divers tempêtes entre 1963 et 1975.
Place du quartier 5 cantons-immeuble début du XXe siècle.
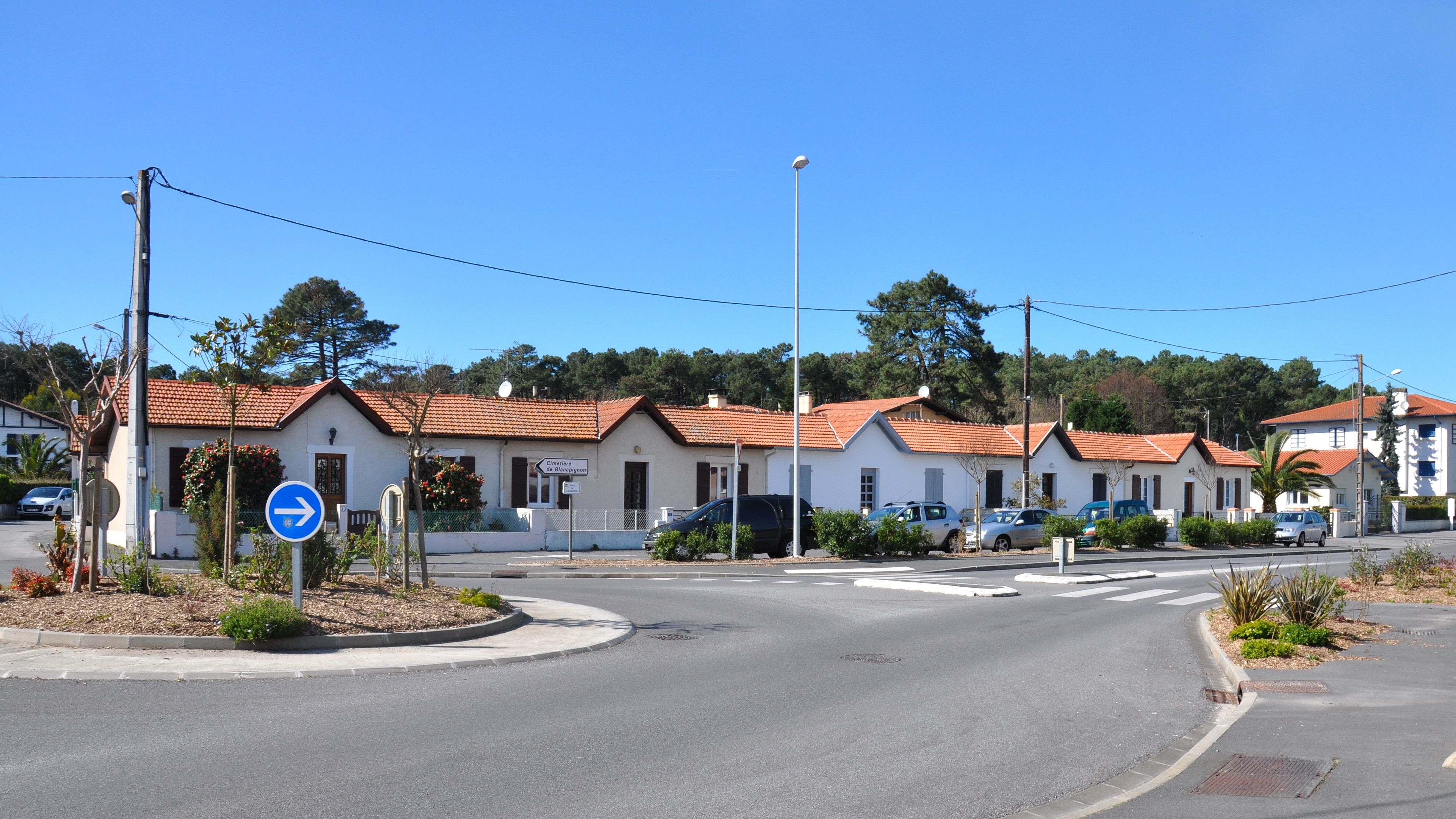
Quartier Blanc-Pignon, exemple d'une architecture populaire à Anglet.
Autre exemple d'architecture pour des maisons de bord de mer.

#### Patrimoine religieux

##### Les églises
La ville compte six églises : Saint-Michel, Sainte-Trinité, Saint-Léon, Sainte-Bernadette, Notre-Dame-du-Refuge, Saint-Joseph et Sainte-Marie.
L’église Sainte-Marie d'Anglet a été inscrite au titre des monuments historiques en 2014,. De nombreux objets sont référencés dans la base Palissy (voir les notices liées).

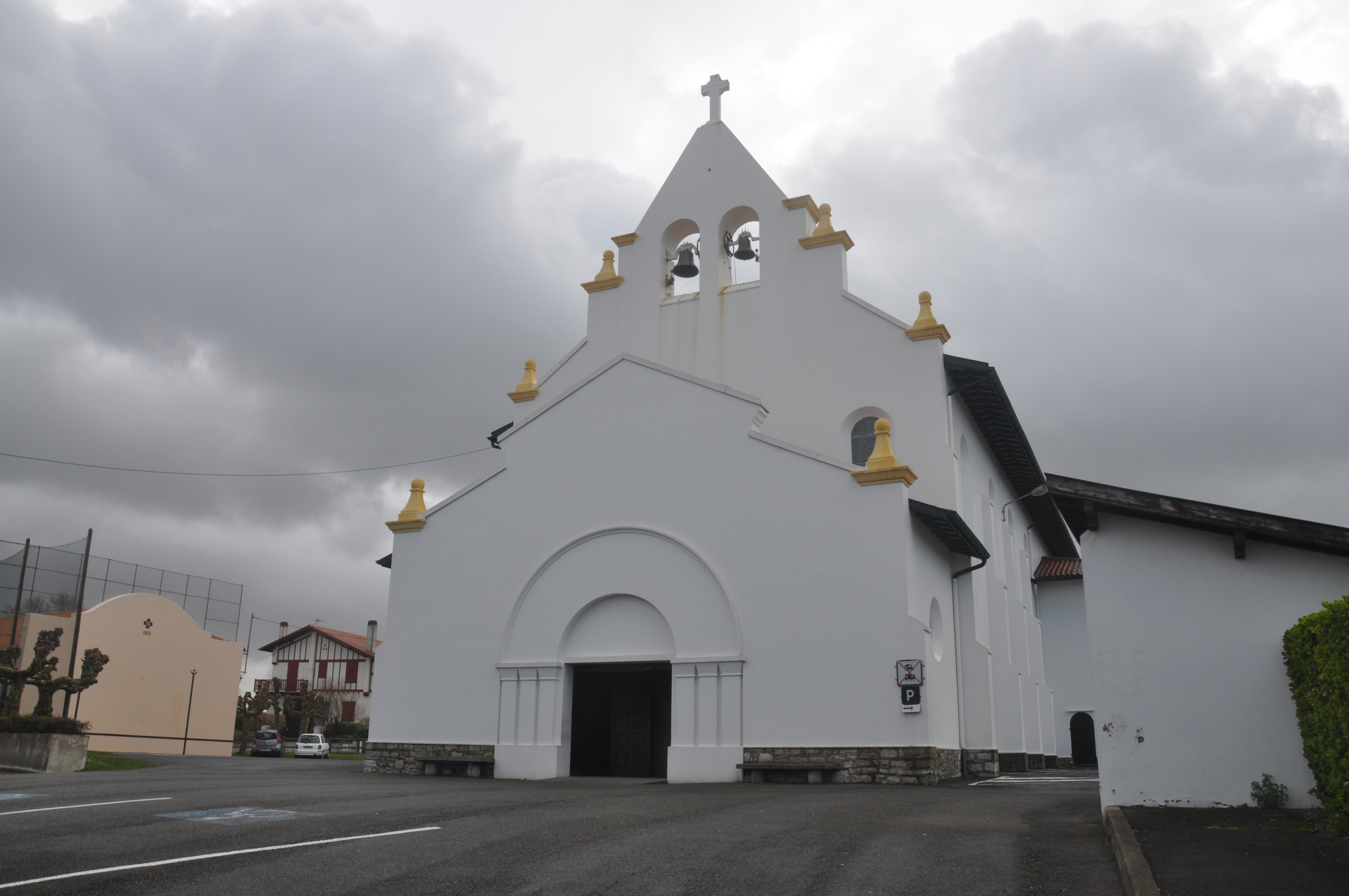
Église Sainte-Marie (Cinq-Cantons) - inscrite aux monuments historiques.
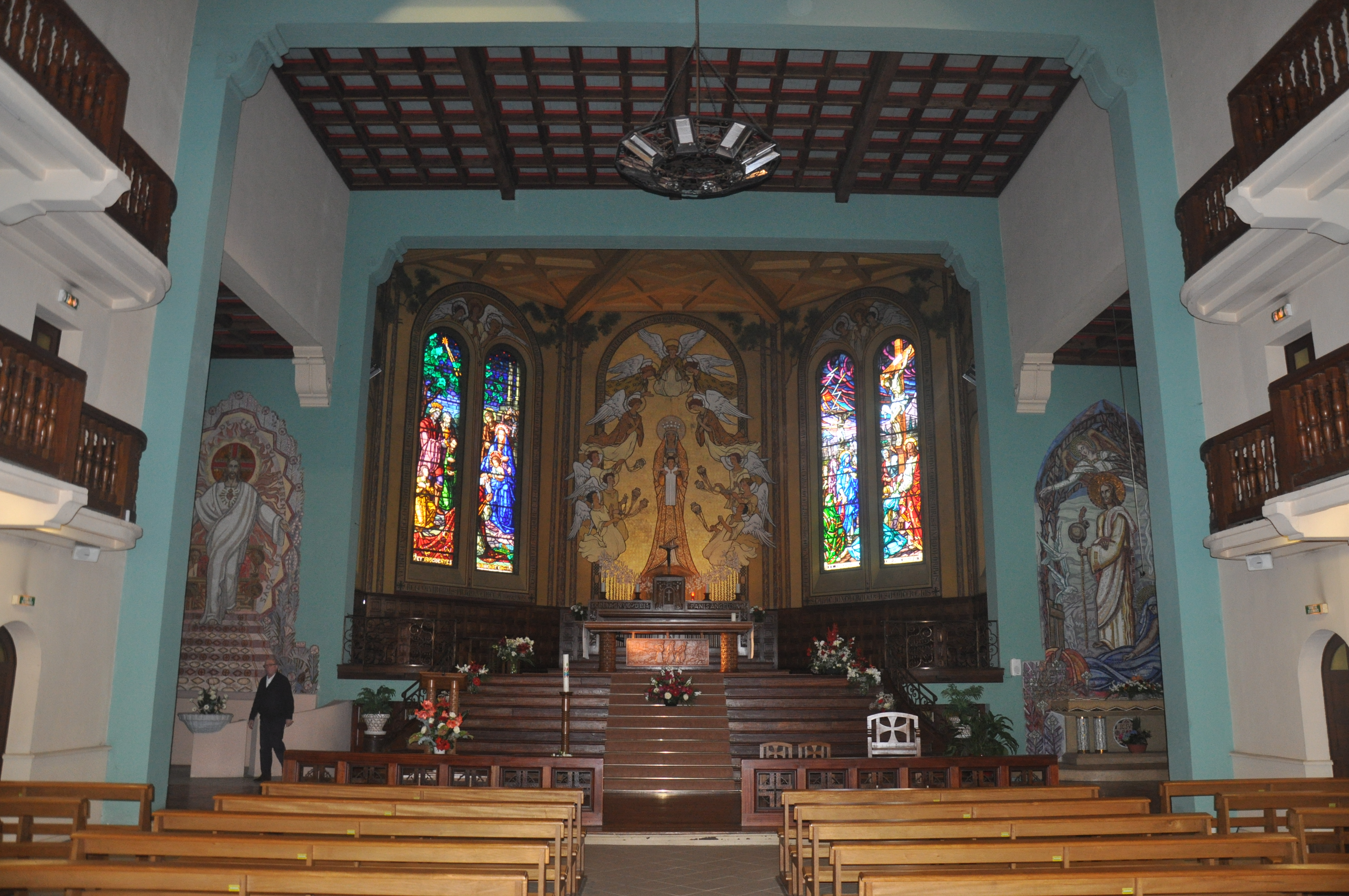
Intérieur de l'église Sainte-Marie - d'inspiration basque mais en pleine époque Art déco.
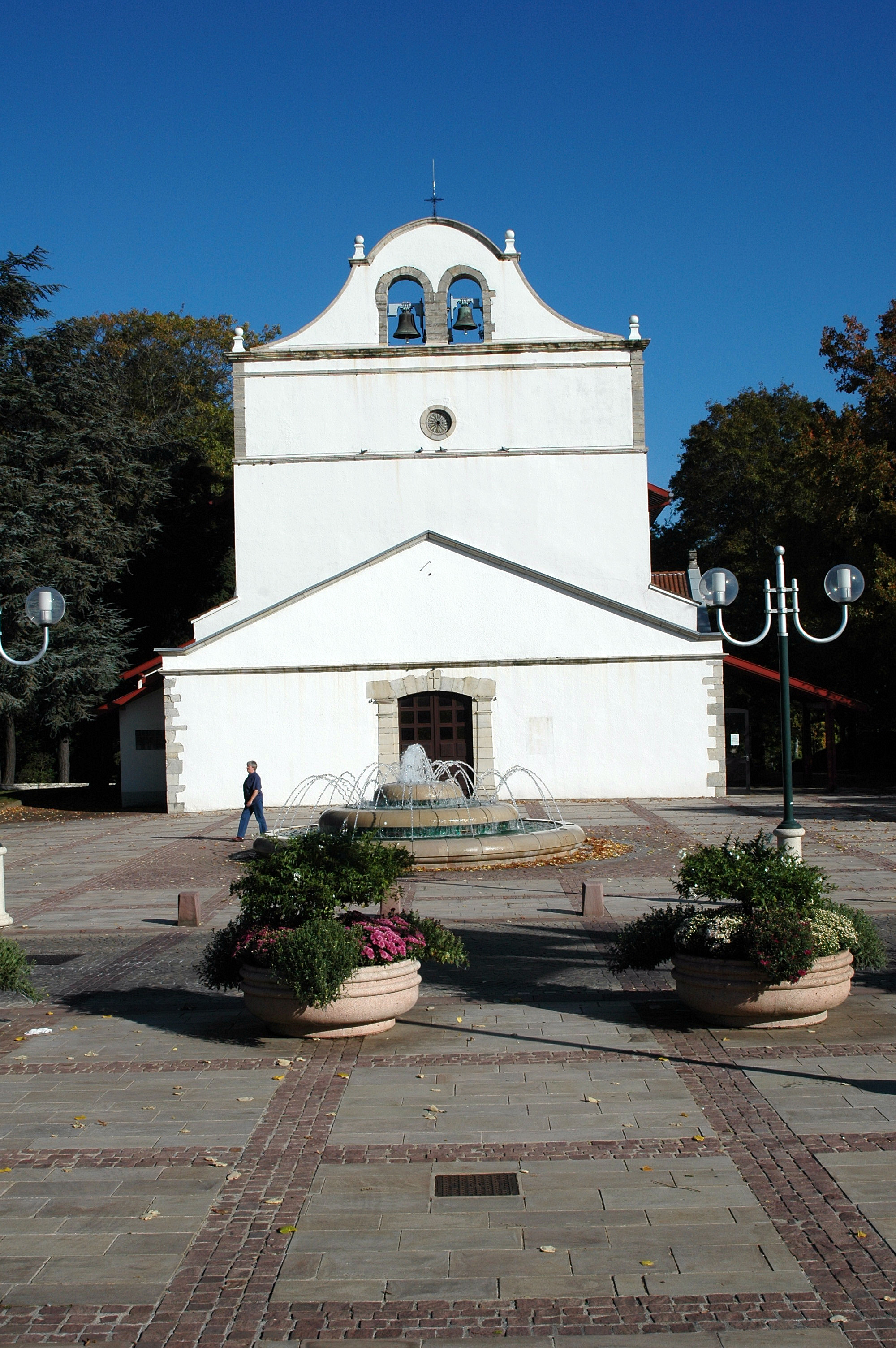
L'église Saint-Léon.
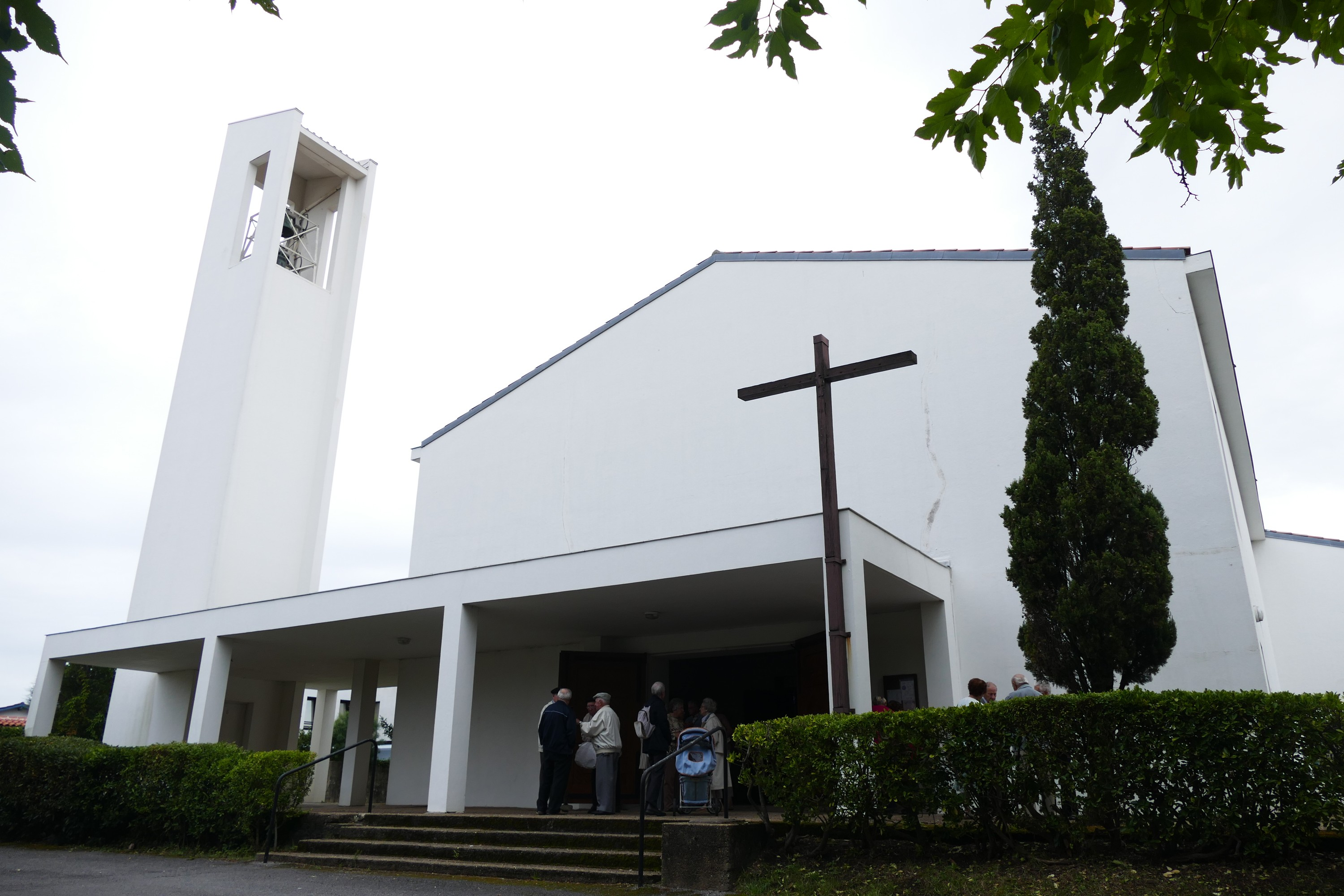
L'église Sainte-Bernadette
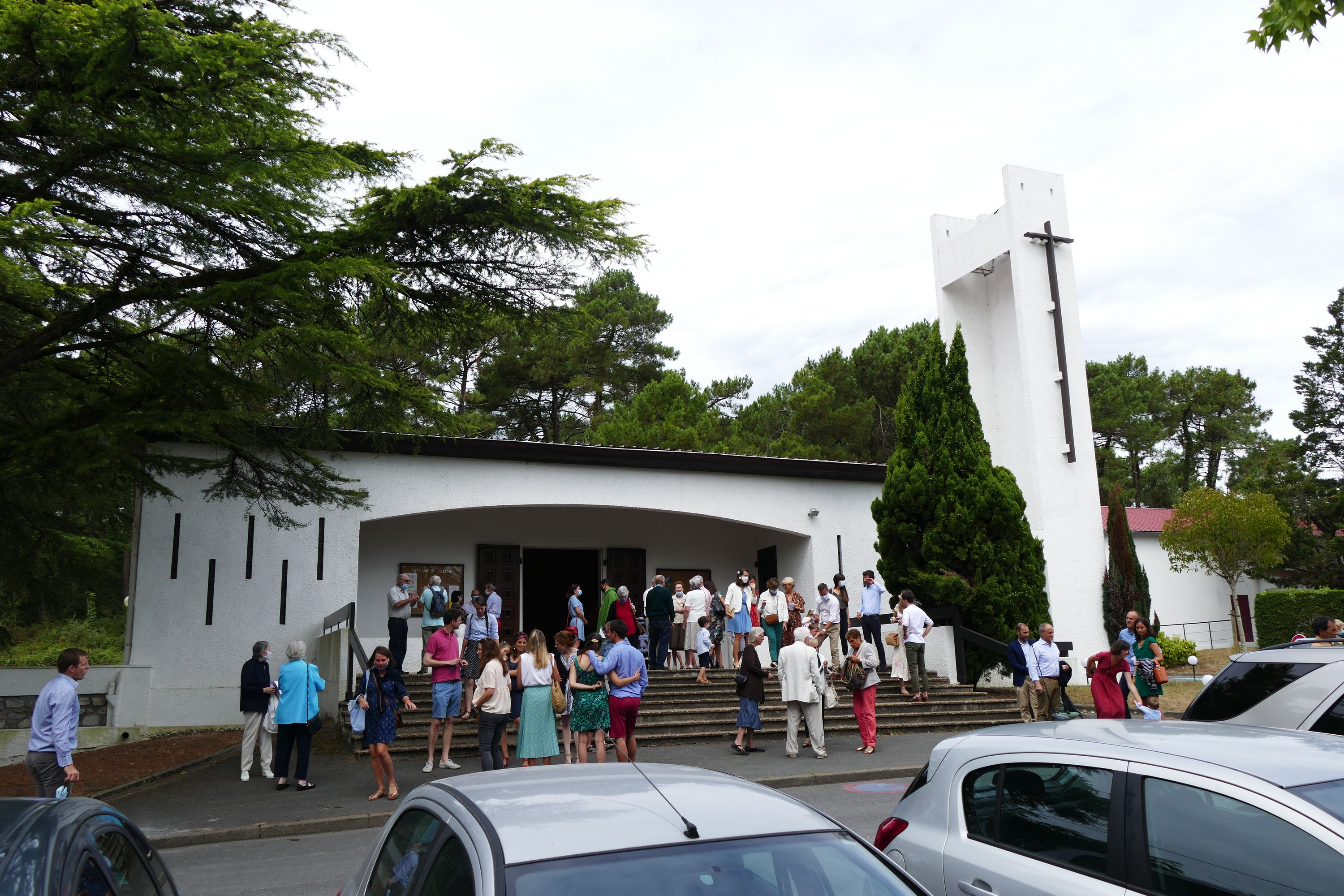
L'église Saint-Joseph
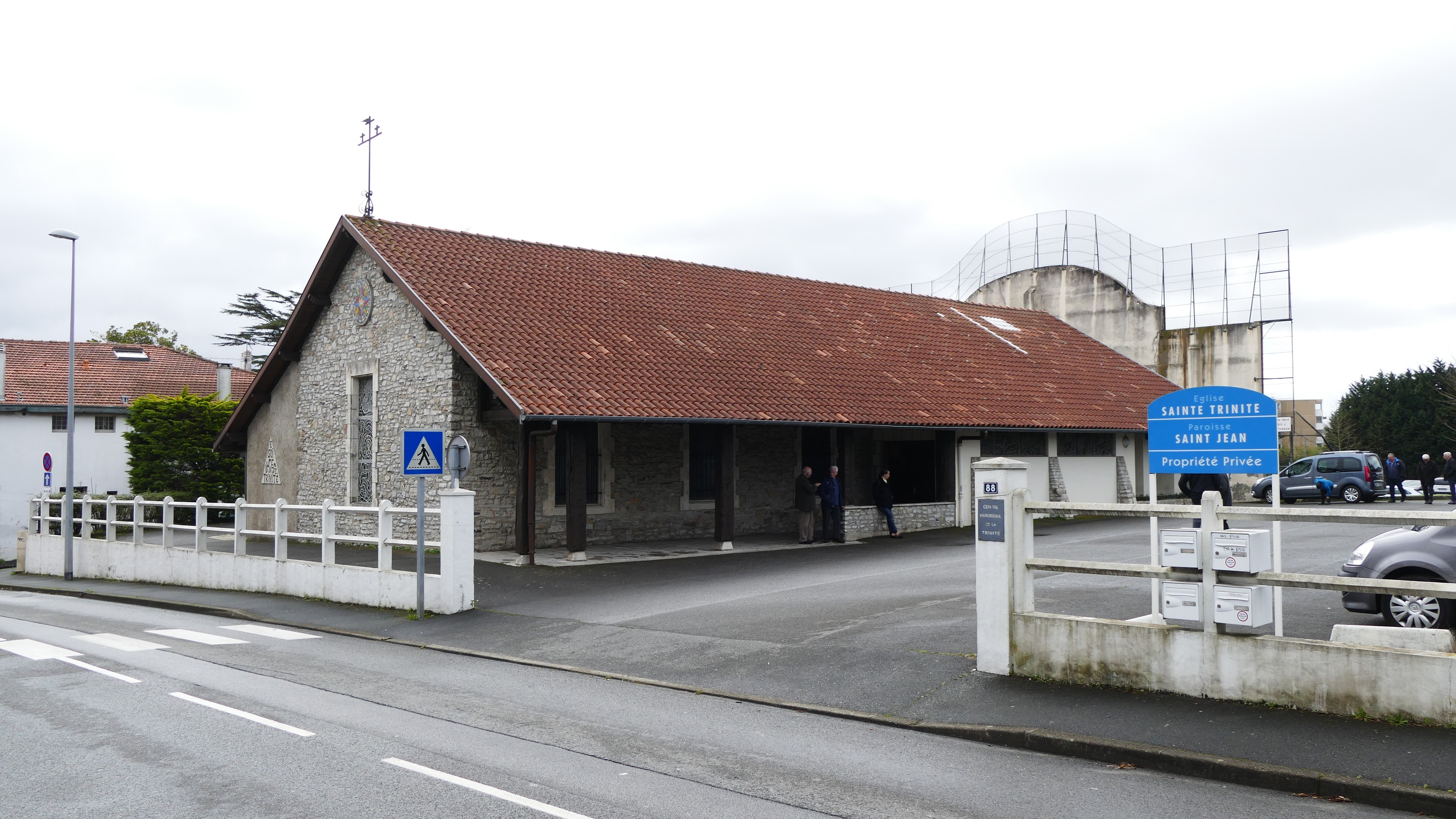
L'église de la Sainte-Trinité
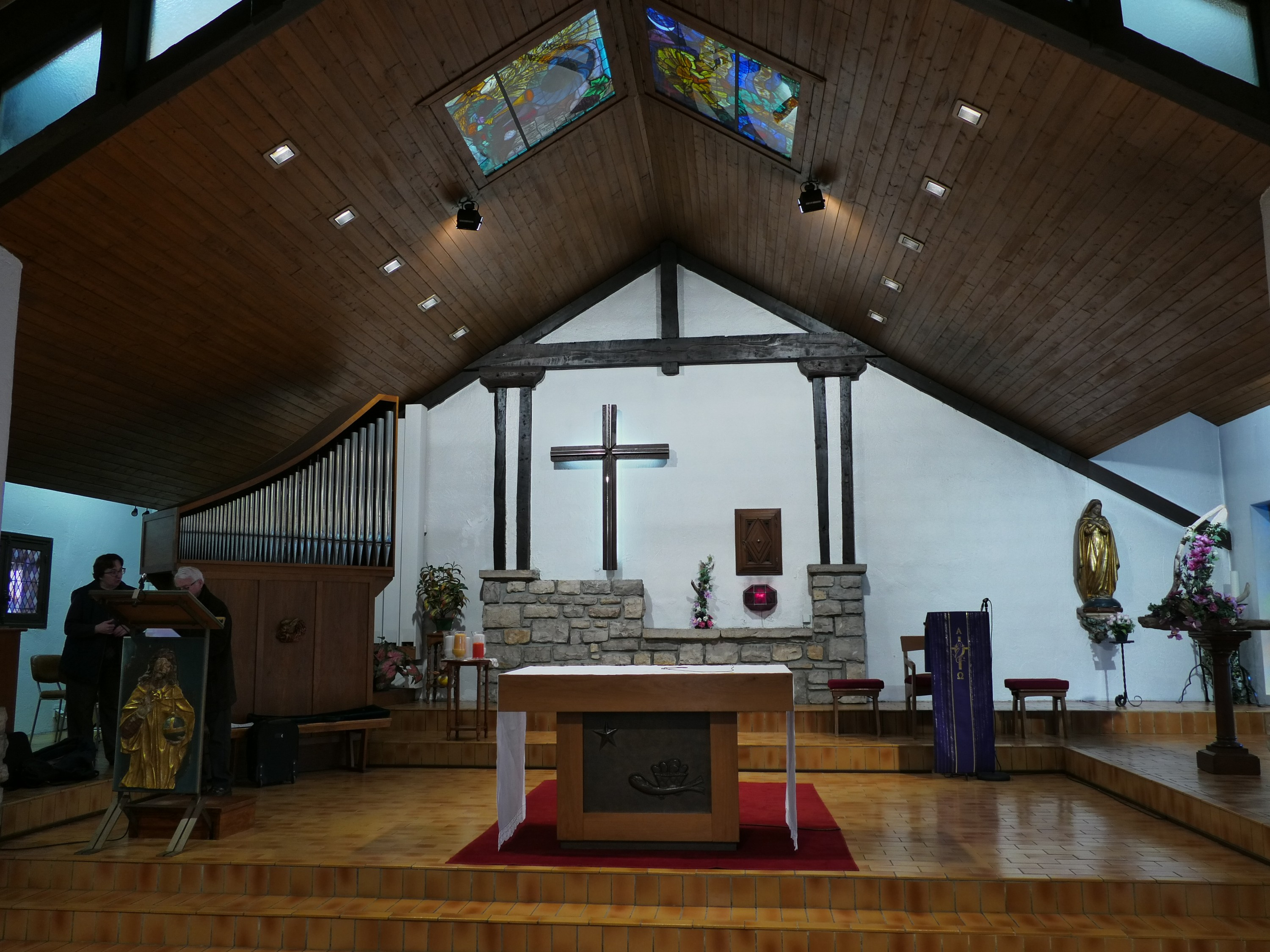
L'intérieur de l'église de la Sainte-Trinité
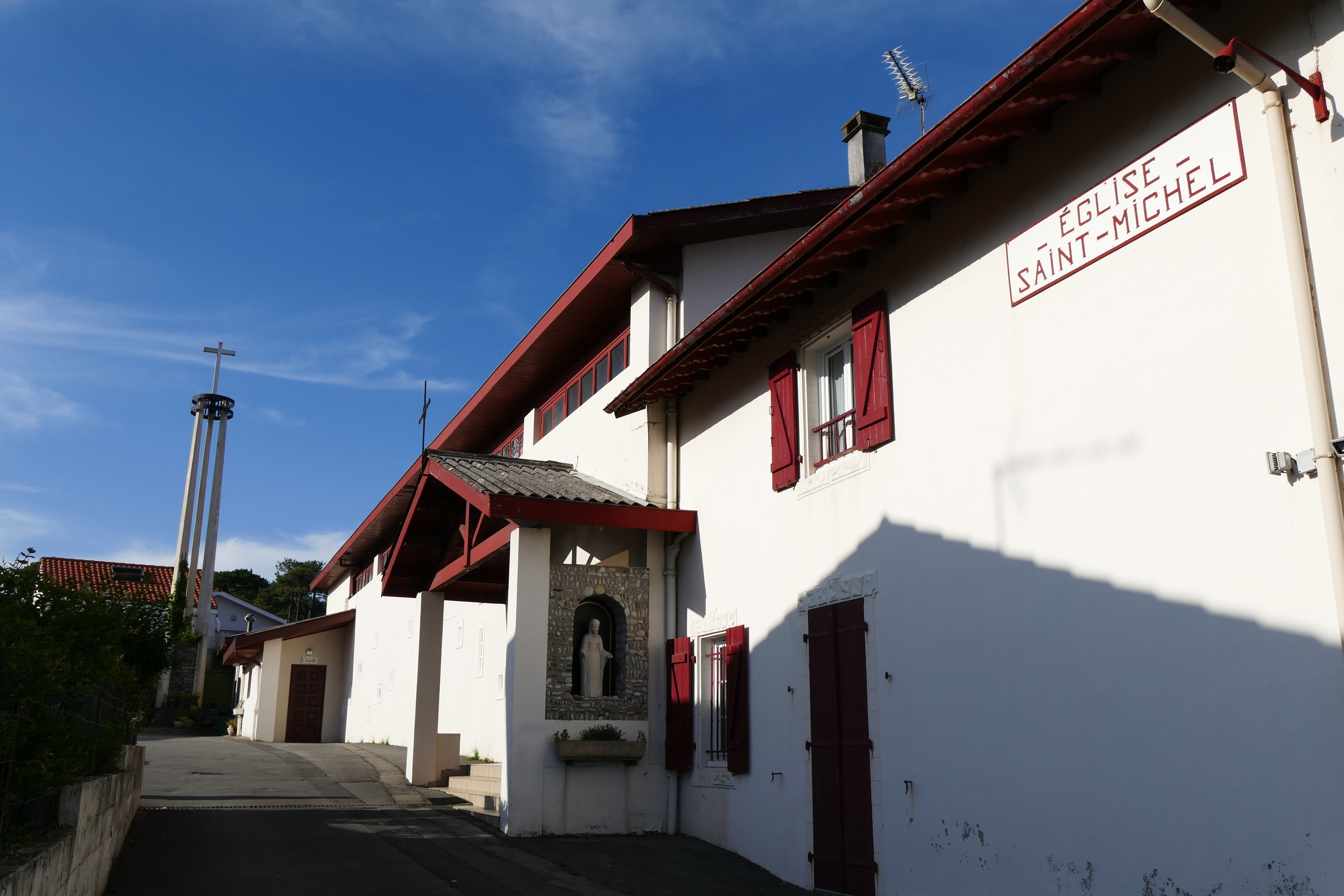
L'église Saint-Michel

##### Les chapelles
- Ancienne chapelle du château de Brindos.
- Chapelle des Bernardines des Cinq Cantons.
- Chapelle du Nid Basque de la Chambre d'Amour.
- Chapelle Notre-Dame-du-Refuge de Cinq Cantons.
- Chapelle en paille du couvent Saint-Bernard d'Anglet.

L'un des murs de l'ancien cloître des Dominicains a été classé aux monuments historiques en 1928. Le domaine de Notre-Dame du Refuge de la congrégation des Servantes de Marie renferme une église qui possède un tableau représentant Louis-Édouard Cestac. Ce tableau est classé à titre d'objet depuis 1997.

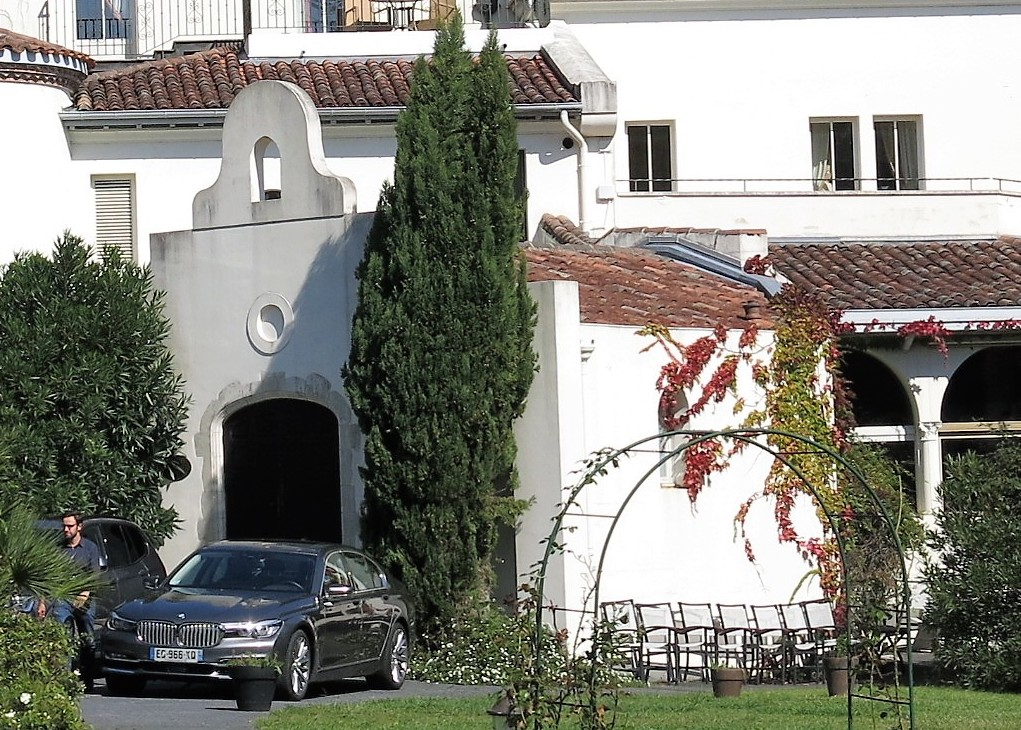
Ancienne chapelle du château de Brindos devenu Hôtel-restaurant
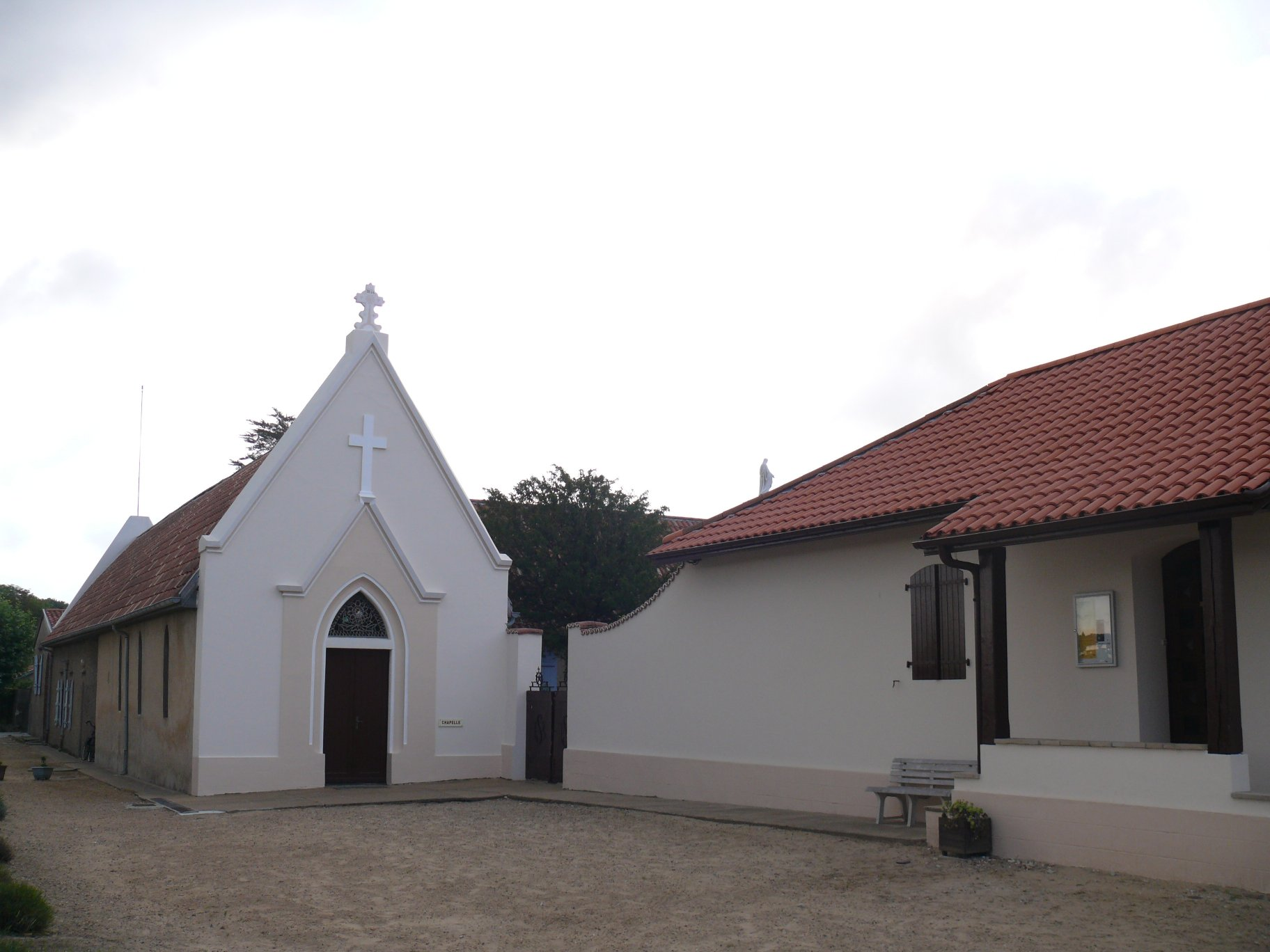
La chapelle des Bernardines des Cinq Cantons
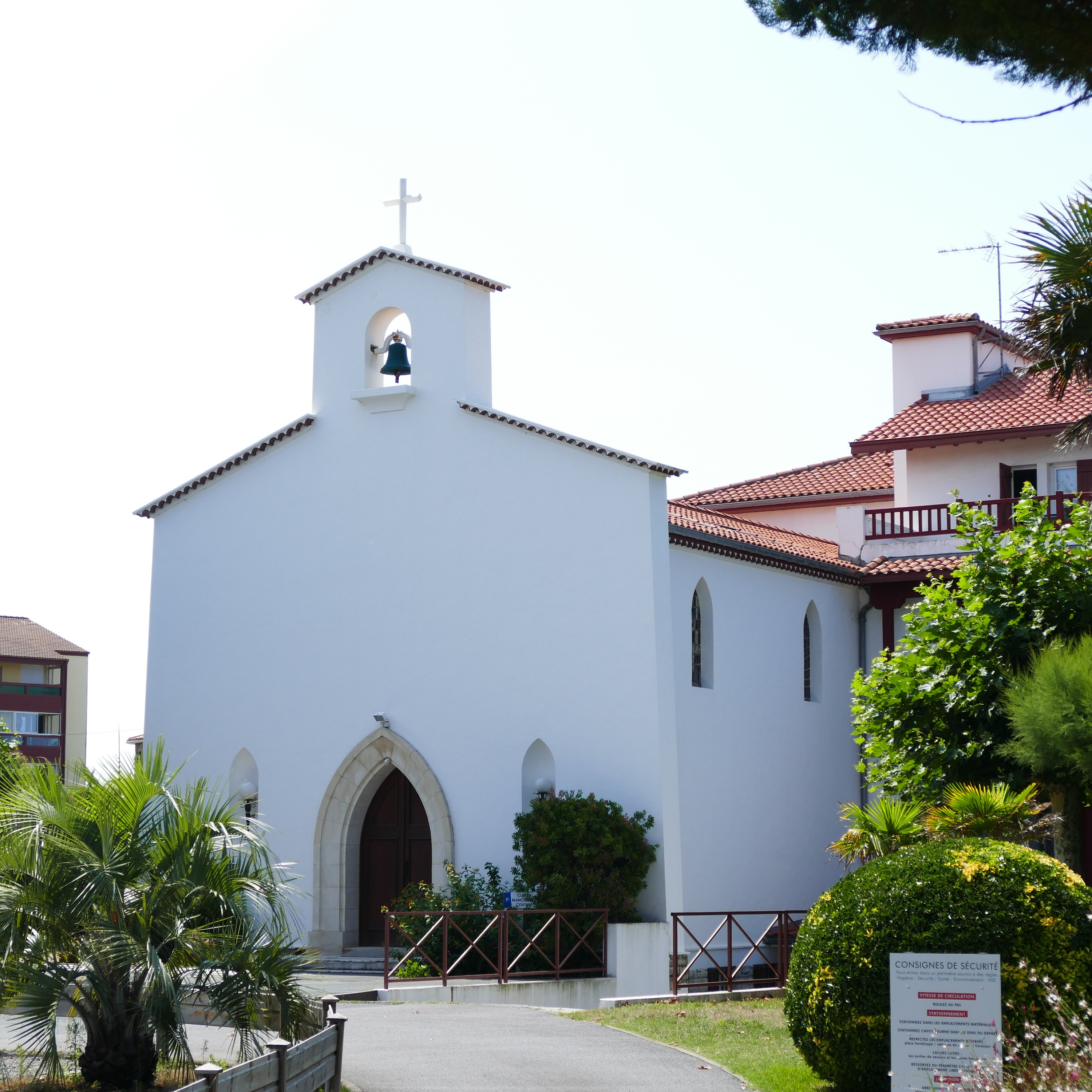
La chapelle du Nid Basque de la Chambre d'Amour
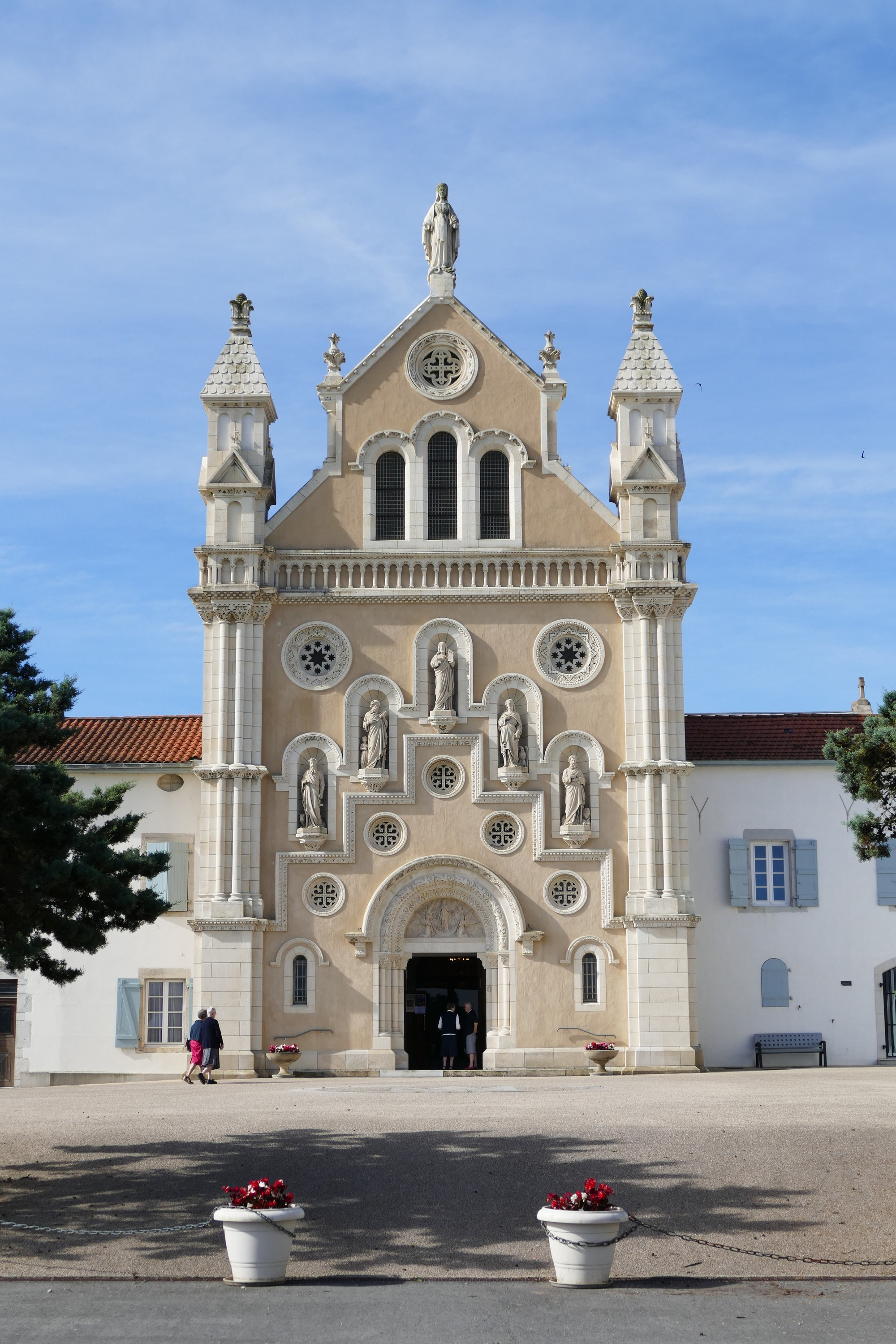
L'église Notre-Dame-du-Refuge de Cinq Cantons
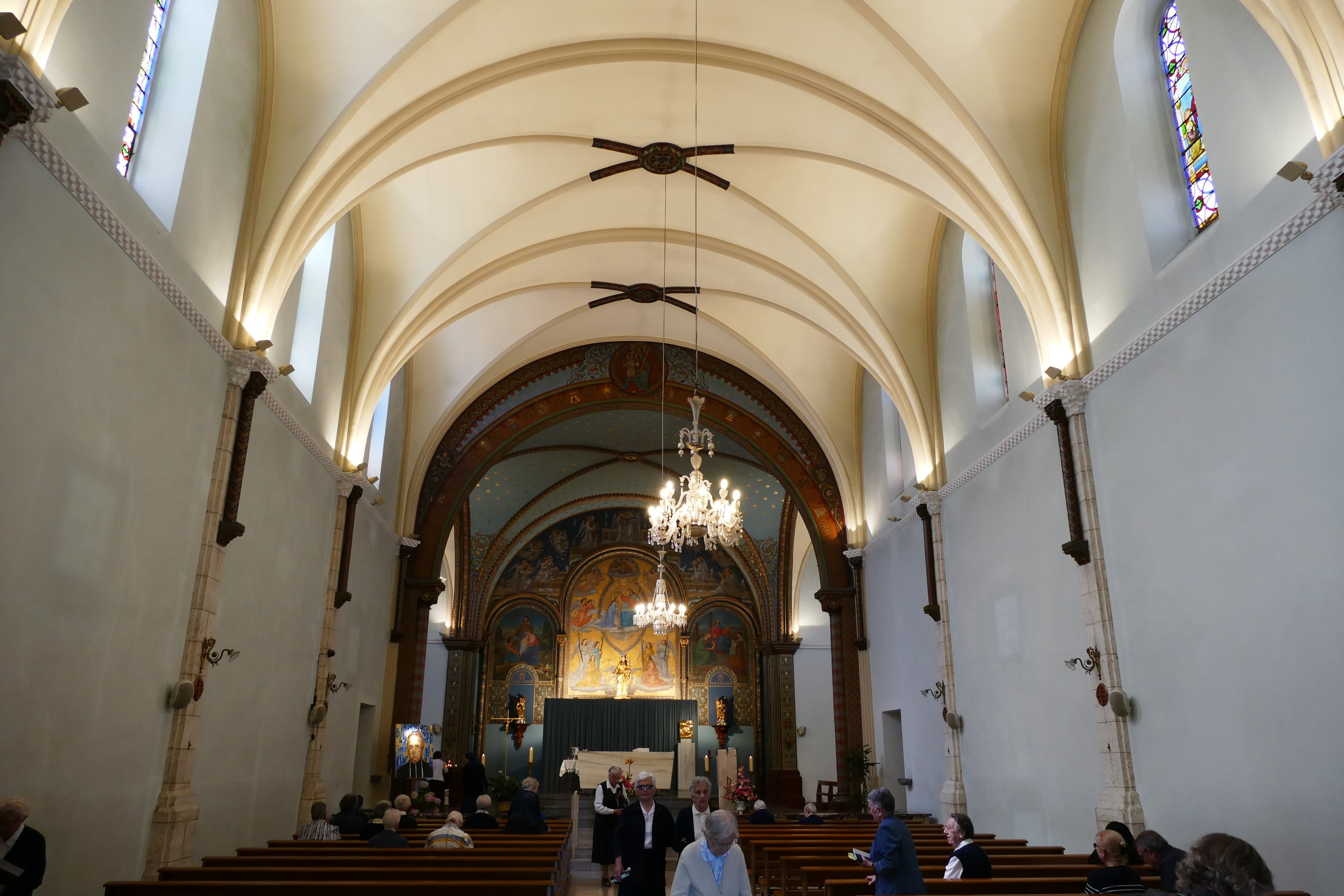
L'intérieur de l'église Notre-Dame-du-Refuge
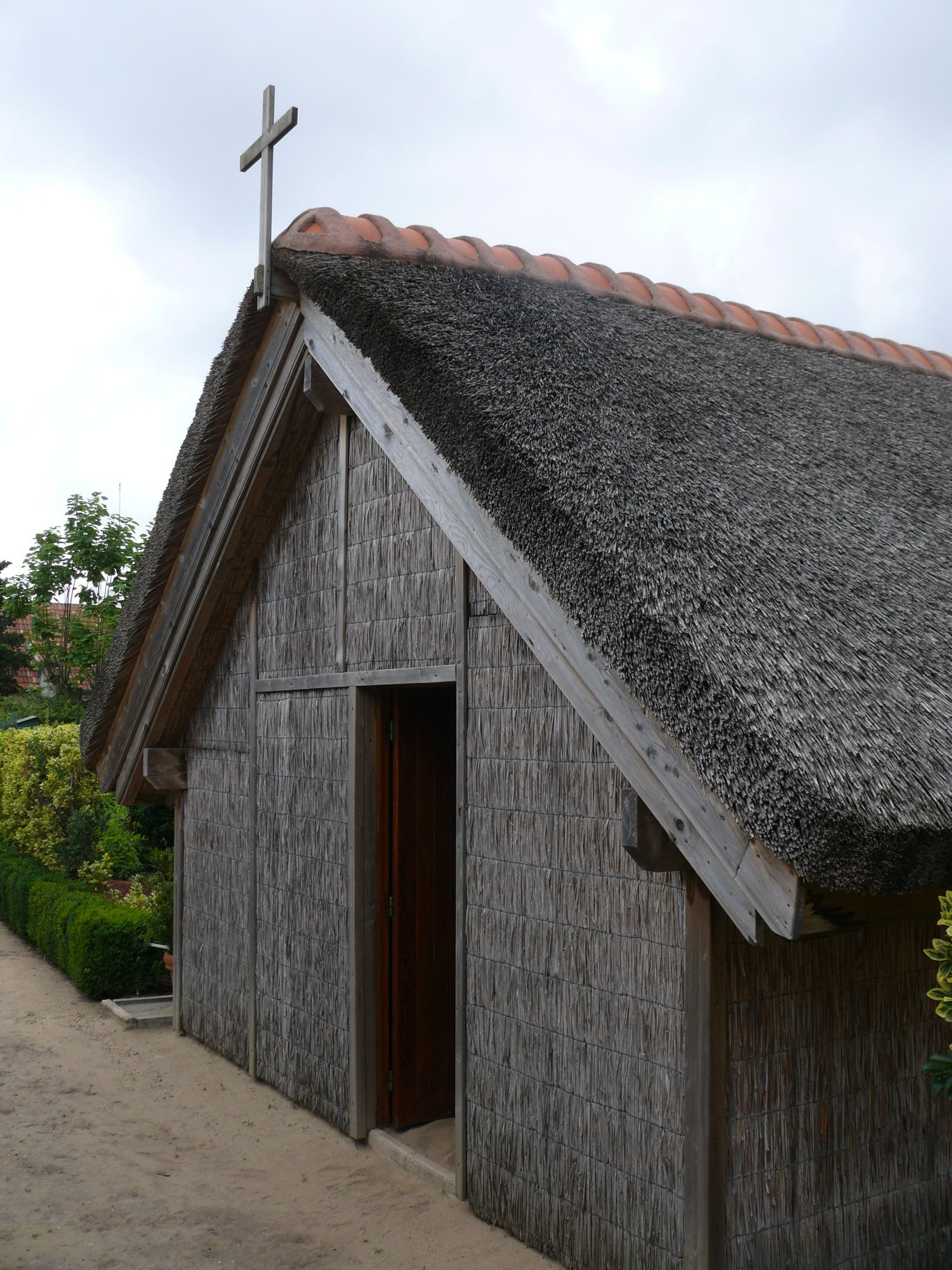
La chapelle en paille du couvent Saint-Bernard d'Anglet

### Patrimoine naturel

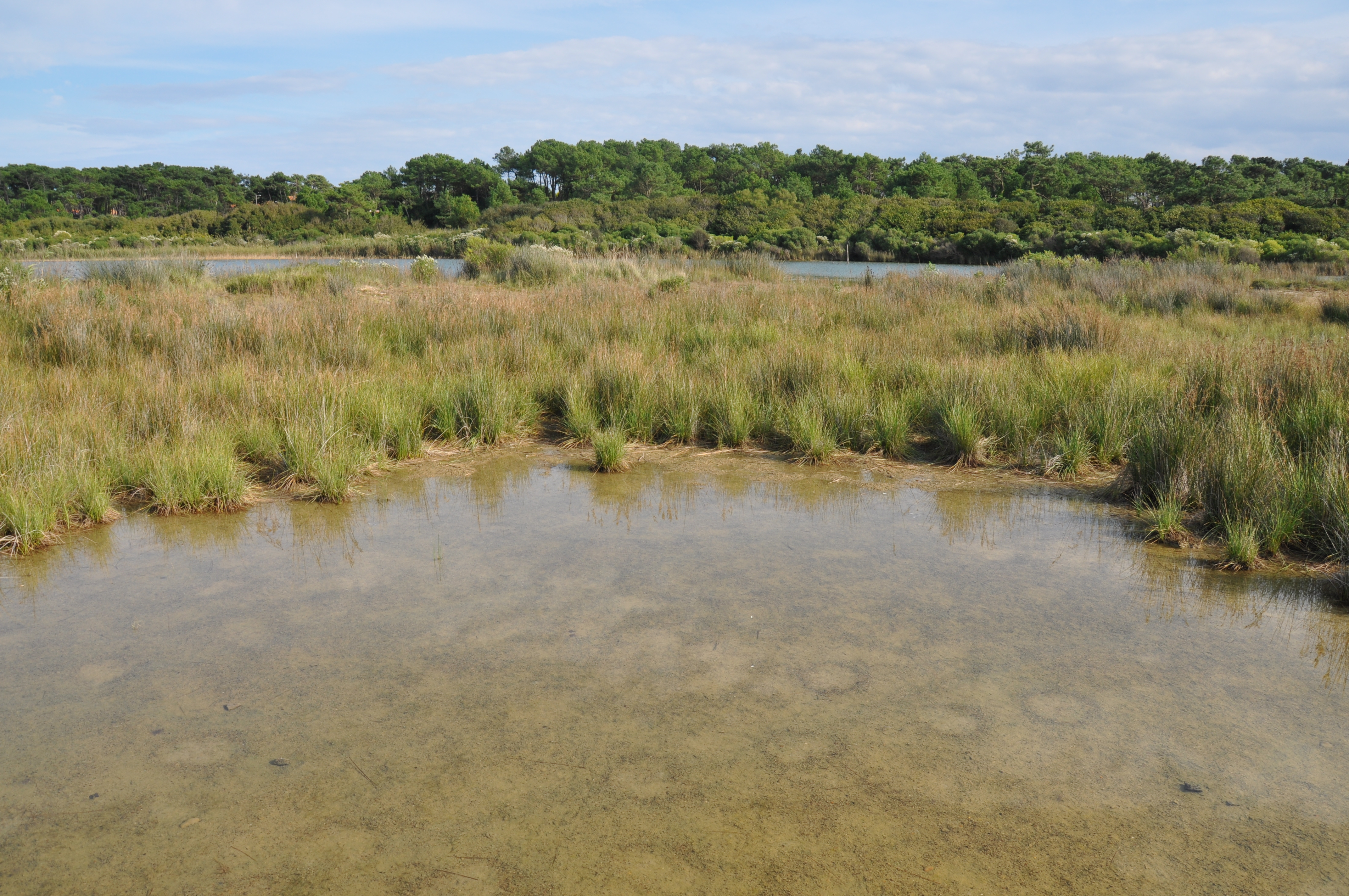
Le parc écologique Izadia.

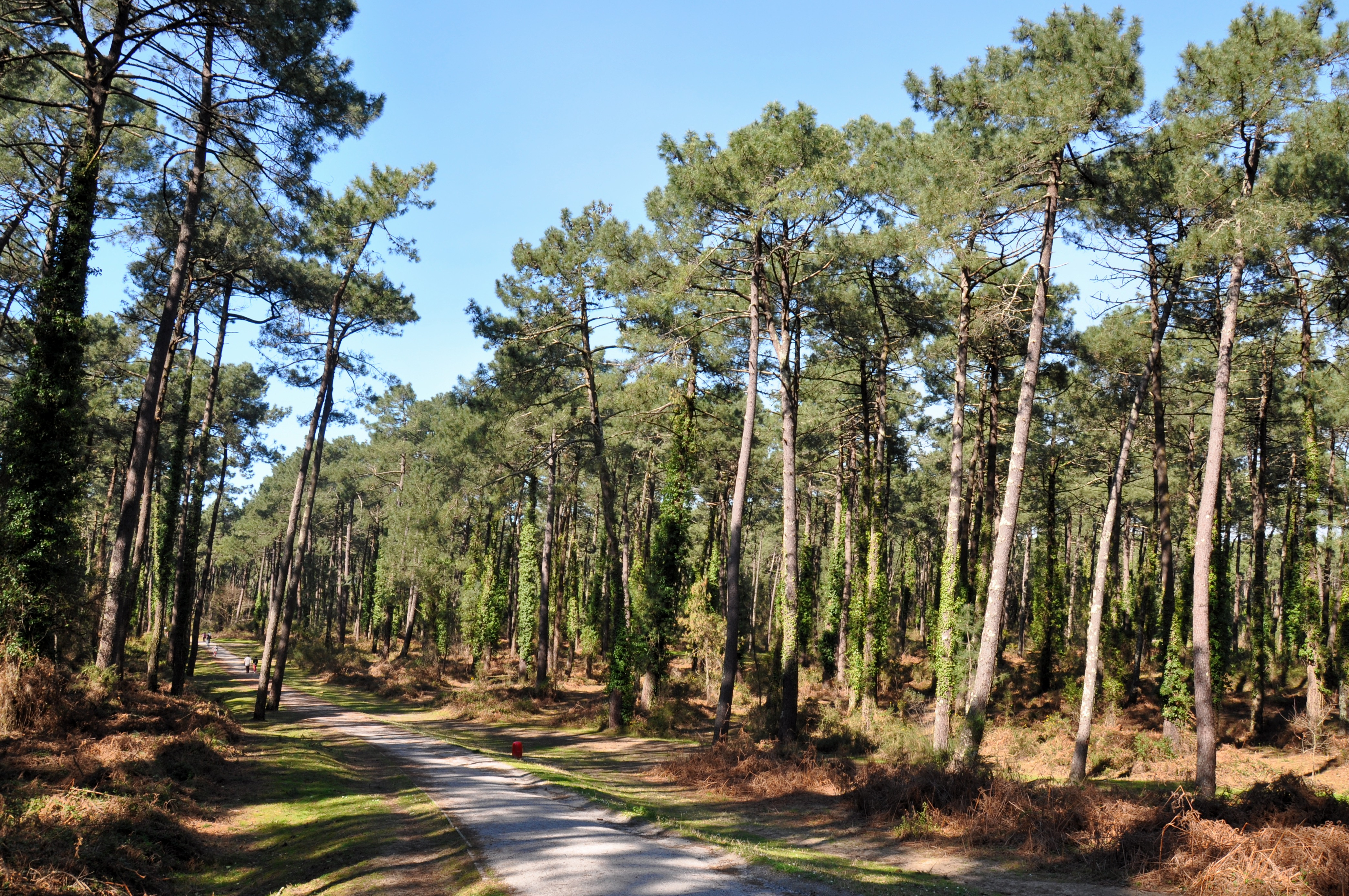
La forêt du Pignada - poumon vert de l'agglomération.

- La grotte de la chambre d'Amour fait partie du patrimoine de la commune.
- Le parc écologique d'Izadia (racine littéraire signifiant « l'être, la nature » en basque) a été inauguré en novembre 2007 dans la zone de la Barre. Il s'agit d'un parc urbain de 14 ha et représente un des derniers vestiges des « milieux dunaires » du littoral. Dans ce parc, un des ambitieux projets est la réintégration des espèces originelles et donc la suppression d'espèces endémiques, tels que le roseau de la Pampa, pour citer un exemple. On y retrouve des sites de lagune, des lacs d'eau saumâtre, des marais à laîche étirée et jonc maritime. Également, on rencontre des milieux plus arides comme la lande à cistes et la pelouse sableuse à hélianthèmes. 200 espèces végétales environ sont recensées; parmi elles, 10 espèces patrimoniales avec des statuts de protection nationale, régionale et départementale : l'Œillet de France, protégé au niveau national, la Bellardie, la Ruppie maritime, le Lotier velu protégés au niveau régional, et le Glaux maritime protégé au niveau départemental, la Bruyère maritime, la Clypéole, la Serapias à petites fleurs et le crépis bulbeux. Enfin, on y trouve, l'emblématique petite centaurée à fleurs serrées dont le parc constitue l'unique station recensée et connue en France. Plus de 4 700 oiseaux ont été observés en 2012, soit 103 espèces différentes. Parmi ces espèces, 60 sont protégées dont 16 classées dans la liste rouge des espèces d'oiseaux menacés de France[231]. Le 30 juillet 2020, l'incendie qui a ravagé une grande partie de la forêt du Pignada touche également le parc : la maison du site est entièrement dévastée et un tiers des espaces naturels sont atteints par le feu[232].
- Le Pignada est une forêt représentant 10 % de la surface de la ville soit 220 hectares. C'est donc le plus grand espace vert de l'agglomération Bayonne-Anglet-Biarritz. Le domaine forestier d'Anglet se répartit entre les différentes pinèdes, Pignada (la plus vaste avec plus de 200 hectares), Chiberta (pinède côtière aujourd'hui urbanisée en lotissement huppé entre la Barre et la Chambre d'Amour) et le Lazaret (pinède situé entre Blancpignon et l'Adour). D'une manière générale et populaire, la forêt du Pignada est appelée par raccourci, forêt de Chiberta.

Il s'agit d'une forêt urbaine car elle est entourée de toutes parts par différents quartiers pavillonnaires. Il s'agit d'une forêt de pins maritimes, enchevêtrée entre chêne-liège, fougères et autres genêts. Jusqu'au début du Moyen Âge, le littoral angloy ressemblait à une sorte de « no man's land », un espace sablé de dunes et de landes et qui va donc faire l'objet de semis de pins maritimes pour freiner la progression du sable vers l'intérieur (plantés de 1630 à 1640). Sur ces sables, on vit pousser un temps de la vigne.
Autre fait marquant, c'est Napoléon III qui la fait revivre avec la plantation de 300 hectares de pins, grâce à un don de 90 000 francs. Au début du XXe siècle, elle ressemblait au massif des Landes. Elle était exploitée de la même façon pour le bois et la résine. Sur les 450 hectares que comptait la pinède voilà un siècle et demi[Quand ?], il n'en reste plus que 220 hectares.
Le 30 juillet 2020, un incendie ravage 100 hectares de la forêt de Chiberta.
- Le parc Montaury situé au sud de la RN10 et du projet cœur de ville est un parc urbain voisin du campus scientifique de l'université de Pau et des Pays de l'Adour. On y trouve une végétation exotique, des rosiers, hortensias, des palmiers et des fougères exotiques se mélangent à la végétation existante du parc. L'eau y est traitée sous forme de bassins avec des jets intermittents. On y trouve des jeux d'enfants et des promenades.
- Vallon de Latchague à Anglet. Des bassins de rétention paysagers ont été réalisés afin de stocker les eaux pluviales issues d'évènements pluvieux exceptionnels — d'occurrence mensuelle, décennale ou trentenale — et de les réguler. Ce parc a été réalisé à la suite des inondations du site en 2005. Sur un peu plus de 3 hectares, on trouve un sentier paysager autour du chemin de l'eau, depuis la rue de Latchague jusqu'à la rue de Bahinos. La suite de ce vallon devrait se poursuivre sur le site du futur éco-quartier du Maharin.

Dans son palmarès 2012, le Conseil National des Villes et Villages Fleuris de France a attribué quatre fleurs à la commune au Concours des villes et villages fleuris.

### Personnalités liées à la commune

#### Nées auXIXesiècle
- Louis-Édouard Cestac, né à Bayonne en 1801 et mort à Anglet en 1868, est un prêtre et le fondateur de la congrégation des Servantes de Marie d'Anglet ;
- Élise Cestac, née à Bayonne en 1811 et morte à Bayonne en 1849, est la sœur de Louis-Édouard Cestac et la cofondatrice de la congrégation des Servantes de Marie ;
- Henri Gavel, né en 1880 à Saint-Pol-sur-Ternoise et mort en 1959 à Anglet, est un linguiste français, spécialiste en langue occitane et basque ;
- Jean Mendiondou, né en 1885 à Oloron-Sainte-Marie et mort en 1961 à Anglet, est un homme politique français ;
- Jean Larribau, né en 1889 à Anglet et mort en 1916 en Belgique, est un joueur français de rugby à XV, ayant occupé le poste de demi de mêlée en sélection nationale et au Biarritz olympique ;
- Lucien Lelong, né en 1889 à Paris et mort à Anglet en 1958, est un couturier français qui fut très en vogue dans les années 1920 à 1950.

#### Nées auXXesiècle
- Léonce Dussarrat, né en 1904 à Dax et mort  ne 1976 à Anglet, est un résistant connu sous le nom de « Léon des Landes ».
- Clément Duhour, né en 1912 à Anglet et mort en 1983 à Neuilly-sur-Seine, est un chanteur, acteur, réalisateur et producteur français. Athlète, il a participé aux Jeux olympiques de Los Angeles en 1932 ;
- Pierre Baldi, né à Anglet en 1919, est un artiste peintre ;
- Jeanne Monteil, née à Bayonne en 1924 et morte à Bayonne en 1999, est une poétesse et animatrice de la revue Vents et Marées ;
- Claude Viseux, peintre, sculpteur et graveur né à Champagne-sur-Oise en 1927, a vécu à Anglet de 1998 à sa mort en 2008.
- Robert Baulon, né à Boucau en 1930 et mort à Anglet en 2011, est un joueur de rugby à XV, qui a joué avec l'équipe de France de 1954 à 1957 évoluant au poste de troisième ligne centre ou aile ;
- Raoul Sangla, né à Anglet en 1930, est un journaliste, scénariste et réalisateur indépendant français ;
- Ramuntxo Camblong, né en 1940 à Macaye, est un homme politique français, conseiller municipal d'Anglet de 2001 à 2008 ;
- Lucien Pariès, né en 1947 à Anglet et mort en 1998 à Aix-les-Bains, est un joueur français de rugby à XV, demi d'ouverture du Biarritz olympique de 1964 à 1973, puis du RC Narbonne à compter de 1974 ainsi que de l'équipe de France ;
- Claire Noblia, née à Anglet en 1942, est une femme politique, présidente pour le Pays basque français du parti nationaliste basque EAJ-PNV de juin 2008 à juillet 2009 ;
- José Miguel Beñarán Ordeñana, né en 1949 à Arrigorriaga (Biscaye, Espagne), est un théoricien marxiste-léniniste et dirigeant révolutionnaire de l'indépendantisme basque (Euskadi ta Askatasuna). Il fut tué le 21 décembre 1978 à Anglet, par l'explosion d'une bombe placée dans sa voiture par le Batallón Vasco Español.

### Héraldique et logotype

#### Héraldique
| Blason | Blasonnement : D'argent à trois pins de sinople issant d'ondes d'argent et d'azur mouvantes de la pointe, au chef de gueules chargé d'un léopard d'or tenant dans sa patte dextre un dard du même. |

La devise gasconne d'Anglet est Mar e pinhadar per m'ajudar, c'est-à-dire « Mer et pinède pour m'aider » (le mot gascon pinhadar désigne, dès le XVIe siècle, une forêt de pins maritimes). Le pinhadar est présent sur les armoiries de la ville.

#### Historique des logos

Logo de 1995 à 2010.
Logo depuis 2010.